# Collezione Borbone di Napoli

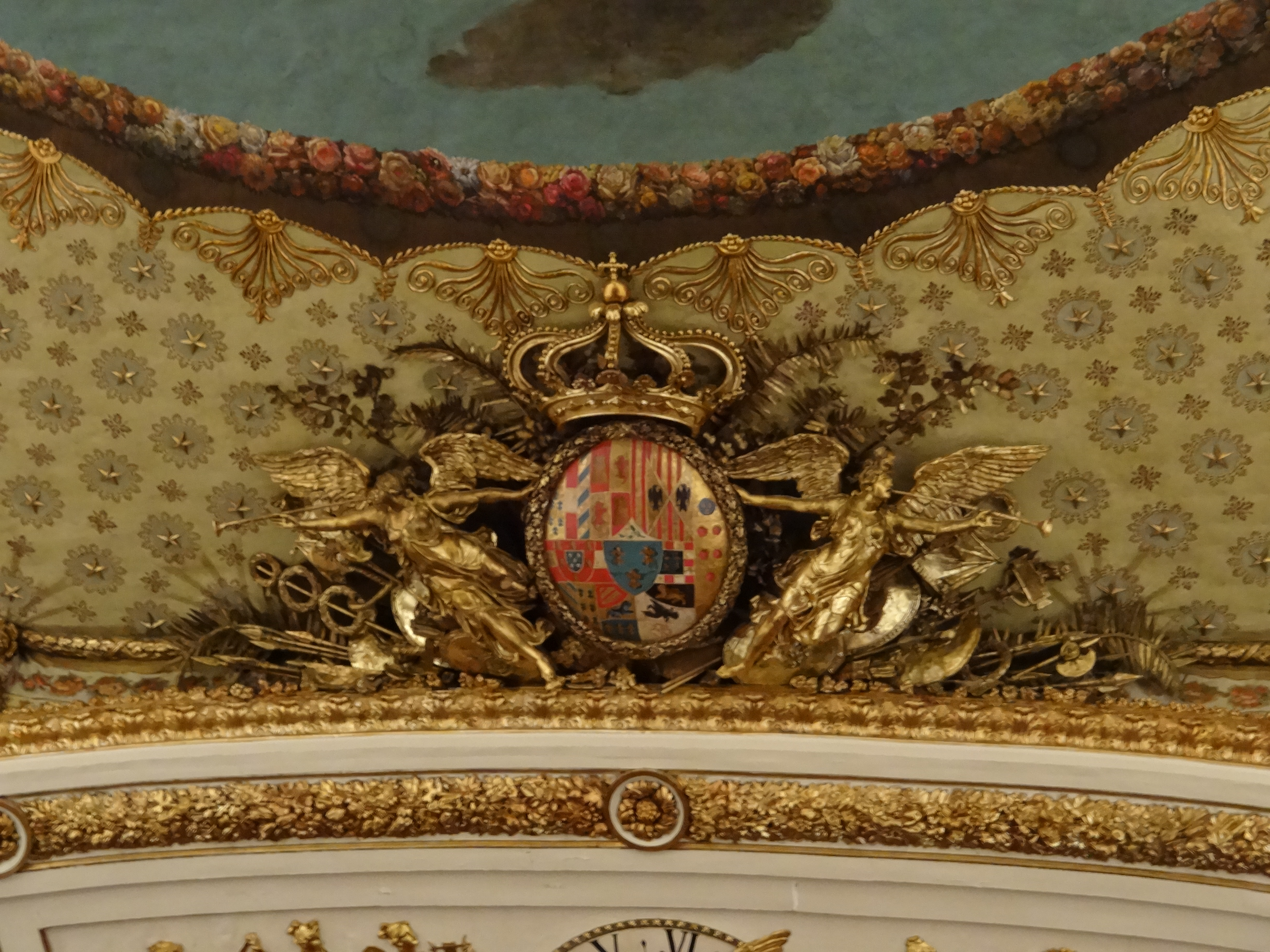
Lo stemma dei Borbone di Napoli sull'arco scenico del Real Teatro di San Carlo a Napoli

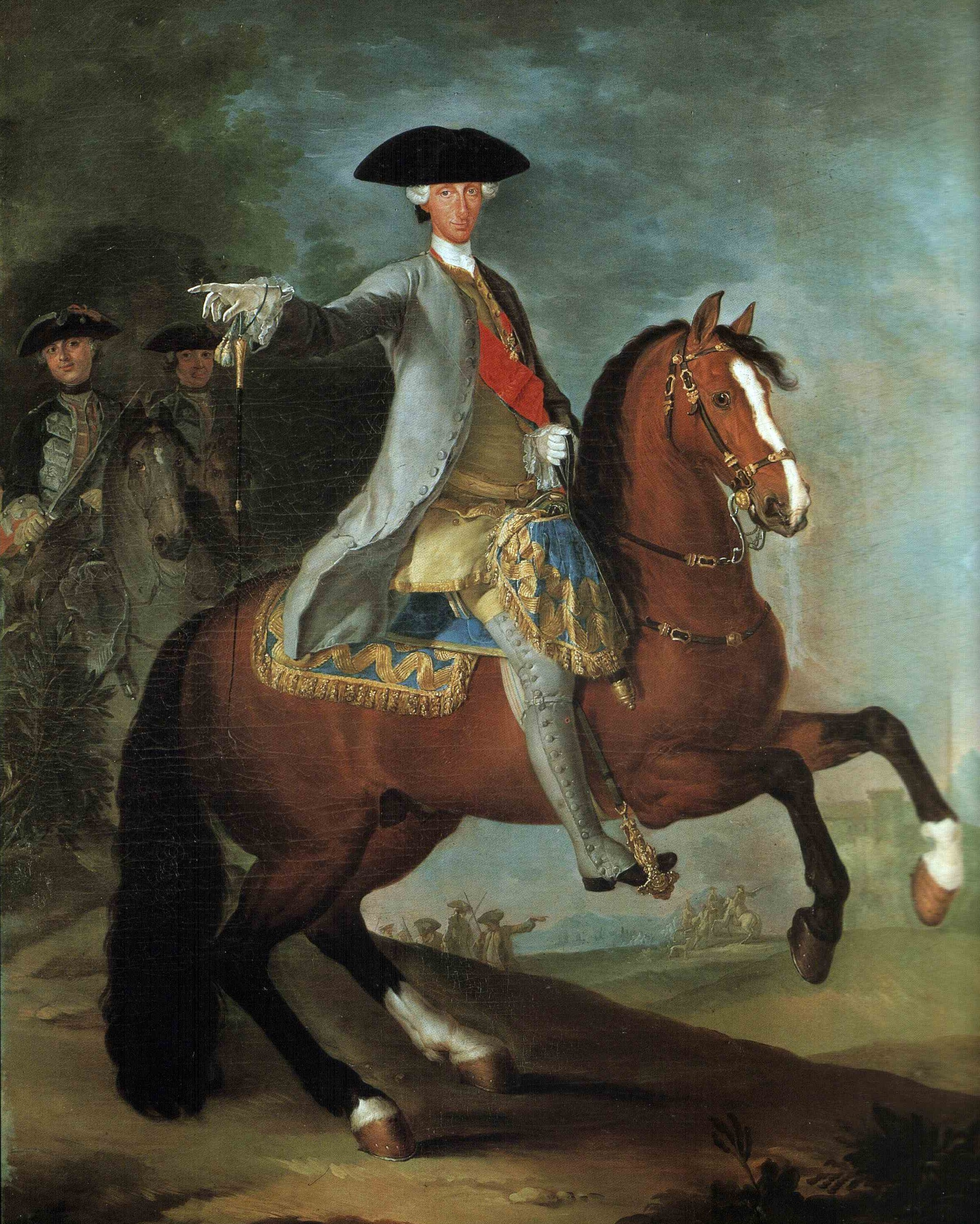
Francesco Liani, Ritratto equestre di Carlo di Borbone

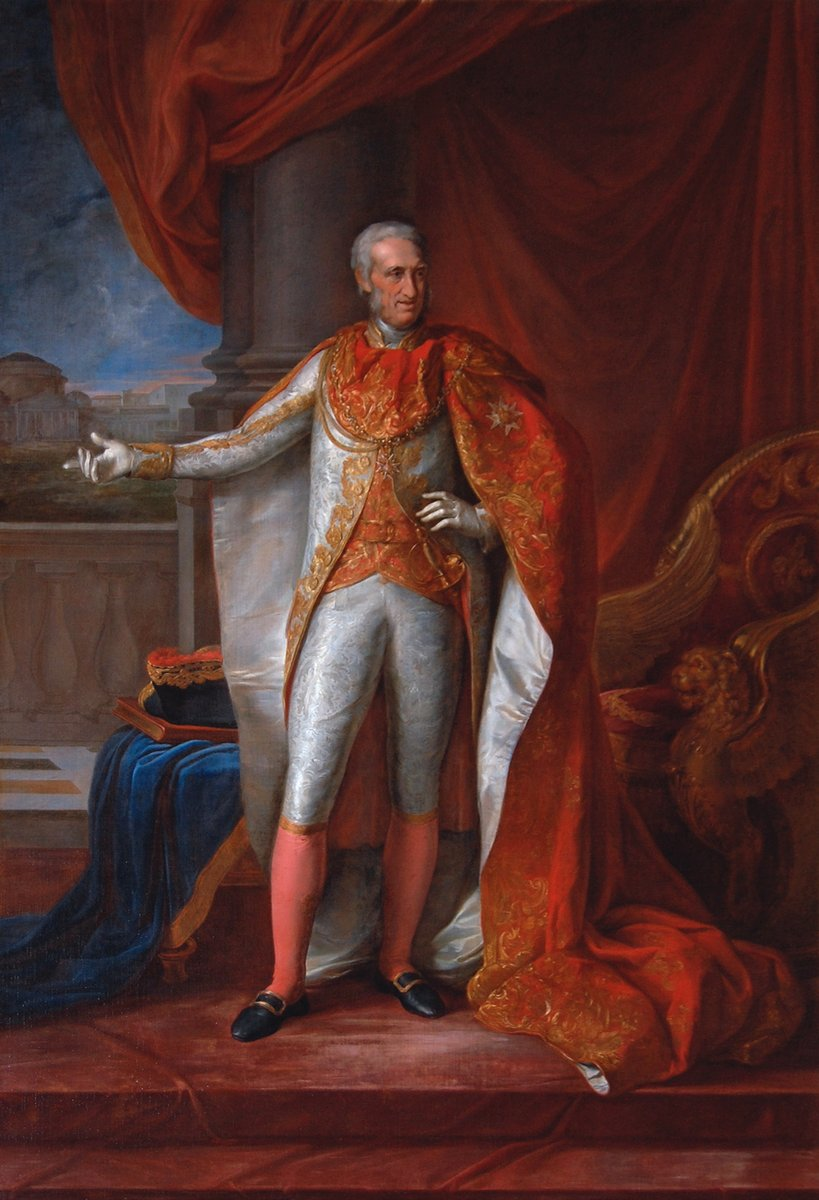
Vincenzo Camuccini, Ferdinando I delle Due Sicilie in costume di Cavaliere dell'Ordine di San Gennaro

La collezione reale Borbone di Napoli (o anche Borbone-Due Sicilie) è stata una collezione d'arte napoletana posseduta tra il XVIII e il XIX secolo dalla famiglia reale dei Borbone di Napoli.
La raccolta, una delle più grandi e importanti del periodo in Europa, ha origine con Carlo di Borbone, salito sul trono della città partenopea nel 1734 e che ha ereditato dalla madre Elisabetta Farnese tutta la collezione omonima della sua famiglia. Un altro nucleo fondamentale dei beni giunge invece con il successore Ferdinando di Borbone che, dalla metà del Settecento e fino ai primi anni dell'Ottocento, acquisisce per la raccolta reale svariate opere provenienti dagli scavi archeologici vesuviani o dal mercato artistico italiano.
Musealizzata già nel corso del XVIII secolo, la collezione è oggi prevalentemente conservata a Napoli dislocata tra i musei di Capodimonte, dell'archeologico nazionale, del palazzo Reale, della reggia di Caserta e in altri edifici nel circondario partenopeo. Un altro importante nucleo composto da settantacinque quadri della raccolta confluito nella prima metà del XIX secolo tra i beni del principe di Salerno, Leopoldo di Borbone, finì successivamente nella collezione di Enrico d'Orléans in Francia ed è oggi esposto nel Museo Condé di Chantilly.

## Storia

### Settecento

#### La salita al trono di Napoli di Carlo di Borbone e l'eredità farnesiana (1734)

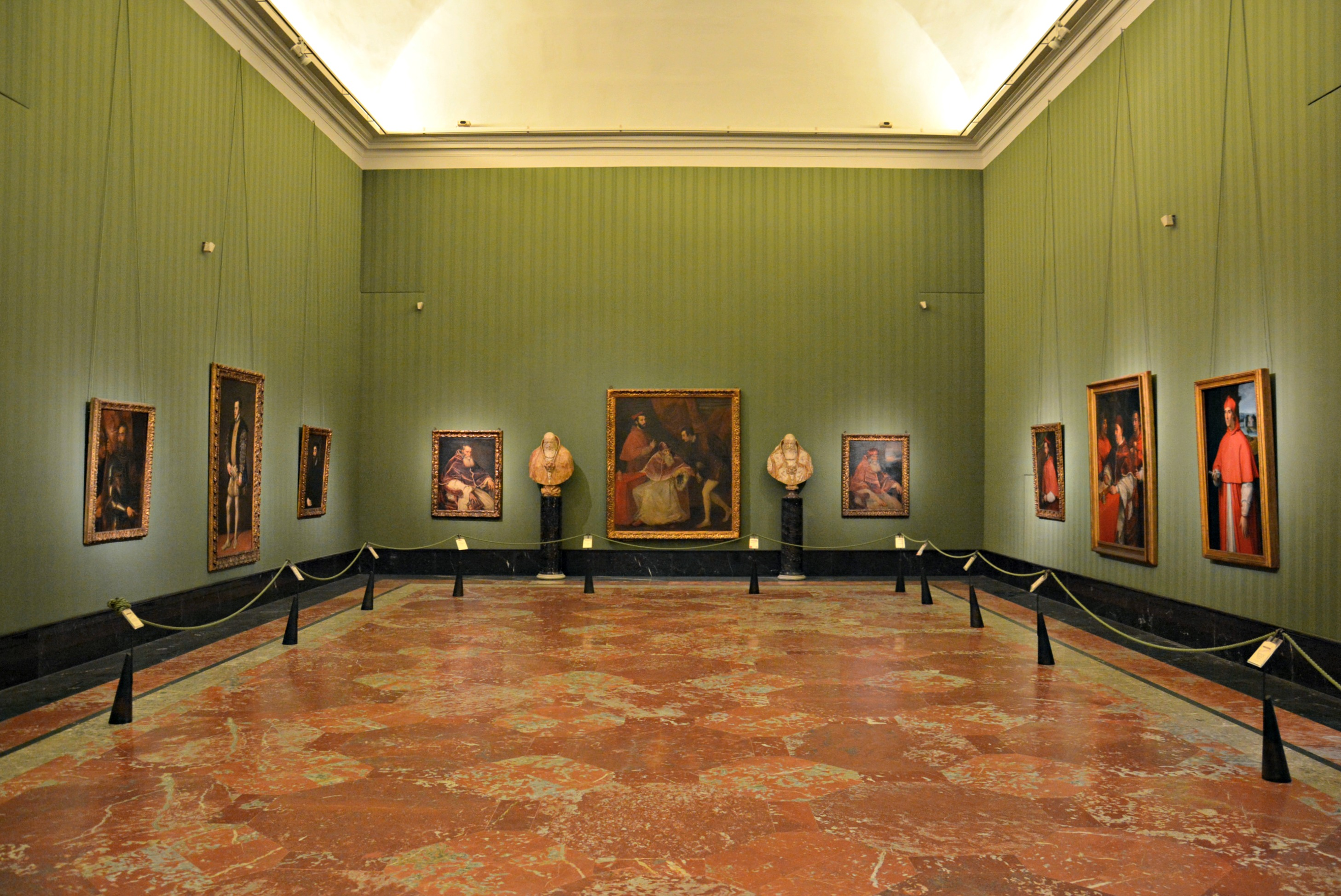
Scorcio di una sala del Museo di Capodimonte con dipinti e sculture della collezione Farnese

Elisabetta Farnese, moglie di Filippo V di Spagna, fu l'ultima discendente diretta della sua famiglia, da cui ereditò nel 1731, alla morte del duca Antonio Farnese, l'intero patrimonio.
La ricca collezione artistica seguì dunque le sorti del ducato di Parma e Piacenza, venendo acquisita per diritto dal figlio della regina, Carlo di Borbone, nuovo duca dal 9 ottobre 1732. Scoppiata la guerra di successione polacca tra la Spagna e l'Austria, nel febbraio 1734 Carlo partì alla conquista borbonica delle Due Sicilie, che ebbe esito positivo con la salita a trono come primo sovrano della dinastia Borbone di Napoli.
La collezione emiliana venne dunque trasferita nella città partenopea successivamente ai trattati di pace che decretarono la rinuncia al titolo di duca di Parma per diventare re di Napoli. Il trasferimento delle opere pittoriche in terra emiliana venne completato tra il 1735 e il 1737, con iI diritto a trasferire i ben riconosciuto a Carlo dai preliminari al trattato di pace di Vienna, conclusi nel 1735. Furono inseriti in questo viaggio anche le gemme e la biblioteca farnesiana, portate nel palazzo reale di Napoli nel 1736. Tuttavia non tutti i beni di proprietà del sovrano lasciarono Parma, a causa anche dell'attrito esistente tra Napoli e Vienna e del conseguente rifiuto della corona asburgica di far partire tutte le opere dei territori. Le iniziali proteste di Carlo, che invece mirava a reperire tutto quanto fosse di sua proprietà, non ebbero seguito grazie alla mediazione della corte spagnola, che le ritenne diplomaticamente non convenienti.
Nel 1737 intanto il nuovo re di Napoli fonda la Real arazzeria, collocata in un edificio annesso al convento e alla chiesa di San Carlo alle Mortelle.

#### La costruzione delle residenze reali borboniche

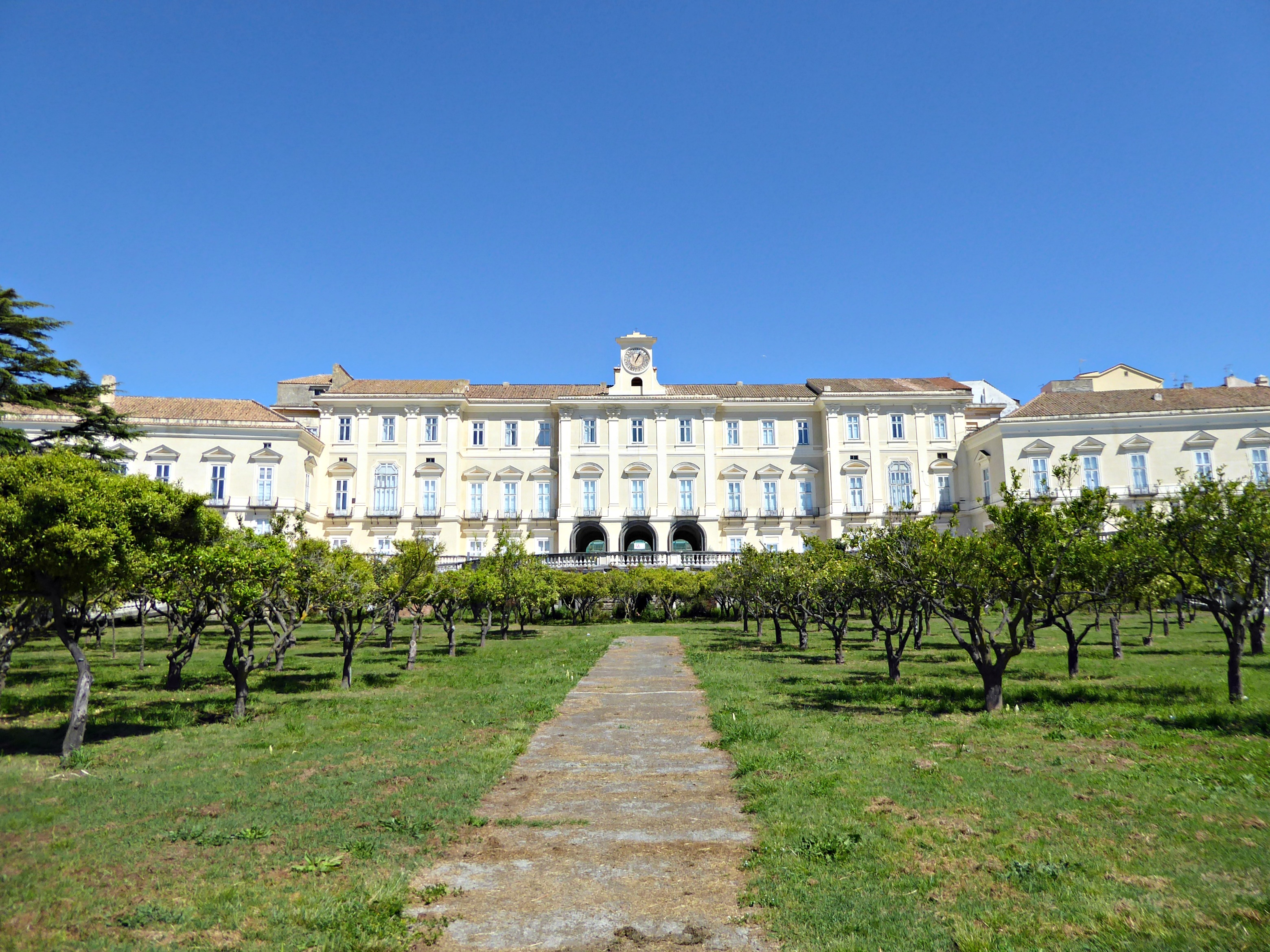
Reggia di Portici

La raccolta pittorica farnesiana spinse re Carlo a ordinare nel 1738 l'edificazione di una «lustre dimora» che servisse come sede delle opere acquisite, particolarmente numerose. Nacque così la reggia di Capodimonte, progettata dall'ingegnere militare Giovanni Antonio Medrano con l'aiuto dell'architetto Antonio Canevari e ideata unicamente a tal fine (solo successivamente, a partire dal decennio francese 1806-1815, verrà stabilmente utilizzata dai sovrani anche come dimora reale).

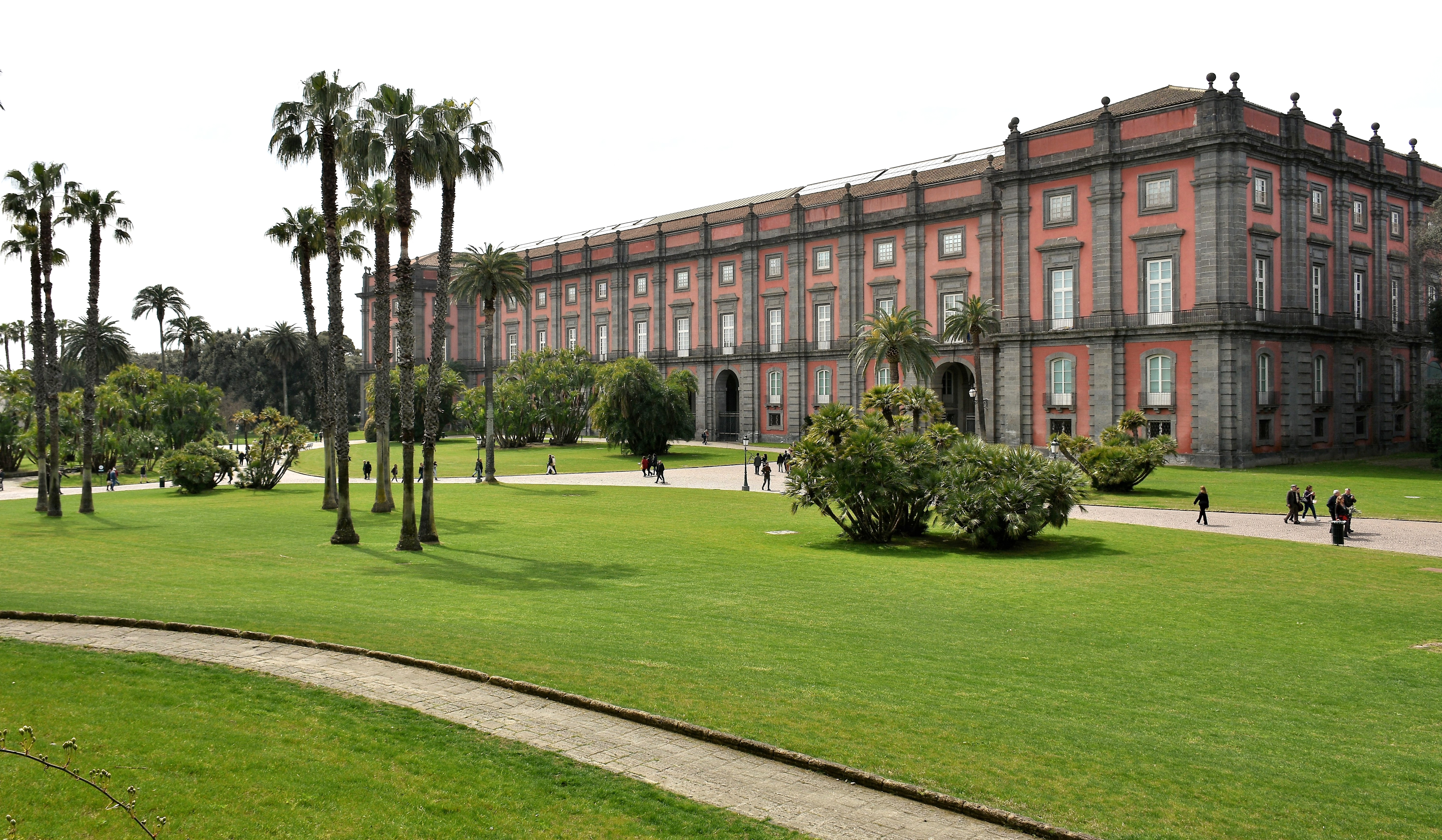
Reggia di Capodimonte (Napoli)

L'edificio in questione non fu l'unico a sorgere in quel giro di anni. Figura lungimirante e colta quella di Carlo, che durante il suo regno (1734-1759) e grazie alla sua politica si determinò l'evoluzione culturale e artistica tardo barocca di Napoli e più in genere di tutto il Sud Italia, con la conseguente fioritura di numerosi palazzi ed edifici reali che servirono anche come luoghi di conservazione dell'enorme patrimonio artistico di cui la città andava arricchendosi. Ad inaugurare la grande stagione culturale fu il monumentale Real Teatro di San Carlo, inaugurato nel 1737, mentre un anno dopo furono avviati i lavori delle prime residenze reali, la reggia di Portici (anch'essa frutto del sodalizio tra Giovanni Antonio Medrano e Antonio Canevari) e appunto quella di Capodimonte, fino a culminare nel 1751 nel progetto della reggia di Caserta, di cui fu incaricato alla guida del cantiere uno dei maggiori architetti del tempo, Luigi Vanvitelli.
In questi edifici furono contestualmente e nel tempo commissionate varie opere di rappresentanza, soprattutto ritratti personali e familiari della casata Borbone di Napoli. Le residenze servirono anche da base di appoggio per lo sviluppo in altri settori artistici: se Capodimonte fu di fatto la quadreria farnesiana, la reggia di Portici venne invece usata come deposito e museo dei reperti archeologici vesuviani i cui scavi furono promossi e avviati dallo stesso Carlo, nonché come sede dell'Accademia Ercolanese.

#### La fondazione della Real Fabbrica di porcellane

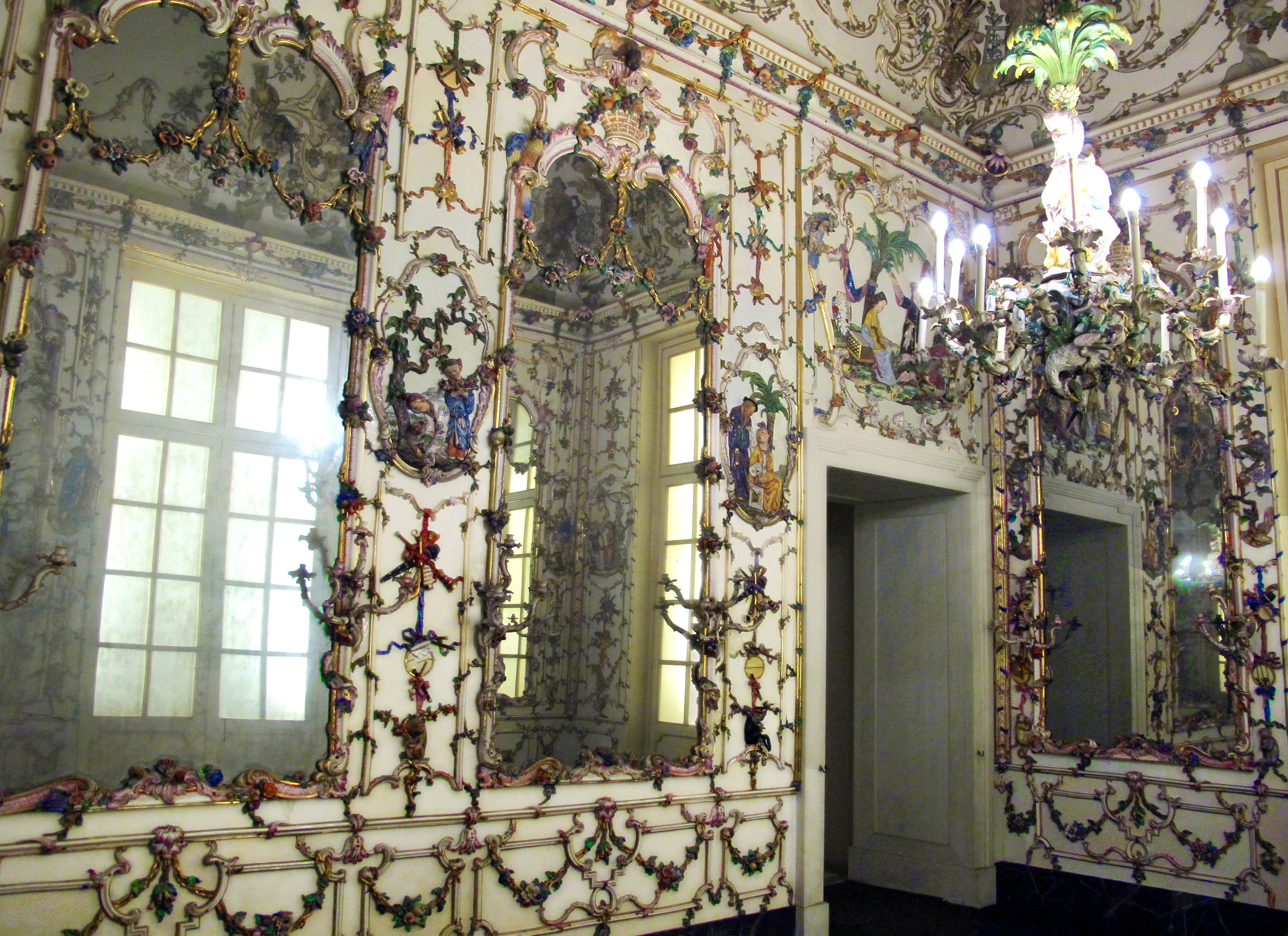
Salottino di porcellana di Maria Amalia di Sassonia, Museo di Capodimonte (Napoli)

Nel 1743 re Carlo e sua moglie Maria Amalia di Sassonia fondarono in una pertinenza all'interno del parco della reggia di Capodimonte la Real Fabbrica di porcellane, dando inizio a un'industria che sarà una delle peculiarità artistiche della città anche nei secoli successivi. Tra i principali collaboratori al nuovo progetto figurarono i chimici Livio Schepers e suo figlio Gaetano, lo scultore Giuseppe Gricci e il decoratore piacentino Giovanni Caselli.
La massima espressione dell'abilità plastica e pittorica degli artisti di Capodimonte si concretizzò nel cabinet di porcellana della regina Maria Amalia, commissionato tra il 1757 ed il 1759 al Gricci per adornare la sala del boudoir dell'appartamento privato della regina nella reggia di Portici.

#### L'avvio degli scavi archeologici vesuviani e flegrei

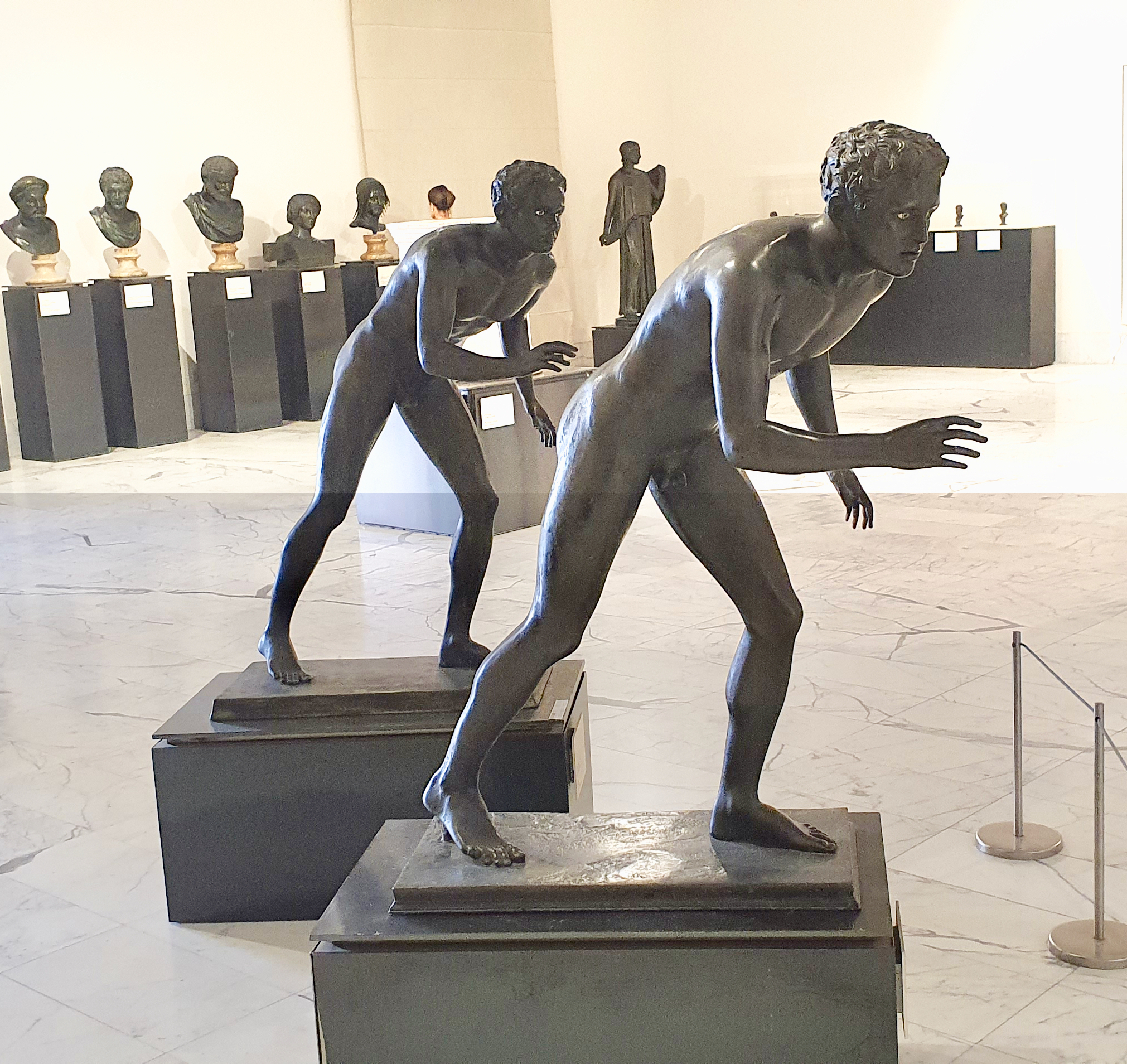
Corridori

Quando Carlo venne a sapere che nelle vicinanze della reggia di Portici erano stati rinvenuti dei pregevoli monumenti antichi, data la propria passione per la cultura ed avendo intuito il prestigio che avrebbe potuto ricavare il proprio Regno, questi ordinò una massiccia campagna di scavi da avviare nelle aree di Stabia, Ercolano e successivamente Pompei, cosa che avvenne nei primi giorni del 1738.
L'operazione ebbe un grande successo, portando alla luce molti oggetti, statue ed iscrizioni. La mole della scoperta fu senza pari in quel periodo, paragonabile solo ai rinvenimenti degli horti romani del XVI-XVII secolo. Carlo di Borbone ne rimase tanto avvinto da volere che gli venissero riferite giornalmente le scoperte, presenziando spesso egli stesso agli scavi. La quantità di opere rinvenute costrinse il re a creare nel 1751 un apposito museo per raccoglie i pezzi rinvenuti, restaurarli e custodirli (anche in deposito), individuato in alcuni locali di pertinenza della reggia di Portici, dove nacque appunto l'Accademia Ercolanese. Il re chiamò da Roma Giuseppe Canart per restaurare i marmi, Tommaso Valenziani per occuparsi dei bronzi e il padre scolopio Antonio Piaggio per decifrare i papiri. Contestualmente a questi scavi nel 1750 furono intrapresi anche quelli nell'area flegrea, col rinvenimento del Macellum di Pozzuoli e di svariate sculture.
Pochi anni dopo, tra il 1756 e il 1758 fu rinvenuta ancora dagli scavi vesuviani la villa dei Papiri a Ercolano, con la conseguente scoperta di svariati affreschi e sculture, di cui alcuni pezzi unici della statuaria antica, come il Satiro dormiente, l'Hermes in riposo, le cosiddette Danzatrici, Pan con la capra, la Testa di Pseudo-Seneca e i Corridori.

#### La collezione sotto re Ferdinando di Borbone (post1759)

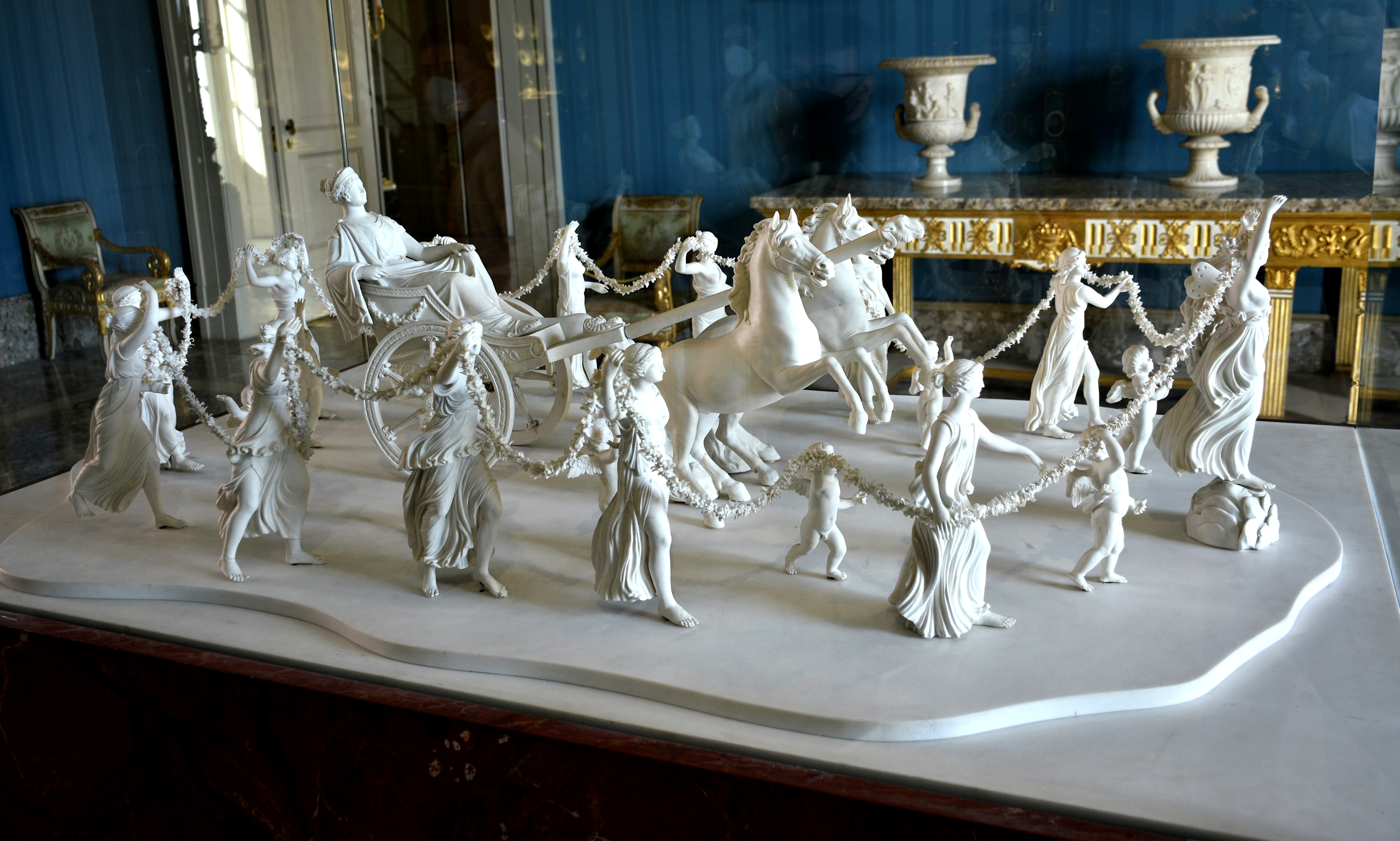
Filippo Tagliolini, Carro dell'Aurora

Nel 1759 Carlo di Borbone lasciò il trono di Napoli in favore di quello di Madrid. Gli succedette quindi il figlio Ferdinando, che si occupò di custodire e continuare l'attività di sviluppo artistico avviato dal predecessore.

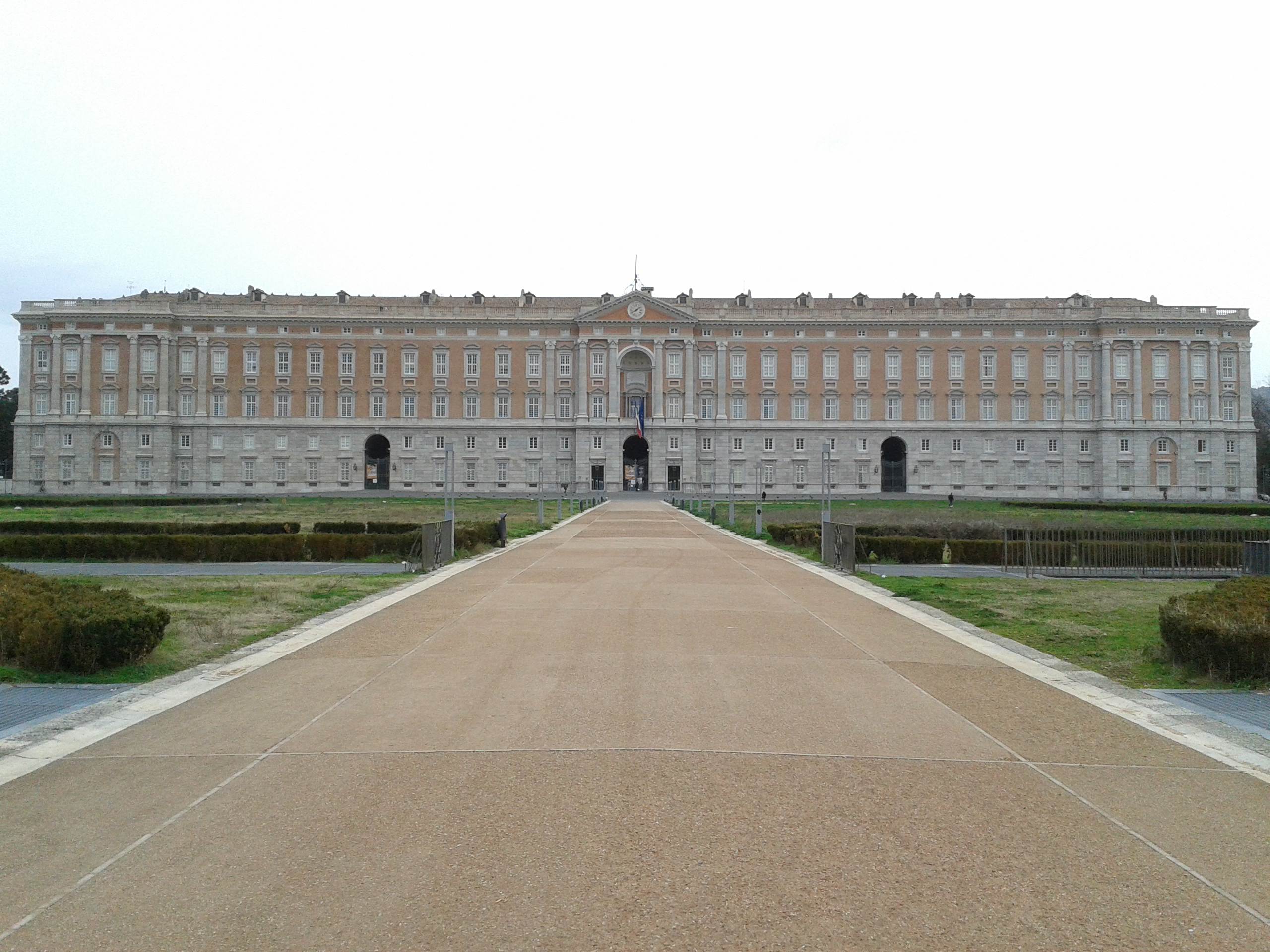
Reggia di Caserta

Al rientro in Spagna di Carlo di Borbone seguì un periodo di stasi della Real Fabbrica di porcellana e fu solo nel 1773 che Ferdinando ne rinnovò la produzione fondando la Real Fabbrica Ferdinandea, che visse il periodo di massimo splendore sotto la direzione artistica di Domenico Venuti  (1745-1817), figura che diverrà negli anni a venire tra le più rilevanti del Governo borbonico. Nel ventennio tra il 1780 ed il 1800 nacque una vera e propria scuola d'arte e vennero prodotti preziosi servizi da tavola e vasellame, di cui Filippo Tagliolini costituì il massimo ceramista del tempo.
Con la salita al potere di Ferdinando, ma soprattutto per volere della moglie Maria Carolina, nel periodo compreso tra il 1759 e il 1799 fu riportata alla luce un lotto importante della città antica di Pompei: tra il 1764 ed il 1766 fu scoperta la zona dei teatri, del tempio di Iside e del Foro Triangolare; tra il 1760 ed il 1772 l'attenzione si spostò nella zona nord-occidentale della città, con le esplorazioni della villa di Diomede, della casa del Chirurgo e della via dei Sepolcri, dove furono rinvenute per lo più monete di oro ed argento. Alla fine del secolo fu rinvenuta invece la palestra Sannitica con la scultura del Doriforo (oggi al MAN di Napoli).

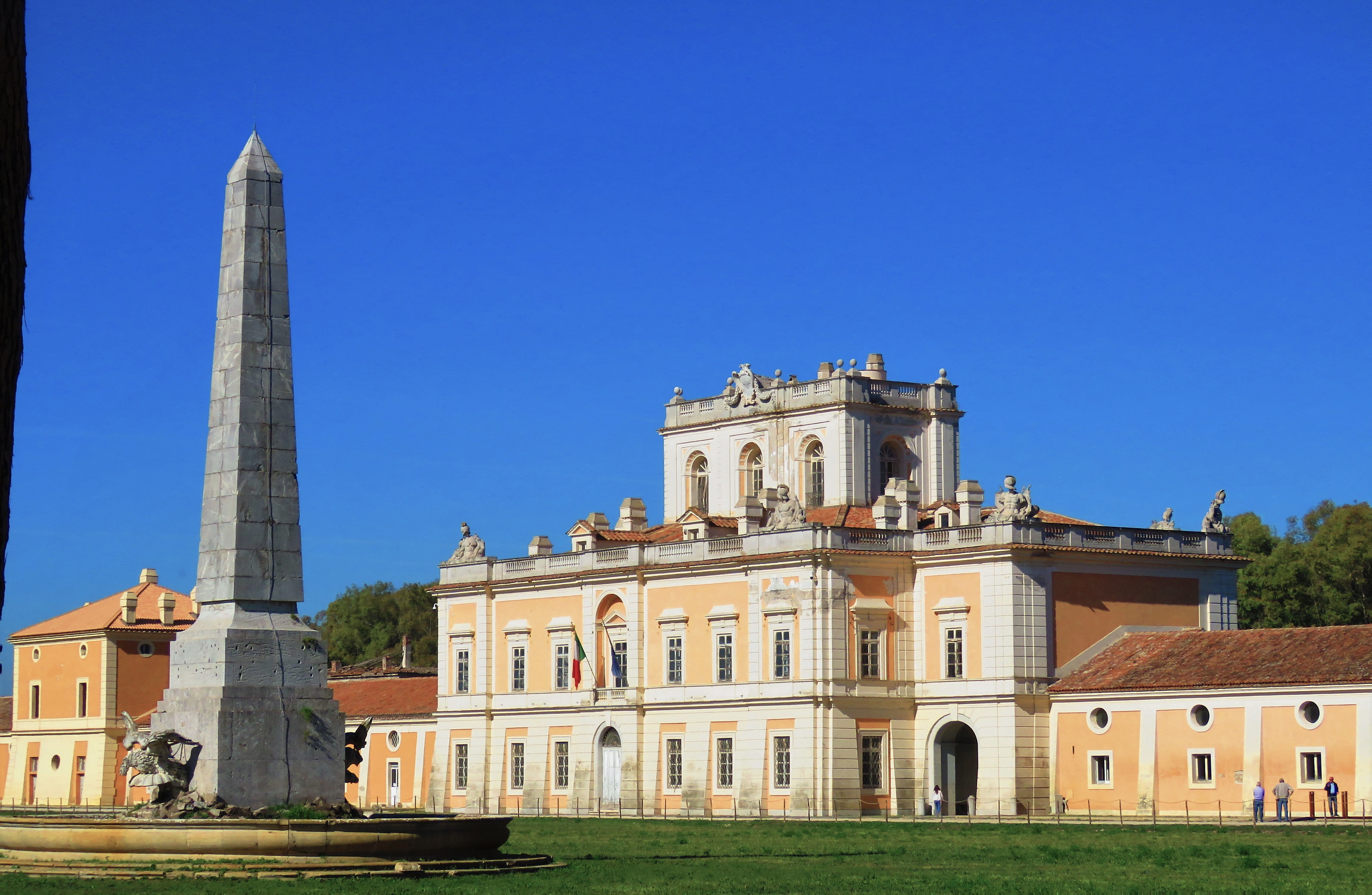
Real tenuta di Carditello (San Tammaro)

A questi anni risalirono inoltre i lavori decorativi e architettonici della reggia di Caserta, quelli della Real tenuta di Carditello, del Belvedere di San Leucio, del palazzo Reale di Napoli (con la costruzione del teatrino di corte e del salone d'Ercole), il Real Casino di caccia del Fusaro e una notevole serie di ritratti ufficiali dei membri di famiglia, dove spiccarono in qualità di pittori di corte le opere di Francesco Liani, Giuseppe Cammarano e Jakob Philipp Hackert. Nel 1778 la Real arazzeria di Napoli venne intanto trasferita nel palazzo Reale.

#### Il trasferimento della collezione di antichità Farnese di Roma a Napoli (1786-1788)

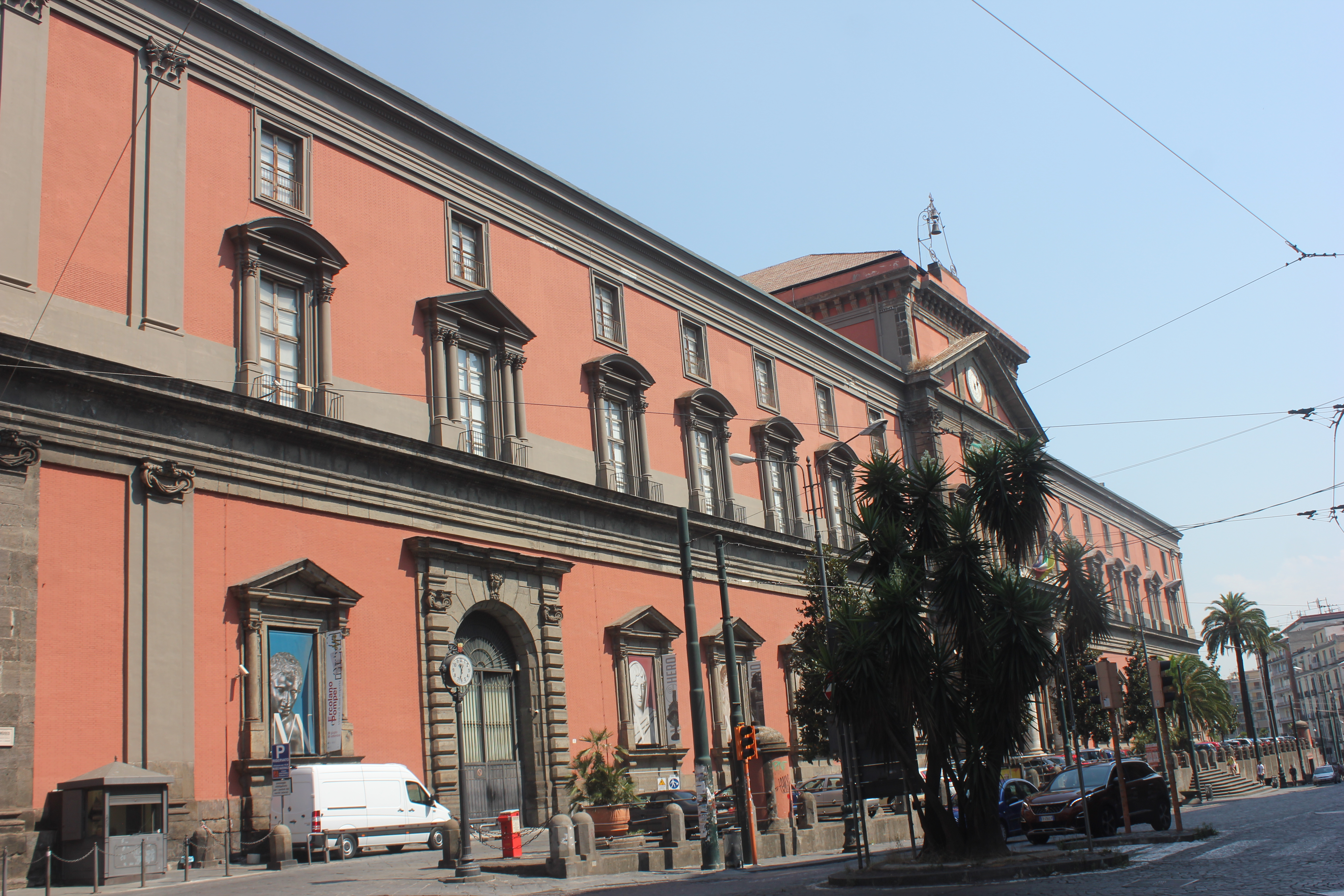
Palazzo degli Studi (Napoli)

Il trasferimento della collezione Farnese venne completato cinquantaquattro anni dopo i trasferimenti di Carlo, quando re Ferdinando decise di spostare a Napoli anche la collezione romana della famiglia, costituita essenzialmente da sculture e reperti archeologici conservati tra palazzo Farnese, villa Farnesina e gli orti Farnesiani, rimasti ancora sotto la loro proprietà. Anche questo trasferimento, supervisionato da Jakob Philipp Hackert e completato tra il 1786 e il 1788, suscitò non poche perplessità nella capitale pontificia: vi furono infatti forti proteste e opposizioni sollevate da parte di papa Pio VI, che provò a tenere in loco la collezione scultorea.

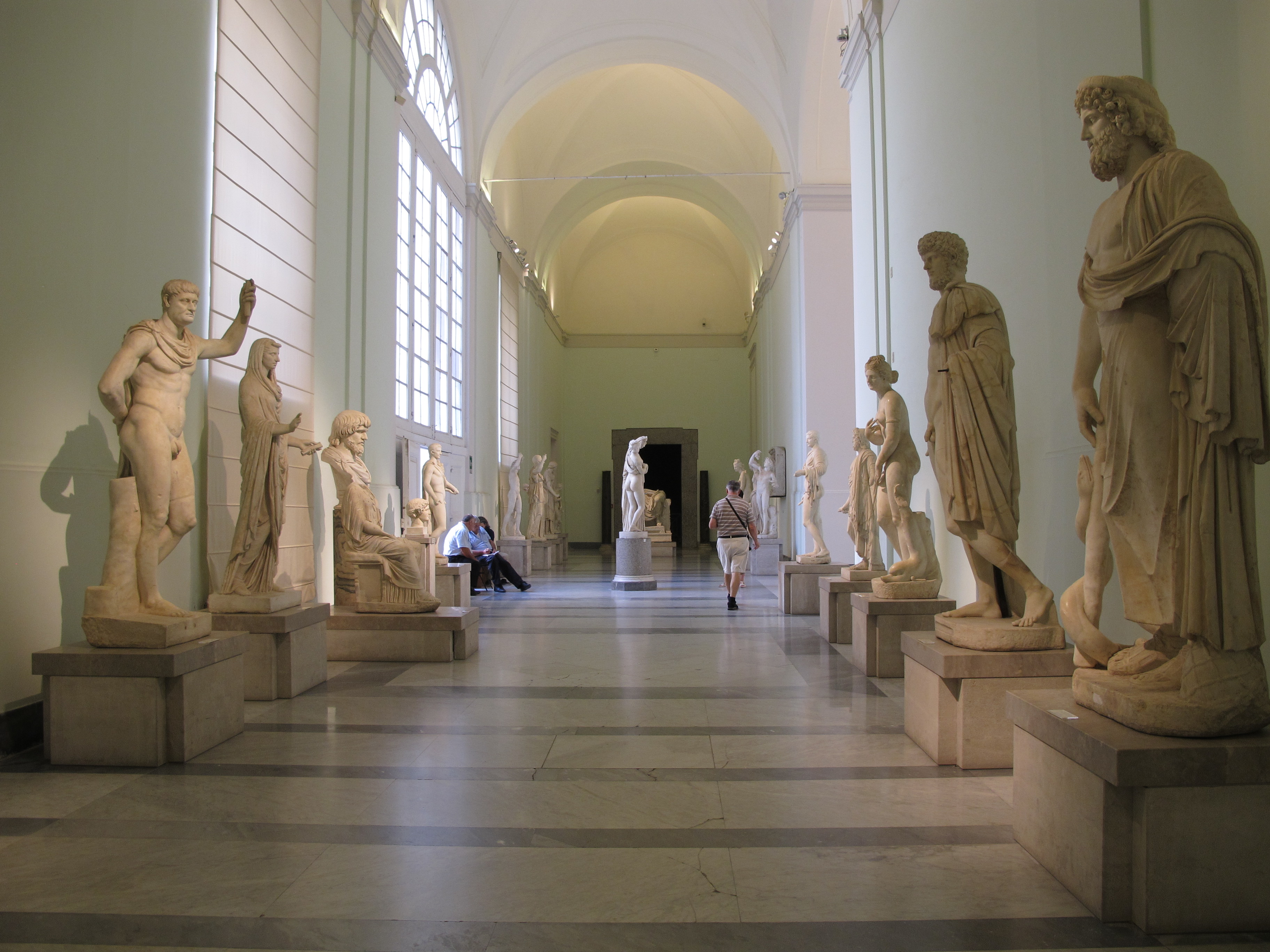
Scorcio di un corridoio del MAN di Napoli con sculture antiche della collezione Farnese

La sede della raccolta di antichità questa volta non venne identificata nella reggia di Capodimonte, bensì nel palazzo degli Studi, presso cui furono avviati lavori di adeguamento dell'intera struttura per poter accogliere l'immenso patrimonio artistico borbonico. Già nel 1777 Ferdinando di Borbone, trasferendo l'Università nel liberato convento dei Gesuiti, decise che in questo edificio avessero sede il Museo Ercolanese, la collezione Farnese, la quadreria Farnese, la biblioteca, le scuole di Belle Arti e i laboratori di restauro, svuotando quindi Capodimonte (che inizia ad essere utilizzata principalmente come residenza reale) dalle opere fino a quel momento conservate al suo interno e creando presso il palazzo degli Studi il Real Museo Borbonico.
Alla fine del secolo si registrarono intanto l'immissione di quadri importanti nelle raccolte reali, come l'Angelo custode del Domenichino, donato nel 1792 dalla famiglia Vanni di Palermo a re Ferdinando, e il Sileno ebbro di Jusepe de Ribera, già in collezione di Gaspar Roomer e poi in quella Vandeneynden.

#### La collezione durante la Repubblica napoletana del 1799

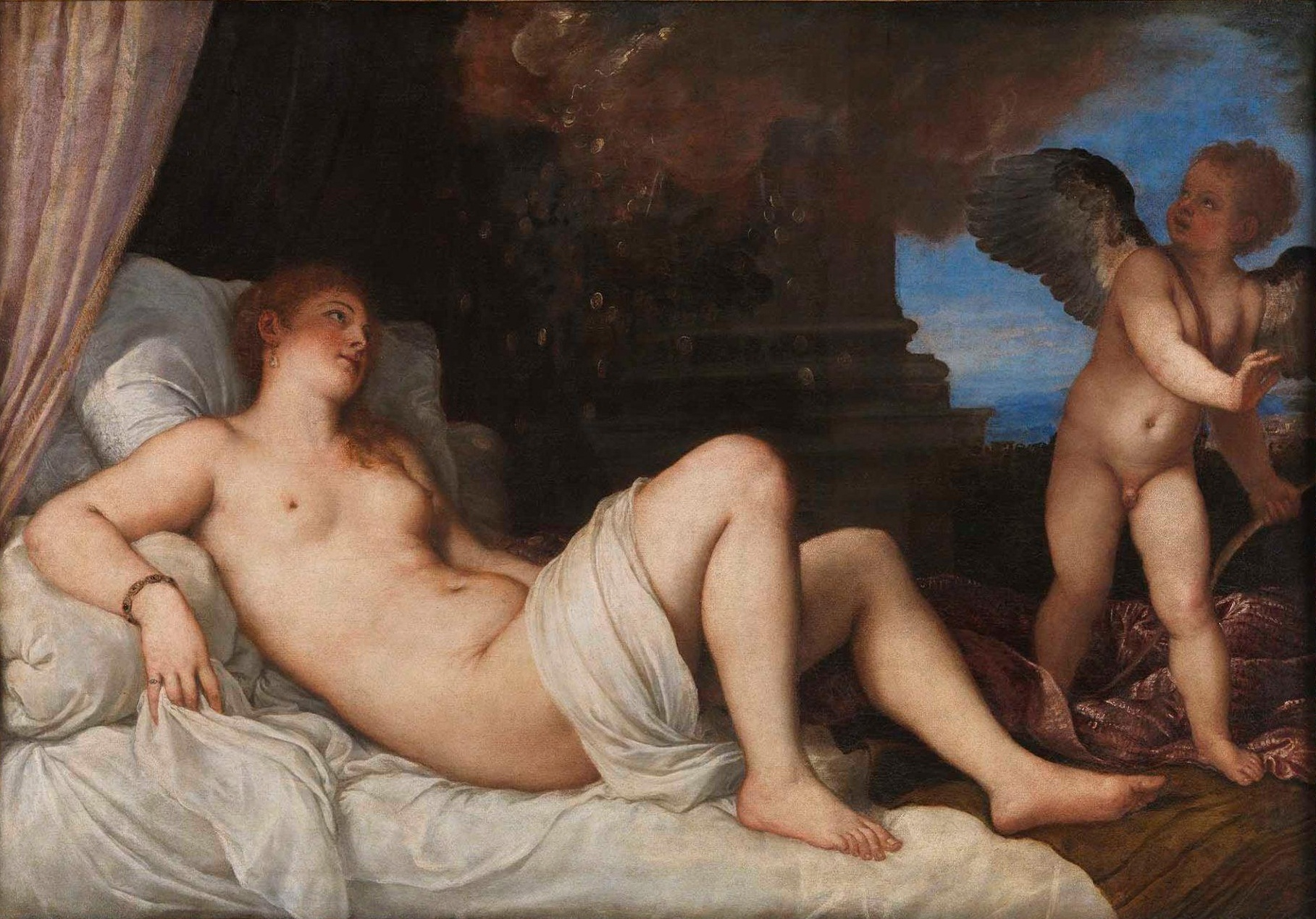
Tiziano, Danae

Il 20 gennaio 1799 i moti rivoluzionari scoppiati in città sull'onda della prima campagna d'Italia delle truppe francesi determinarono l'instaurazione della Repubblica napoletana. Ferdinando si rifugiò a Palermo portando via le opere della collezione ritenute più prestigiose al fine di evitarne la requisizione. Ebbero questa sorte quattordici dipinti (tutti farnesiani), tra cui quelli di Tiziano della Danae, Paolo III con i nipoti e Paolo III a capo scoperto così come anche alcuni pezzi archeologici nonché le gemme farnesiane del palazzo Reale.
I soldati francesi riuscirono tuttavia a depredare numerose opere della raccolta reale (e anche di altre private cittadine): dei 1.783 dipinti che facevano parte della collezione stabile di Capodimonte, di cui 329 della collezione Farnese e il restante composto da acquisizioni borboniche, il generale Jean Etienne Championnet scelse e fece portar via dal museo trenta dipinti, altri invece furono incassati e tenuti pronti per l'imminente partenza mentre altri ancora si furono lasciati alle pareti con la scritta “pour la Republique Françoise”, che tuttavia non fecero a tempo a esser rimossi per la sopraggiunta cessazione della Repubblica. Alla fine il totale dei quadri che mancavano all'appello dal museo napoletano erano 295: questi furono predisposti a Roma in gran parte per la vendita mentre una restante parte fu organizzata per un trasferimento in Francia, dov'erano anche il Ritratto del cardinale Alessandro Farnese di Raffaello, la Maddalena penitente e il Ritratto di Ranuccio Farnese di Tiziano. Per quanto riguardava le sculture antiche, invece, diciassette erano quelle selezionate per la partenza, di cui solo tre statue furono effettivamente portate via dal palazzo degli Studi, mentre le altre quattordici rimasero incassate senza mai partire.
Le real fabbriche di porcellana e arazzi subirono ingenti danni durante i moti repubblicani, che causarono la frammentazione e cessione a privati di quella "Ferdinandea" di ceramica e la chiusura definitiva di quella tessile (che non sarà riaperta neanche con la restaurazione borbonica).

#### Il ritorno di Ferdinando di Borbone e l'incarico di agente d'arte a Domenico Venuti (1799)

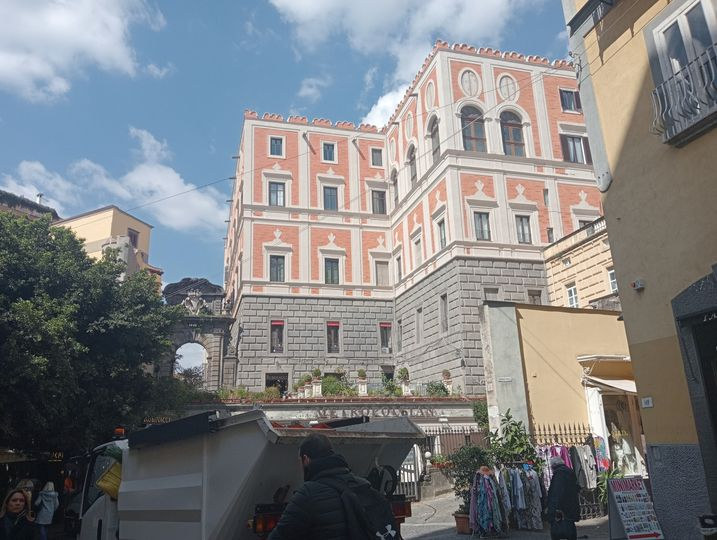
Palazzo Francavilla (Napoli)

Trascorsi sei mesi, a giugno dello stesso 1799 la Repubblica cessò di esistere e Ferdinando tornò a regnare sulla città trasferendo però nel palazzo Francavilla la parte della collezione borbonica composta dalle opere che furono portare in precedenza a Palermo.

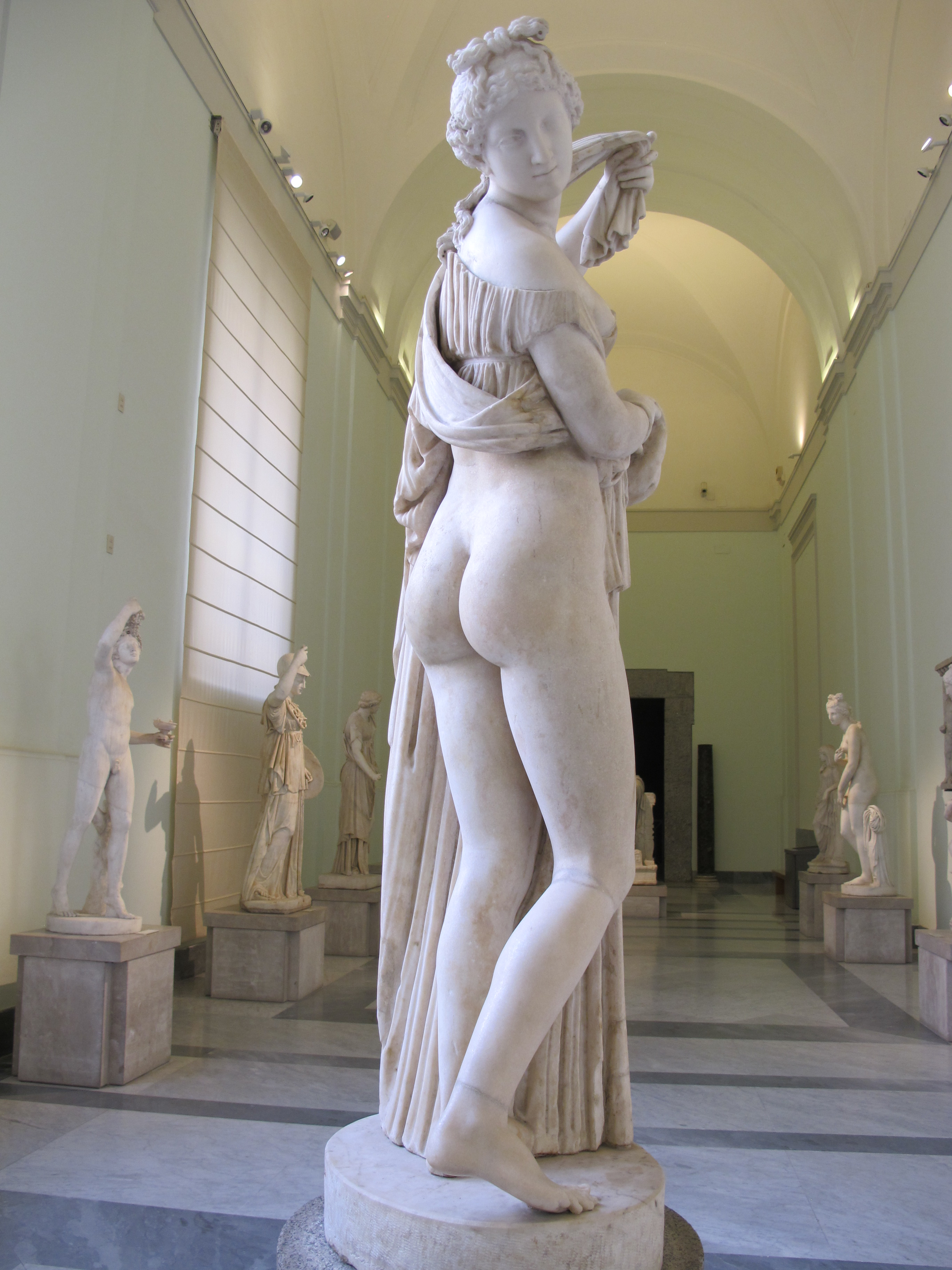
Venere Callipigia

Con il ripristino della dinastia Borbone di Napoli il re affidò l'incarico a Domenico Venuti, archeologo e fine intenditore di arte divenuto allora soprintendente alle antichità del Regno e già direttore della manifattura di porcellana, che si offrì in realtà spontaneamente in questo incarico, di recuperare il bottino perso, cosa che avverrà parzialmente da lì a qualche mese.
Il soggiorno a Roma di Domenico Venuti inizierà già nell'ottobre del 1799 e durerà fino al 1803 circa. Inizialmente l'agente ebbe il compito di reperire quanto trafugato dai francesi e fortunosamente scampato all'ultimo viaggio oltralpe (anche se non mancheranno alcuni acquisti), mentre solo in un secondo momento si sarebbe potuto concentrate nell'acquisto di pezzi dal mercato romano per incrementare la collezione reale. Le opere requisite durante le spoliazioni napoleoniche furono dapprima collocate nei centri di smistamento gestiti dalle truppe francesi (nella chiesa di San Luigi dei Francesi, in castel Sant'Angelo, nei magazzini di Ripa Grande e a Civitavecchia) e poi organizzate di volta in volta per i trasferimenti a Parigi o per lo smercio sulla piazza romana, che già da decenni era il maggior polo di attrazione per mercanti e collezionisti stranieri.
Furono recuperati nella fase iniziale della spedizione una serie smisurata di reperti archeologici, tra cui vasi etruschi, i busti marmorei di Caracalla e Omero e soprattutto la scultura della Venere Callipigia, un cospicuo numero di pezzi e servizi di porcellana reali, oltre ad alcune pitture collocate nei depositi di San Luigi de’ Francesi, dove riuscì a rinvenire cinquantuno quadri e vari marmi antichi depredati da Napoli dal commissario francese Jean Baptiste Wicar, tra cui il Ritratto del cardinale Alessandro Farnese di Raffaello, gli Esattori delle imposte di Marinus Van Roymerswaele, la Maddalena penitente e il Ritratto di Ranuccio Farnese di Tiziano, la Venere e l'Adone di Luca Cambiaso e altri.
Seppur l'agente reperì solo parzialmente quanto trafugato dai francesi, di contro riuscì a implementare la collezione Borbone con acquisti di altre opere, come la celebre Pallade di Velletri, il bassorilievo di Antinoo, quattordici busti (tra cui quel quelli di Seneca, Epicuro, due di Nerone, Gallieno, Domiziano, Volusiano e Nerva), otto statue (tra cui quella di Agrippa, di Venere, di Diana ed Ercole), molti vasi etruschi, piccoli monumenti in rame ed oro, quattro busti in marmo e circa una cinquantina quadri (fra cui opere di Annibale Carracci, di Tiziano, Raffaello, Veronese, Correggio e del Parmigianino), cinque dei quali già in collezione Borghese, sette appartenuti invece a Giovanni Battista Piranesi e gli altri da svariate collezioni private.

### Ottocento

#### Le acquisizioni di Domenico Venuti (1800-1803)

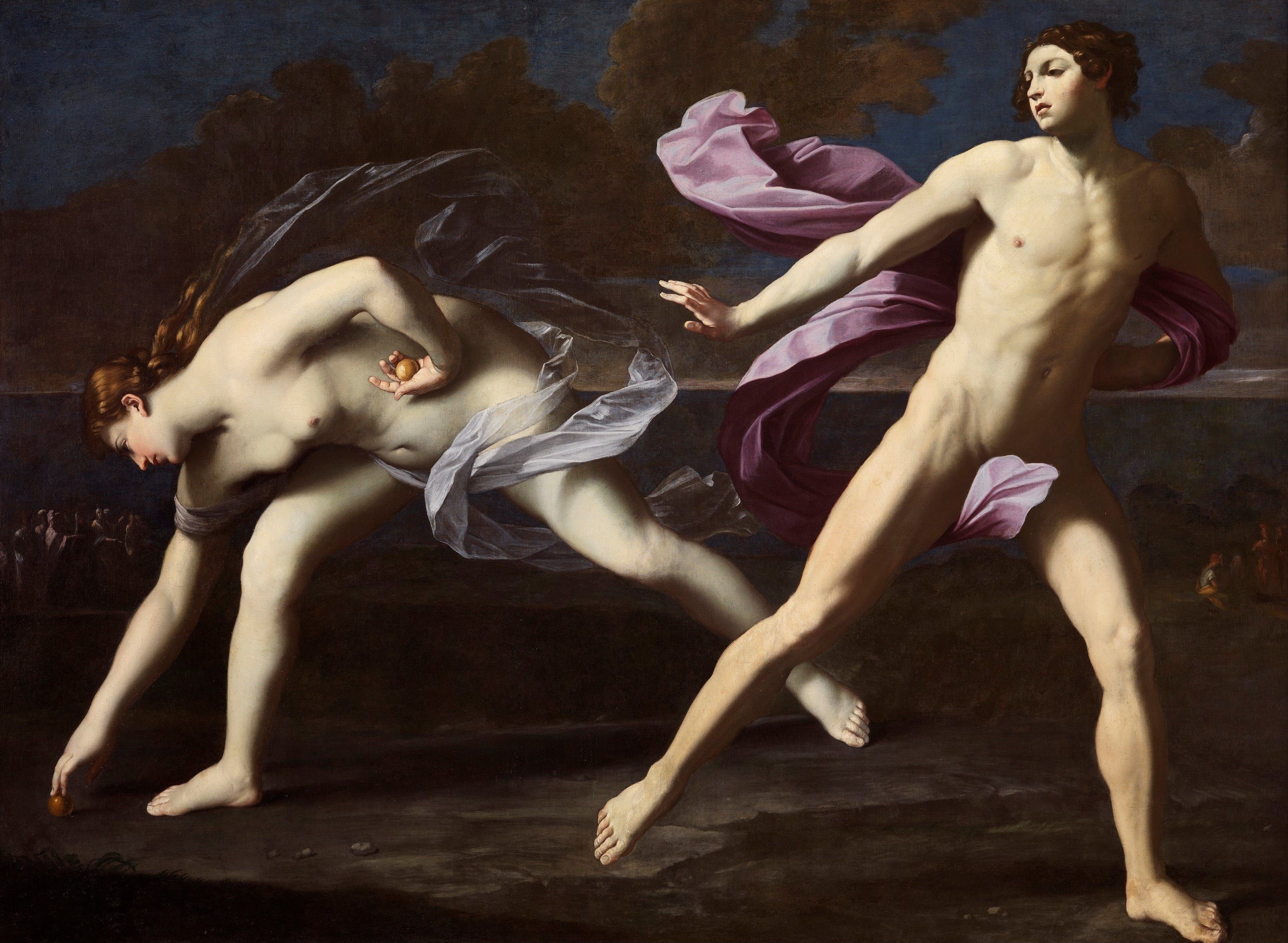
Guido Reni, Atalanta e Ippomene

Il 1800 si apre col Venuti ancora a Roma a reperire opere per la collezione reale: il 7 gennaio annunciò al ministro dell'Interno borbonico Giuseppe Zurlo di aver reperito e preparato per la partenza a Napoli ventuno arazzi della manifattura Gobelins di gran pregio, appartenenti originariamente all'Accademia di Francia a Roma e donati direttamente da Luigi XIV. La spedizione tuttavia non fece a tempo a partire per via dei mutamenti politici che erano in corso.
Un'altra trattativa che non andò in porto fu quella del Fauno Barberini, allora nelle disponibilità commerciali del mercante Vincenzo Pacetti. L'acquisto non ebbe esiti positivi a causa anche dei rapporti infelici tra l'agente regio e il Pacetti, reo secondo il Venuti di aver alzato troppo il prezzo del marmo nel corso degli anni. L'agente borbonico fece invece a tempo di preparare alcuni marmi antichi e bronzi già della collezione Braschi e Albani.

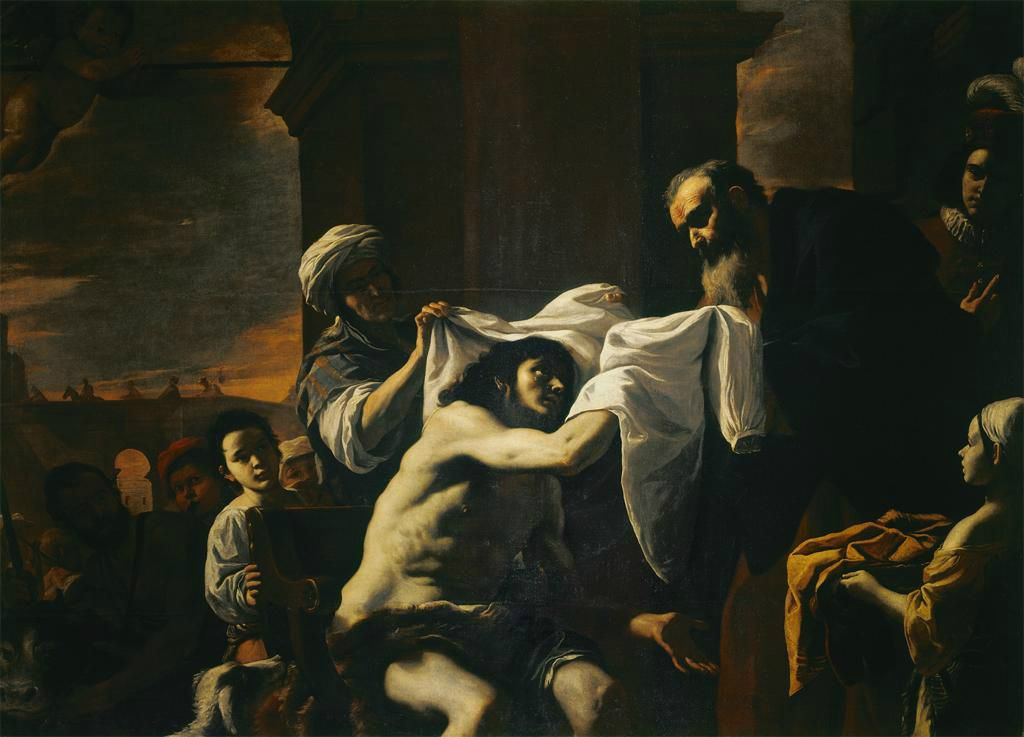
Mattia Preti, Ritorno del figliol prodigo (vers. Palazzo Reale)

Nel 1802 in cambio di nove quadri trafugati dai transalpini e precedentemente ritornati in città il re Ferdinando donò al Governo francese, a mo' di gratitudine, un'Adorazione dei pastori di Jusepe de Ribera comperata nel 1802 appositamente per tale scopo dalla collezione napoletana del duca Giuseppe Capece Galeota. Contestualmente anche la scultura della Pallade di Velletri prelevata da Roma pochi anni prima viene restituita ai francesi, in virtù anche degli accordi di pace sanciti nel 1801 a Firenze che volevano tra le altre cose che le opere appartenenti alla Repubblica francese e acquisite dai Borbone a Roma venissero restituite ai legittimi proprietari.
Nello stesso anno si registrò l'ultimo e più importante lotto di acquisti di Domenico Venuti, con ben centodiciotto dipinti pronti ad entrare nelle collezioni reali.

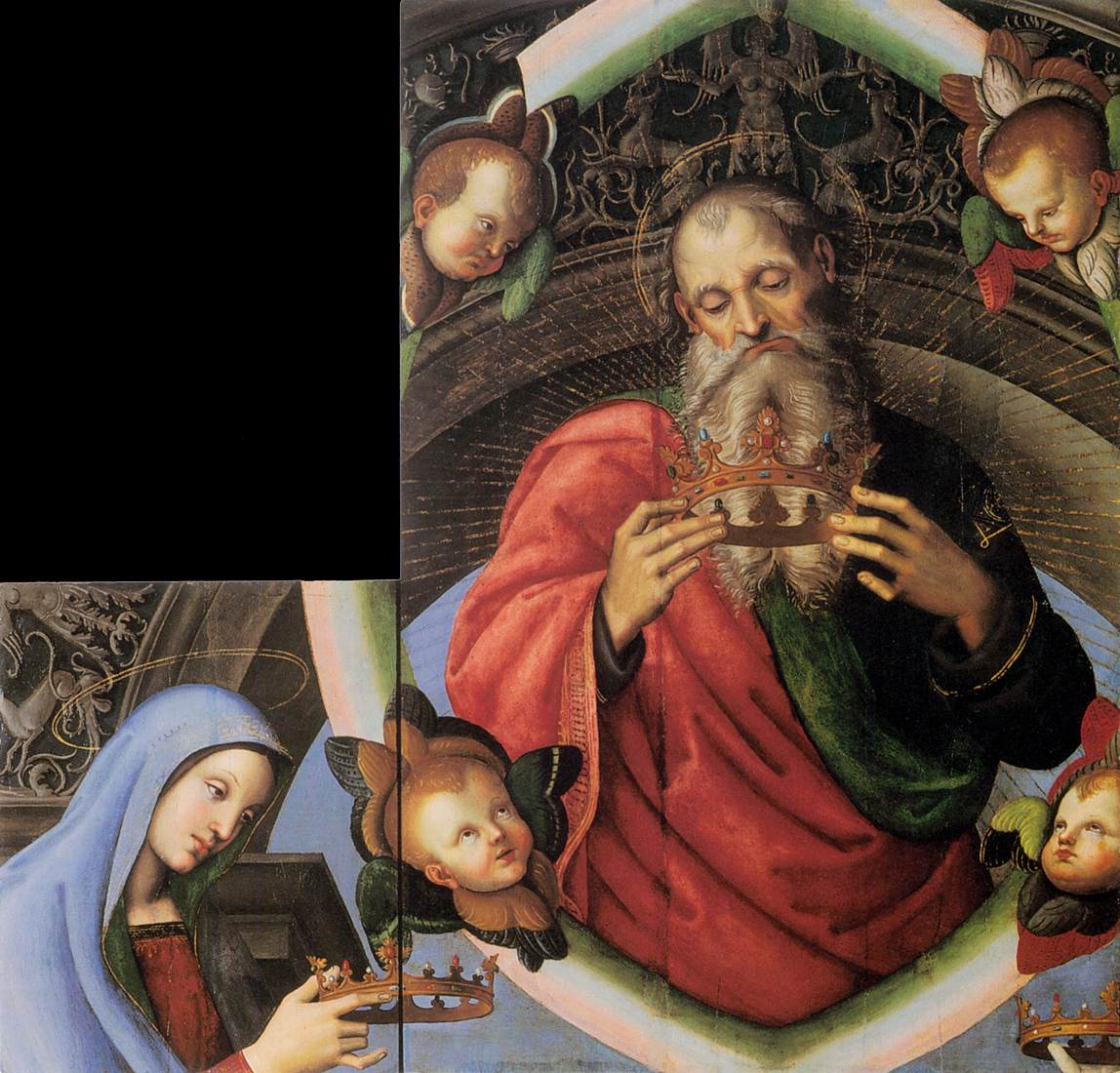
Raffaello, Eterno tra cherubini e testa di Madonna

Le principali acquisizioni furono il Compianto sul Cristo morto di Giovanni Battista Benvenuti, l'Adorazione dei pastori di Boccaccio Boccaccino, la Madonna con Bambino, sant'Anna e san Giovannino di Agnolo Bronzino, la Madonna col Bambino di Carlo Cignani, la Crocifissione e l'Adorazione dei Magi di Joos van Cleve, l'Assunzione della Vergine con san Giovanni Battista e santa Caterina d'Alessandria di Fra Bartolomeo, l'Annunciazione e santi di Filippino Lippi, la Sara porta Agar ad Abramo di Matthias Stomer (già in collezione Torlonia), l'Ecce Homo del Correggio (già in collezione Colonna), il Ritorno del figliol prodigo, l'Andata al Calvario e l'Ecce Homo di Mattia Preti (anch'essi dalla collezione Torlonia), il Cristo coronato di spine di Lionello Spada (già in collezione Albani), la Madonna col Bambino di Bernardino Luini, la Madonna col Bambino e un'altra con san Francesco, sant'Antonio e due donatori (già in collezione Aldobrandini, poi Borghese) di Perugino e riattribuita oggi a Niccolò Pisano, una Pietà del Guercino, una copia di bottega della Madonna dell'eucaristia del Botticelli, l'Eterno tra cherubini e testa di Madonna, la copia della Madonna del velo (già in collezione Borghese), poi rivelatasi un originale, e una copia della Madonna Bridgewater, tutte di Raffaello.

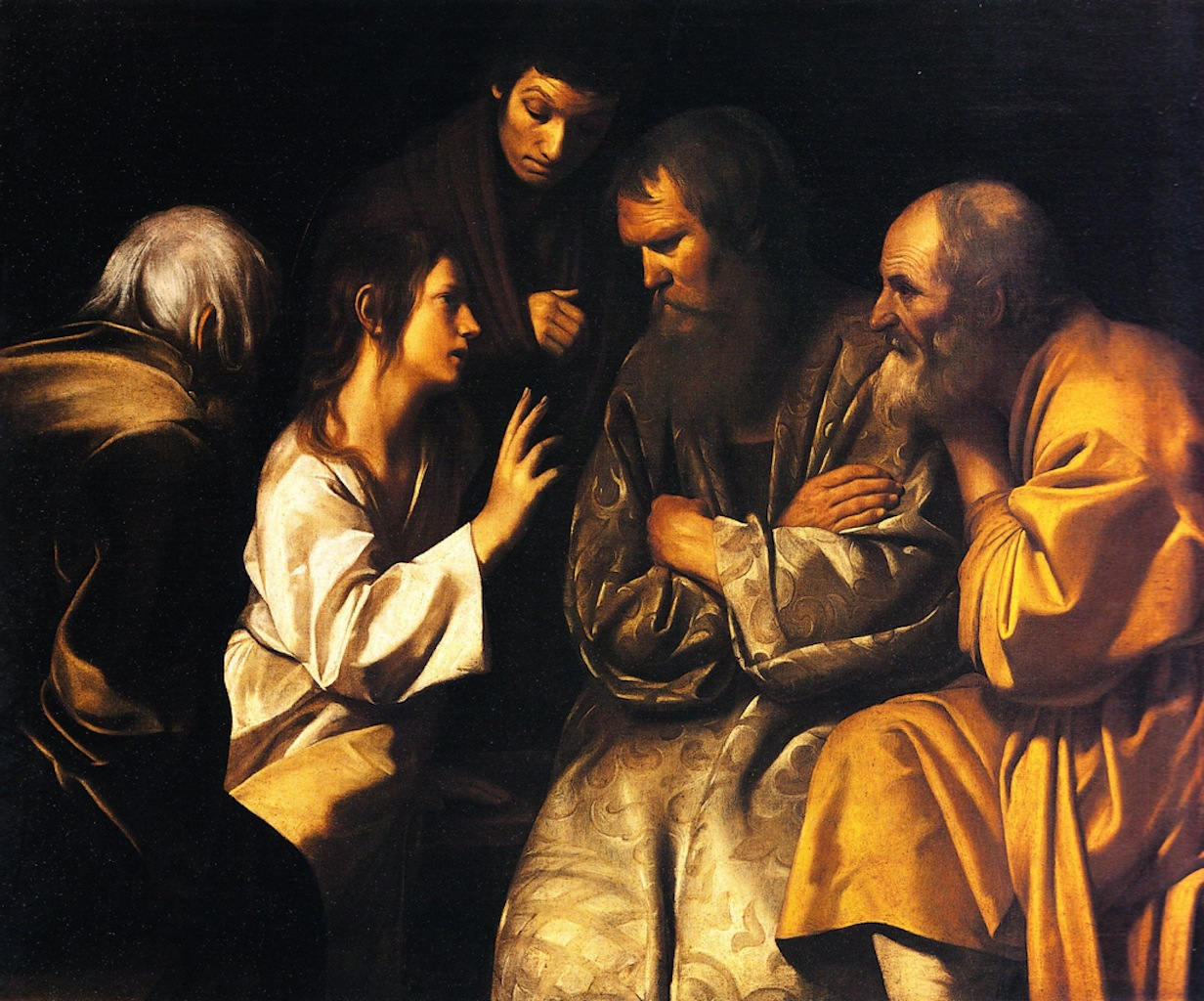
Spadarino, Gesù tra i dottori

Ancora, erano registrati gli acquisti dell'Atalanta e Ippomene, l'allegoria delle Quattro stagioni e la Madonna col Bambino e angeli di Guido Reni, la Madonna col Bambino e sant'Elisabetta (già in collezione Aldobrandini) e il Cristo in pietà con angelo e San Francesco d'Assisi di Alessandro Allori, il Cristo dinanzi a Pilato di Andrea Schiavone, la Sacra Famiglia di Perin del Vaga (già in collezione Aldobrandini), l'Adorazione del Bambino di Luca Signorelli, una Sacra Famiglia del Sassoferrato (già in collezione Altieri), la Sacra Famiglia e l'Addio di Cristo alla madre di Federico Barocci, la Santa Prassade assegnata all'epoca a Valentin de Boulogne e oggi a ignoto caravaggesco (già in collezione Altieri), una copia del San Giovanni Battista di Kansas City del Caravaggio assegnata oggi a Bartolomeo Manfredi (già in collezione Altieri), un San Giovanni Evangelista a Patmos di Antiveduto Grammatica (in origine indicato del Domenichino), il Gesù tra i dottori dello Spadarino, l'Orfeo di Gerrit van Honthorst, l''Adorazione del Bambino di Jacob Cornelisz van Oostsanen, il Profezia di Basilide di Pietro Testa, il Paesaggio con la ninfa Egeria di Claude Lorrain, la Deposizione di Jacopino del Conte, la Loggia con giardino di Christian Berentz e Carlo Maratta e altri.

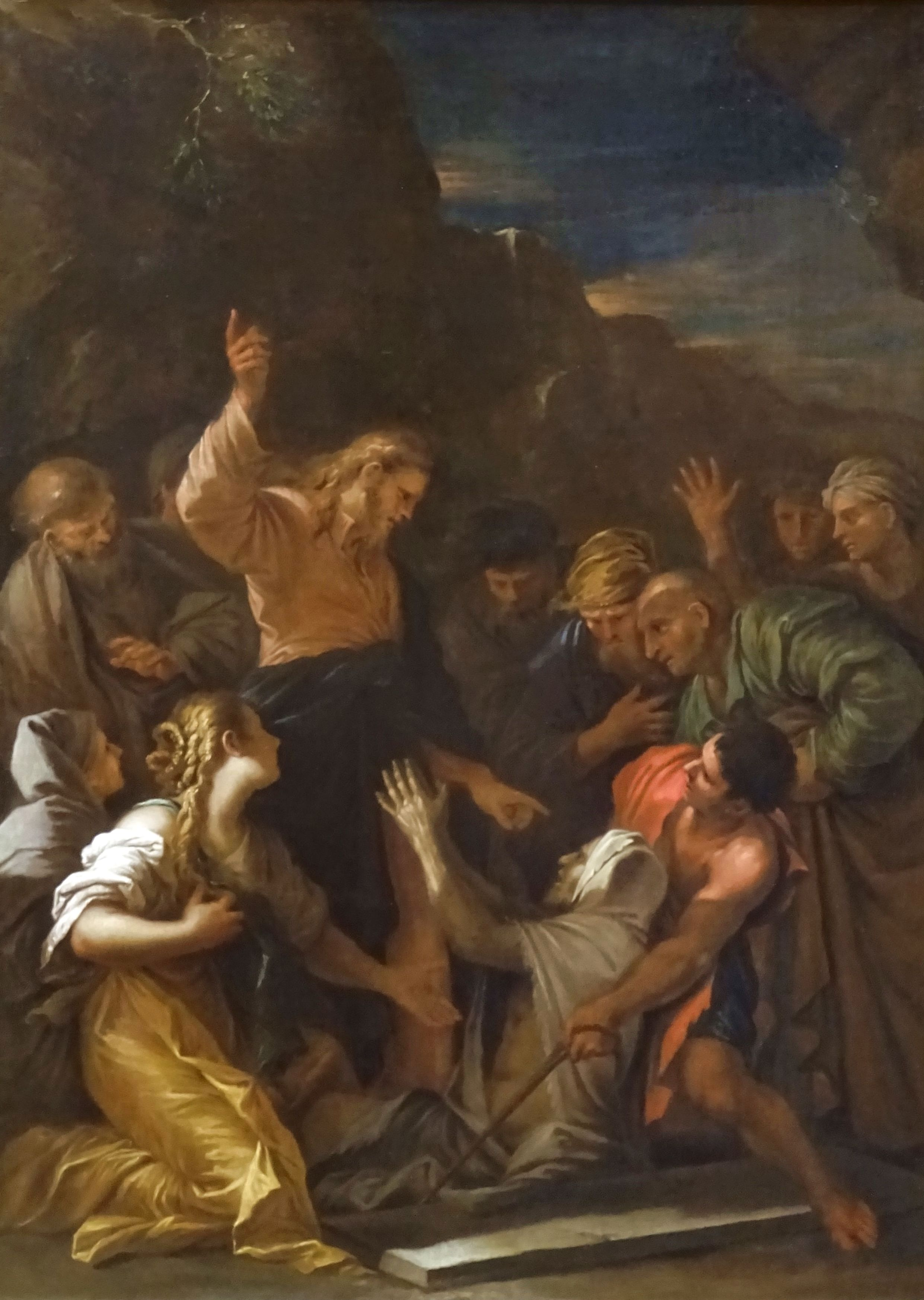
Salvator Rosa, Resurrezione di Lazzaro

Particolarmente riuscito fu pure l'acquisto di effigi, tra cui vi erano il Ritratto di Asdrubale Mattei di ignoto artista romano, il Ritratto di Bonifacio Agliardi e quello di sua moglie Angelica Agliardi de' Nicolinis, entrambi di Giovan Battista Moroni, il Ritratto di uomo di anonimo dell'ambito di Scipione Pulzone, il Ritratto di magistrato di Thomas de Keyser, un altro Ritratto di uomo di Scipione Pulzone e ancora un altro di Paolo Giordano II Orsini assegnato originariamente a van Dyck oggi riattribuito a Ottavio Leoni.

Tra gli acquisti più importanti che andarono in porto vi fu poi il lotto di quattordici tele di Salvator Rosa: Geremia tratto fuori dalla fossa, Daniele nel lago dei Leoni con Abacuc, Tobia e l'angelo Raffaele, la Resurrezione di Lazzaro, la Resurrezione di Cristo, poi ancora, il Cristo al Calvario, Pan e Siringa e due paesaggi marini con figure provenienti dalla collezione Altieri e infine altri cinque paesaggi con figure. Tuttavia i fatti che sono succeduti a questo traguardo spinsero il re Ferdinando, nonostante tutto, a sollevare dall'incarico l'emissario borbonico, in quanto operò nella fattispecie lasciando in custodia ai privati i quadri del Rosa comperati per conto del sovrano, mettendo così a rischio l'intero investimento. L'attività del Venuti al servizio della famiglia reale, seppur piena di successi in campo commerciale artistico, cessò dunque nell'anno 1803; gli succede nell'incarico di Soprintendente alle arti del Regno borbonico il marchese tedesco Giacomo Giuseppe Haus.

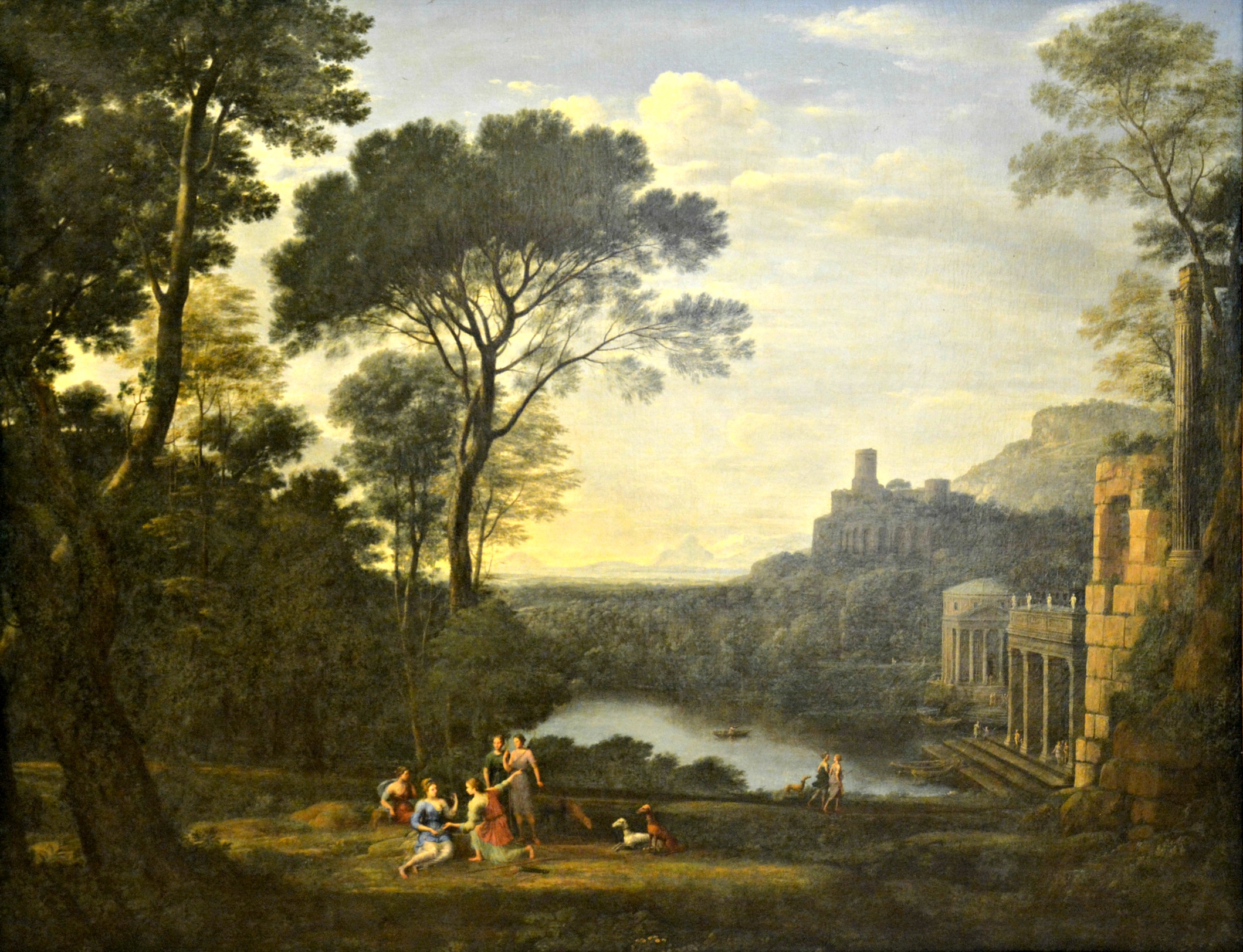
Claude Lorrain, Paesaggio con la ninfa Egeria

La nuova pinacoteca borbonica costituita dall'operato del Venuti fu allestita in gran parte nel palazzo Francavilla, mentre altre opere furono portate a Capodimonte. Il palazzo a Chiaia rappresentò una sorta di seconda galleria reale di Napoli disposta in sedici stanze dell'edificio e contava circa 220 quadri, oltre a stampe, disegni e arazzi. Saranno qui conservati i dipinti rinvenuti a Roma già borbonici, quelli scampati ai furti che Ferdinando porterà con sé a Palermo nel 1806, altre opere acquistate dalla famiglia reale da collezioni private napoletane in quel giro di anni e infine alcuni quadri che erano segnalati a Napoli ab antiquo, come le vedute paesaggiste di Jakob Philipp Hackert realizzate per la reggia di Caserta e una veduta di Salvator Rosa. Compaiono nel palazzo di Chiaia anche opere mai registrate prima in città, come i due dipinti di Pietro Novelli della Santissima Trinità invia l'arcangelo Gabriele alla Vergine e della Giuditta che decapita Oloferne, probabilmente provenienti dagli acquisti borbonici romani o da edifici di culto siciliani.
A Roma veniva invece talvolta utilizzato il palazzo Farnese, ancora di proprietà dei Borbone e in consegna al cavalier Carlo Ramette, soprintendente del Regno di stanza nella città pontificia, come "base" e laboratorio di restauro dei quadri comperati in città prima del trasferimento definitivo a Napoli.

#### La collezione durante il decennio francese (1806-1815)

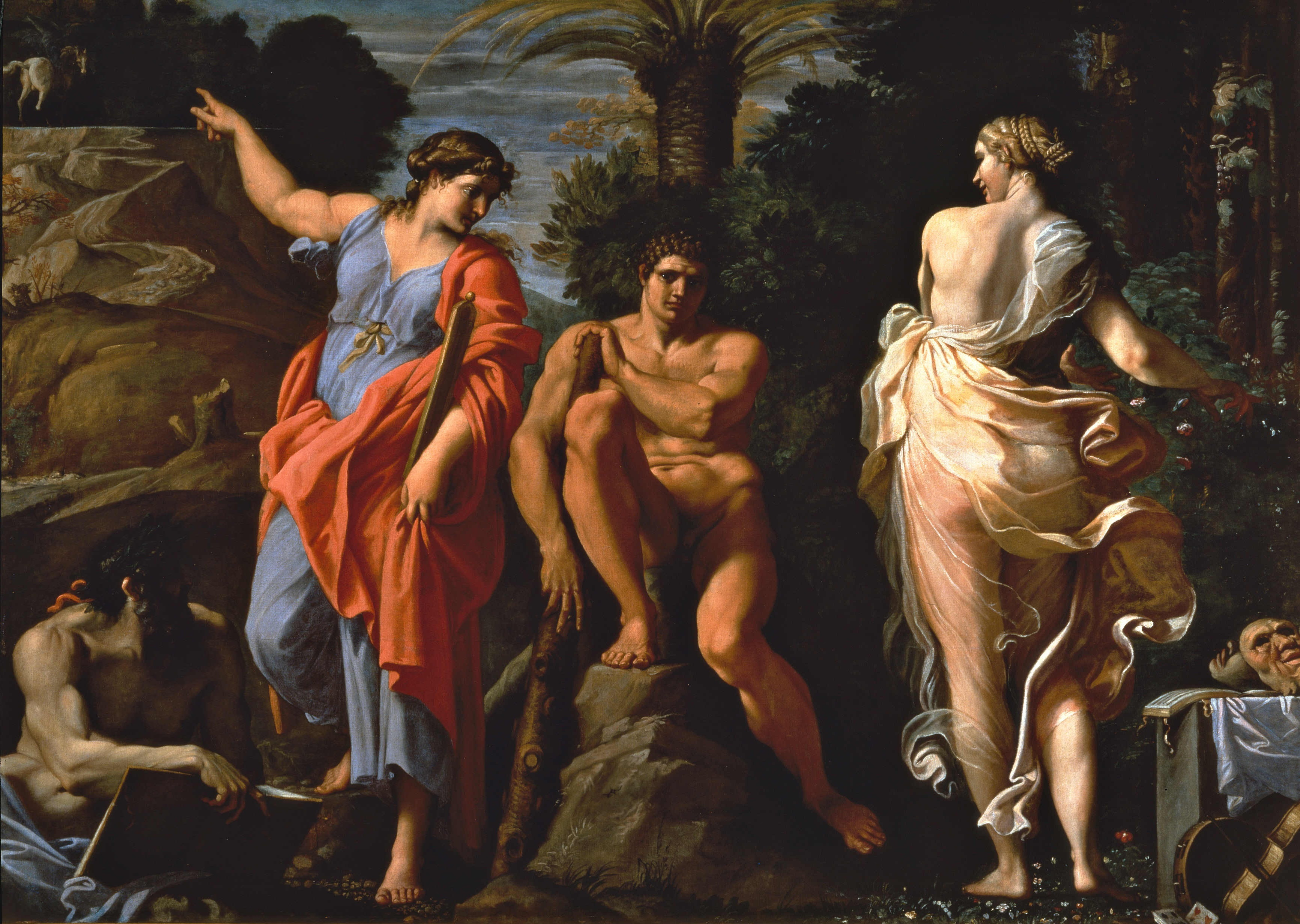
Annibale Carracci, Ercole al bivio

Le minacce francesi alla collezione artistica non finirono del tutto: pochi anni dopo si insediò la dominazione di Giuseppe Bonaparte e Gioacchino Murat (1806-1815) a regnare sulla città. Ferdinando portò nuovamente con sé a Palermo le opere della collezione ritenute più prestigiose, per evitarne ancora una volta l'eventuale spoliazione. Ai quattordici dipinti farnesiani già selezionati nel 1799 e che rimasero nel frattempo a Palermo, non facendo mai rientro a Napoli dopo i moti repubblicani di sei anni prima, si aggiunsero in questa circostanza altri settantuno dipinti, sia farnesiani che borbonici, di cui venticinque da Capodimonte e quarantasei da Francavilla, svariati reperti archeologici ercolanesi provenienti dal palazzo degli Studi e altri reperti e monete antiche dalla reggia di Portici.
Tra le opere prelevate da Francavilla vi furono: l'Ercole al bivio di Annibale Carracci, il Ritratto del cardinale Alessandro Farnese di Raffaello, la Maddalena penitente, il Ritratto di Ranuccio Farnese e quello di Pier Luigi di Tiziano, il Paesaggio con ninfa di Claude Lorrain, il Sileno ebbro di Jusepe de Ribera, l'Ecce Homo del Correggio, la Lucrezia Romana e il Ritratto di Galeazzo Sanvitale del Parmigianino. Tra i principali quadri di Capodimonte furono invece messi al sicuro: l'Antea del Parmigianino, la Testa di San Francesco, l'Arcangelo Gabriele tra angeli musicanti e cherubini e il Rinaldo e Armida di Annibale Carracci.

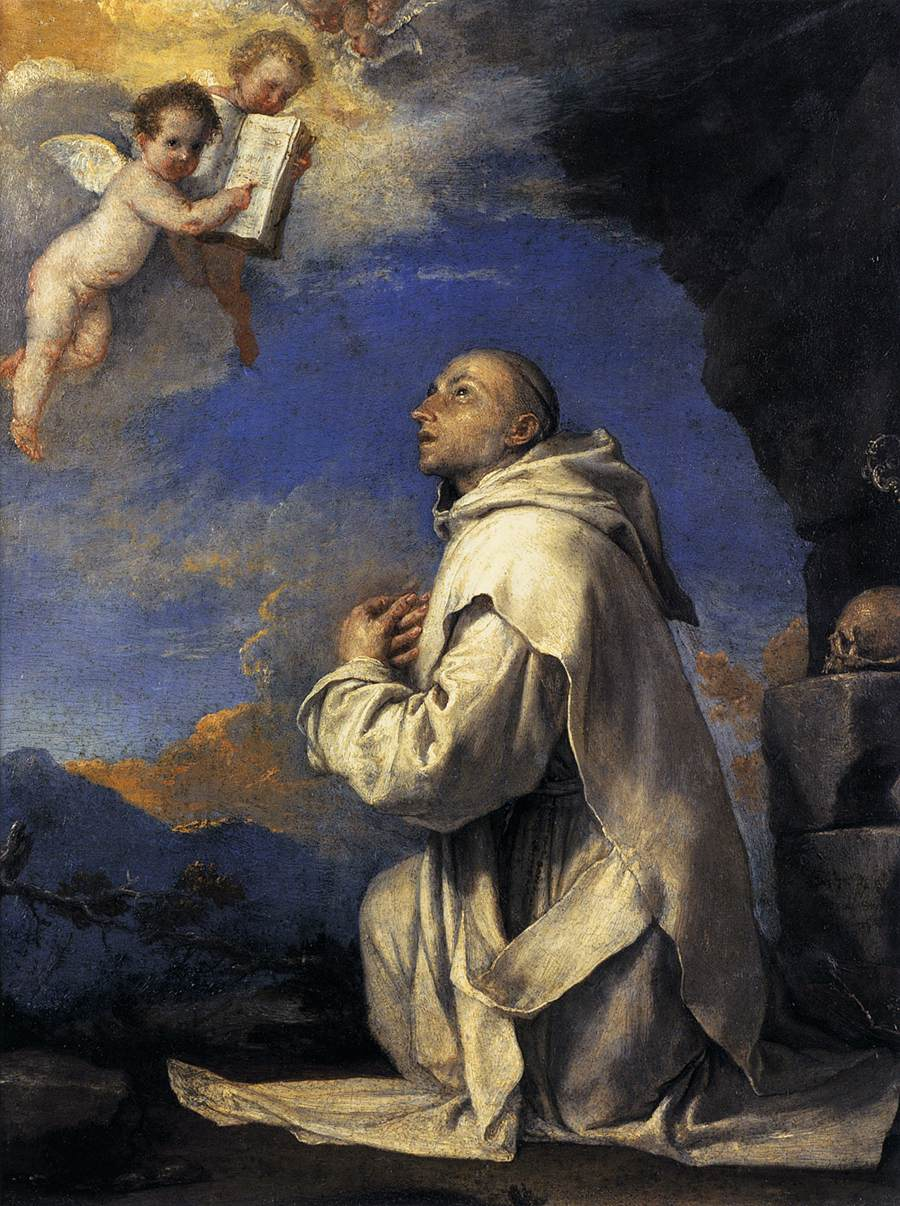
Jusepe de Ribera, San Bruno riceve la Regola

Al decennio francese corrispose l'abbandono definitivo del ruolo museale della reggia di Capodimonte a favore di quello abitativo, processo già avviato in precedenza dai Borbone con il trasferimento presso il palazzo degli Studi di tutto il patrimonio artistico, ad eccezione di parte della Galleria di palazzo Francavilla e di altre opere sparse nel palazzo Reale e nelle varie residenze familiari.
Durante il decennio francese svariate chiese e monasteri furono soppressi e ne conseguì l'ingresso nelle collezioni museali di svariate opere (come la Giuditta e Oloferne, il San Giovanni Battista e il San Nicola di Bari di Mattia Preti, la Madonna del Baldacchino di Luca Giordano o come il San Sebastiano, il San Girolamo scrivente, il San Bruno riceve la Regola, il San Girolamo e l'angelo del giudizio e la Trinitas terrestris di Jusepe de Ribera), che poi costituiranno parte delle collezioni borboniche una volta restaurato il Regno di Ferdinando nel 1815.
Col ripristino dei Borbone di Napoli, i regnanti napoleonidi, in occasione della loro fuga, portarono via dal Regno alcuni pezzi delle collezioni d’arte. Gioacchino Murat, partito il 18 maggio 1815, riuscì a trafugare da Napoli alcuni quadri, porcellane e oggetti d’antichità che fece portare a Marsiglia. Anche Carolina Bonaparte, sebbene consegnatasi prigioniera agli inglesi a Trieste dopo due giorni la fuga, riuscì a portarsi dietro una piccola parte di reperti archeologici e pitture che conservava in esilio nella sua residenza di Frasdorf in Baviera.

#### La restaurazione borbonica ancora sotto re Ferdinando di Borbone (1815-1825)

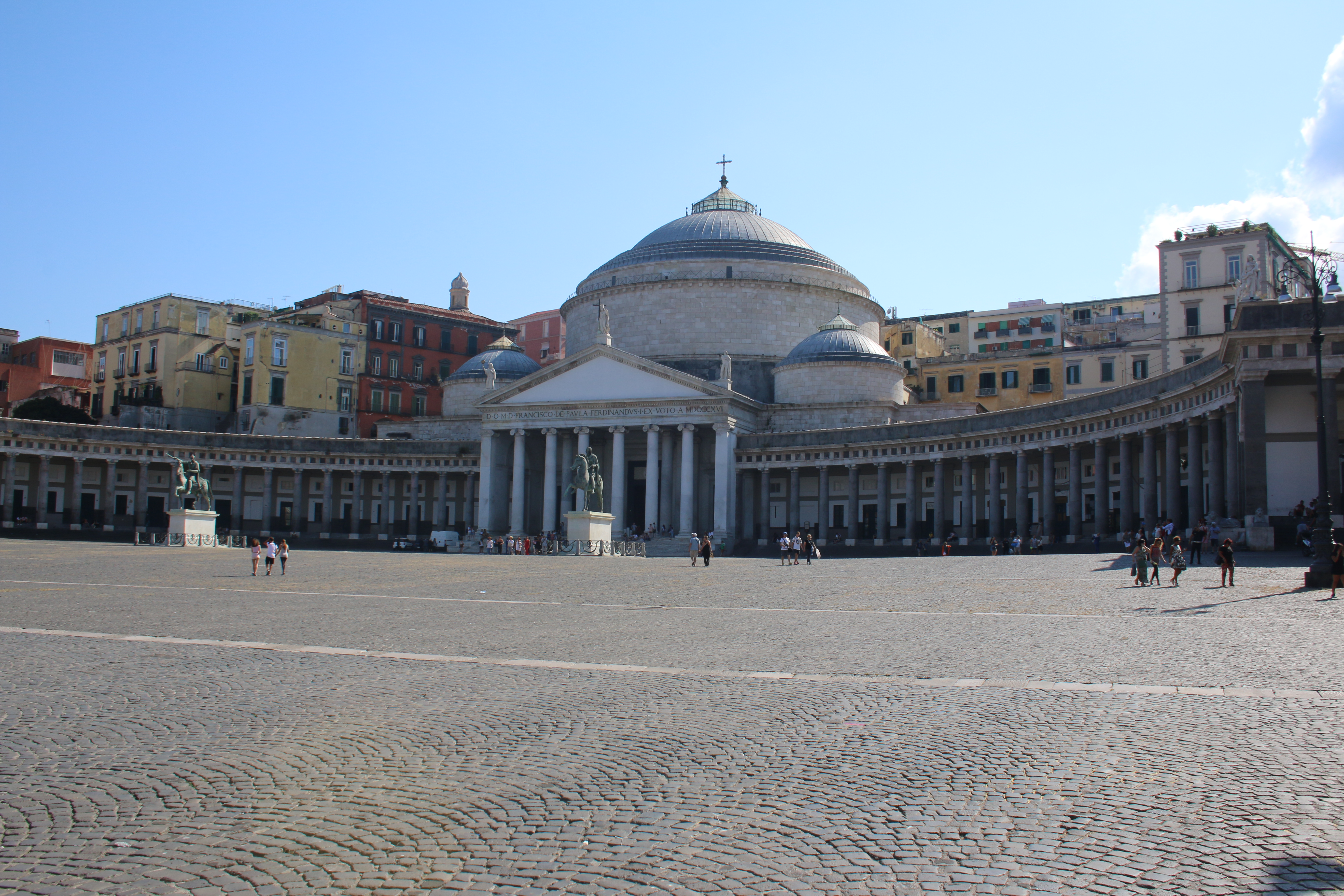
Il Foro Ferdinandeo a Napoli visto verso la basilica di San Francesco di Paola con le due sculture equestri di Carlo e Ferdinando di Borbone del Canova

Dopo la restaurazione e il definitivo rientro a Napoli della corte borbonica fu ufficialmente inaugurato il 22 febbraio 1816 il Real Museo Borbonico: per l'occasione Antonio Canova, che ricevette una serie di commesse pubbliche e private dal re, realizzò una statua colossale dedicata a Ferdinando in veste di Atena, opera che verrà poi posta sulla nicchia dello scalone monumentale del palazzo sede del Real Museo Borbonico il 12 dicembre 1821 e inaugurata il 7 febbraio 1822.

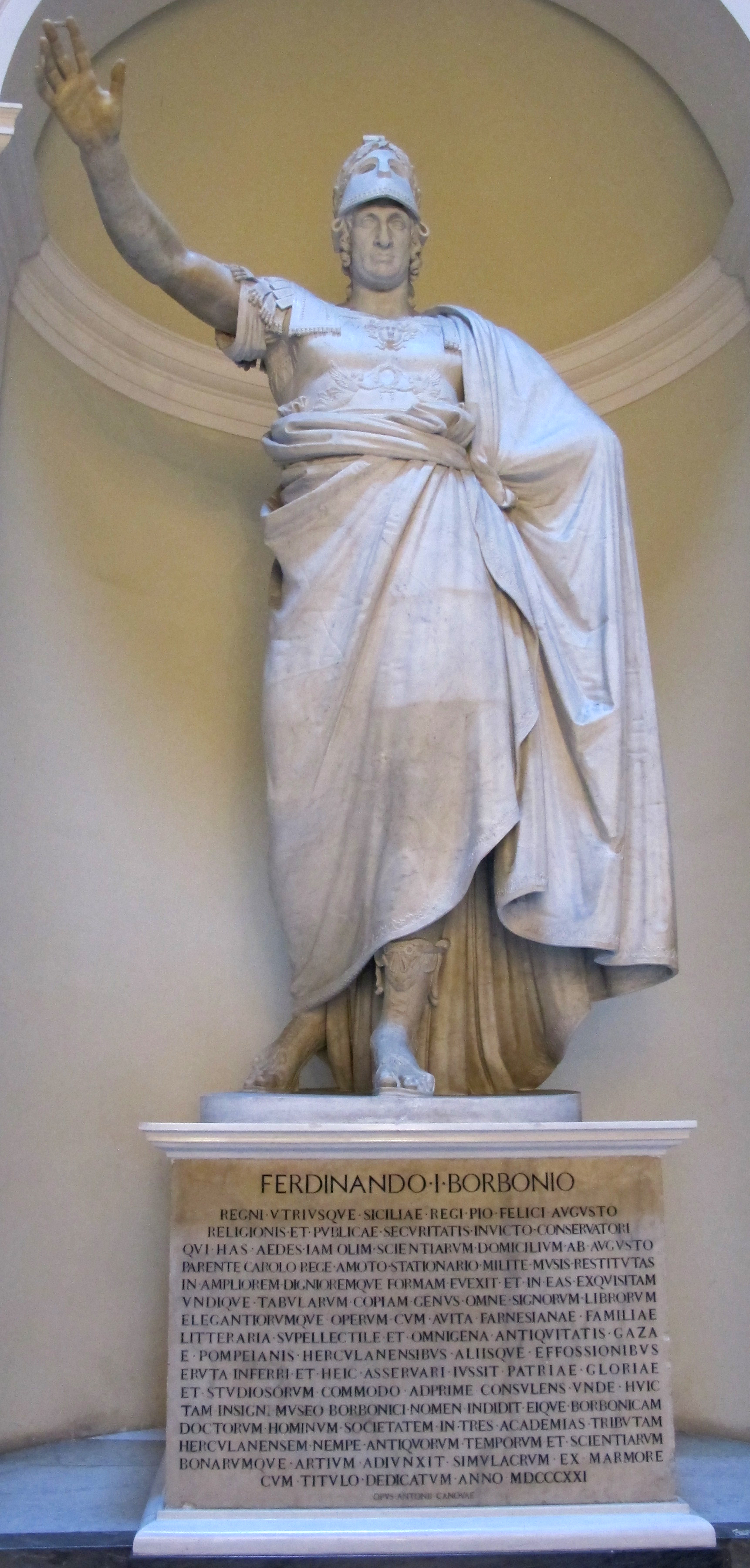
Antonio Canova, Statua colossale di Ferdinando IV di Borbone come Atena

A questa scultura seguì un busto ritraente lo stesso sovrano (oggi alla reggia di Caserta) e successivamente altre due sculture equestri bronzee del costruendo «Foro Ferdinandeo» (intervento monumentale voluto dal re per suggellare la riconquista della corona), una sempre ritraente Ferdinando e l'altra il padre Carlo di Borbone.
Ferdinando continuò nel frattempo l'opera di ampliamento delle collezioni con il recupero nel 1816 delle opere portate via da Gioacchino Murat e l'acquisizione parziale di quella della regina Carolina Bonaparte. Furono acquisiti una corposa serie di vedute paesaggiste di Joseph Rebell e Simon Denis, mentre l'Ecce Homo del Correggio che fu portato a Palermo, ricomparve improvvisamente nella residenza della donna a Frasdorf e nonostante le pressioni del re di riaverlo, non venne mai restituito.
Nel 1817 venne invece acquistata parte della collezione Borgia di Velletri, comprendente le antichità egizie e svariate pitture, come la Sant'Eufemia di Andrea Mantegna, la Madonna col Bambino di Bartolomeo Caporali, la Madonna con Bambino e i santi Pietro, Paolo, Antonio Abate e Agostino di Taddeo Gaddi e il San Giorgio e il drago di Ignoto pittore valacco. Sempre tra il 1816 e il 1817 il conte Giuseppe Lucchesi Palli trattò col re per vendere la sua collezione di settantaquattro quadri, affare che tuttavia si concretizzò solo per quattro di questi: un Tramonto sul mare di Claude Lorrain, una Tempesta di Claude Joseph Vernet, una Deposizione e una Pietà di Ippolito Borghese.

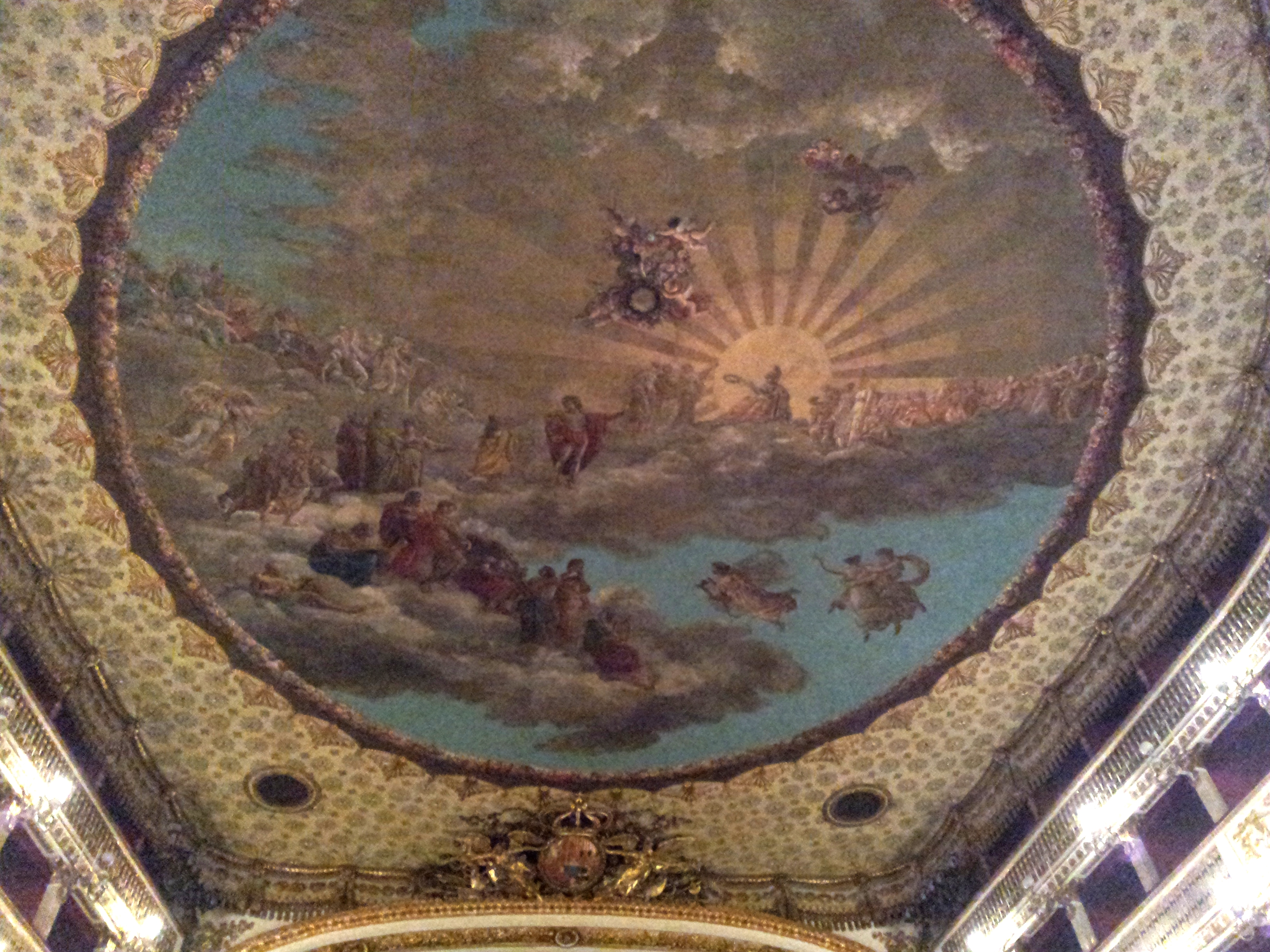
Giuseppe Cammarano, Apollo che presenta a Minerva i più grandi poeti del mondo (1824 ca.), soffitto del Real Teatro di San Carlo di Napoli

Giuseppe Cammarano, che rimase attivo presso la corte borbonica per tutta la sua carriera, realizzò tra il 1816 e il 1817 la grande tela con Apollo che presenta a Minerva i più grandi poeti del mondo sulla volta del Real Teatro di San Carlo, terminata intorno al 1824 circa, mentre nel 1818 nella terza Anticamera degli appartamenti del re del palazzo Reale eseguì un affresco con Pallade che incorona la Fedeltà.
Nel 1817 ritornarono intanto da Palermo in ottantasei casse le opere che i Borbone avevano trasferito in Sicilia durante il decennio francese. Tutte le Veneri della collezione (tra cui quelle di Tiziano e di Annibale Carracci) e opere come l'Ercole al bivio furono conservate temporaneamente nella sala del Gabinetto Segreto del Real Museo, in attesa della definitiva collocazione. La sala era un ambiente del Real Museo Borbonico fortemente voluto da Francesco di Borbone, duca di Calabria e futuro re, contenente vari reperti a soggetto erotico o sessuale venuti alla luce negli scavi di Pompei ed Ercolano (o acquisiti in altro modo), e per pudore chiuso al pubblico e reso accessibile solo alle «persone di matura età e di conosciuta morale» di sesso maschile ed esclusivamente tramite permesso. Nel 1820 altri reperti archeologici confluirono nelle collezioni reali dai rinvenimenti di Minturno.
Ferdinando morì nel 1825; gli successe al trono e alla gestione del patrimonio familiare il figlio Francesco, anche se l'altro maschio rimasto in vita della numerosa prole, Leopoldo, principe di Salerno, fu anch'egli particolarmente attivo in ottica collezionistica, ancorché interessato da un importante lascito paterno particolarmente consistente di opere, di cui un gruppo proveniente addirittura dalla collezione Farnese e un altro dagli acquisti di inizio Ottocento realizzati da Domenico Venuti.

#### La collezione sotto re Francesco di Borbone (1825-1830)
Nel 1828 quarantadue opere (sia pittoriche che archeologiche vesuviane) delle raccolte reali borboniche furono donate all'Università di Palermo dal re Francesco di Borbone, del cui regno di Sicilia fu reggente tra il 1812 e il 1814 durante il decennio francese, e poi luogotenente del re Ferdinando dal 1815 al 1820. Con Francesco si registrarono una serie di commesse di opere di rappresentanza, quindi ritratti ufficiali di esponenti del casato o dell'intero nucleo familiare, alcuni dei quali richiesti ben prima della salita al trono.

Giuseppe Cammarano, Ritratto della famiglia reale di Francesco di Borbone

Proprio nel 1820 fu richiesto a Giuseppe Cammarano dallo stesso Francesco, come regalo per il sessantesimo onomastico del padre, un dipinto encomiastico della famiglia. L'artista, ancora attivo presso la corte borbonica (dove rimase dagli esordi il pittore principale della famiglia reale), raffigurò quindi Francesco di Borbone, sua moglie Maria Isabella di Borbone-Spagna e la loro numerosa prole che incoronano il busto raffigurante Ferdinando (il dipinto fu collocato dapprima a Portici, poi a Caserta e infine a Capodimonte).
Il re, che ebbe tra i meriti quello di aver fondato la Real Accademia musicale nel complesso di San Pietro a Majella, morì nel 1830 lasciando al figlio Ferdinando II il trono del Regno e la collezione d'arte. Parte dei beni reali furono comunque dati anche a suo fratello Leopoldo, principe di Salerno, personalità tra le più rilevanti sotto il profilo collezionistico borbonico, poiché da lui convoglieranno nella metà del secolo un cospicuo numero di opere fuori Napoli, in particolare in Francia.

#### La collezione di Leopoldo di Borbone, principe di Salerno (1825-1856)

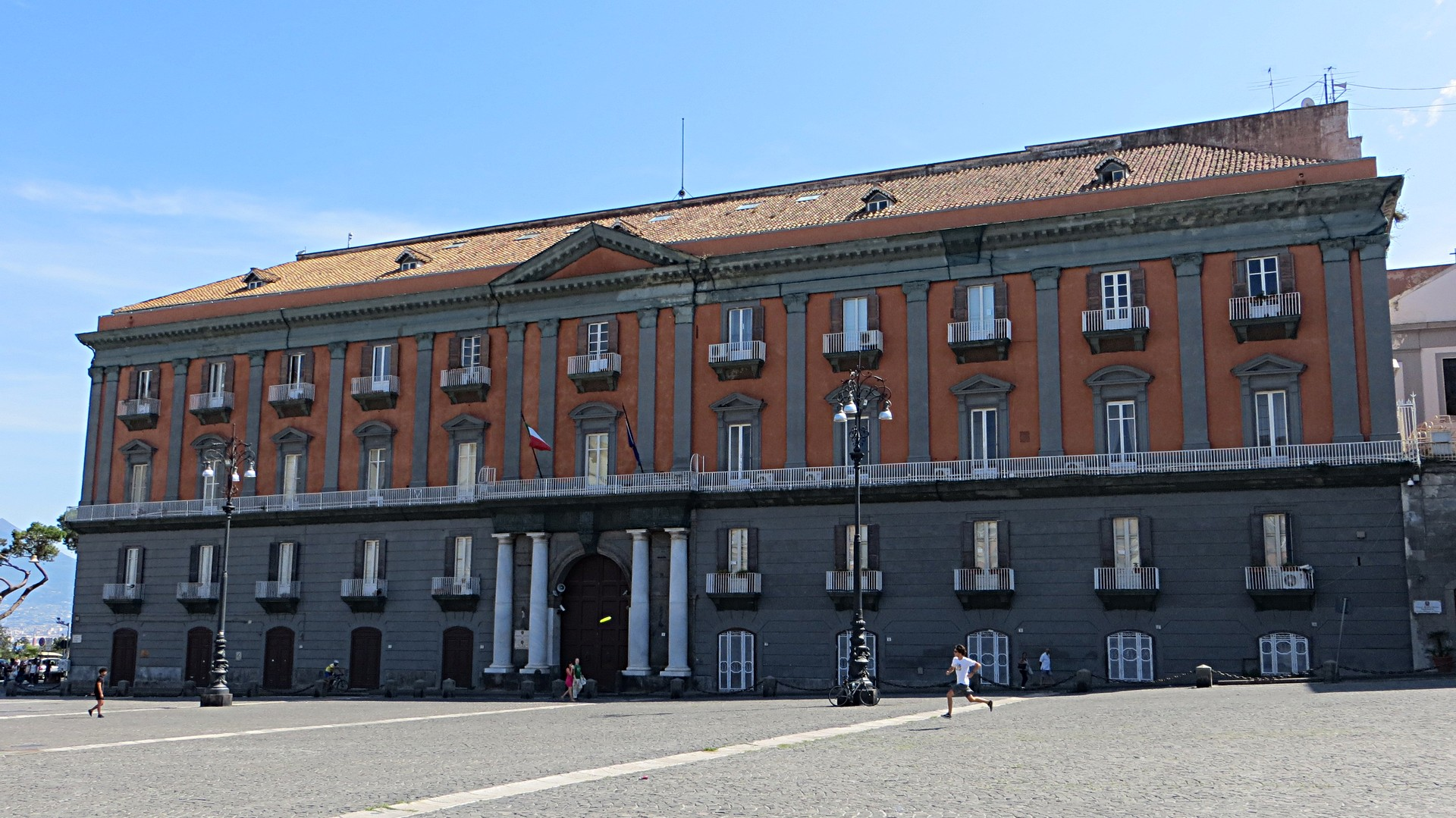
Palazzo di Leopoldo di Borbone, principe di Salerno (Napoli)

Il principe Leopoldo, fratello di re Francesco, seppur non assunse mai un ruolo determinante nella vita politica familiare, fu un eccellente collezionista d'arte. La sua collezione visse una vita giuridicamente distinta da quella familiare, con opere che in parte provenivano dalle logiche familiari (eredità Farnese e acquisti di Domenico Venuti del 1800-1802) concesse da Ferdinando per ripagare (con una eventuale cessione) i suoi debiti contratti fino a quel momento e in altra parte acquistate o commissionate direttamente dal principe. Con la donazione di un buon gruppo di quadri della collezione Farnese da parte del re Ferdinando a Leopoldo, questa perse di fatto la propria integrità. Rientravano in tal senso nelle disponibilità del principe di Salerno opere come l'Allegoria della Notte e l'Aurora, l'Arcangelo Gabriele tra angeli musicanti e cherubini, la Venere dormiente con amorini e quattro Amorini con fiori di Annibale Carracci, il Ritratto di dama di Dosso Dossi, il Ritratto di uomo (presunto Andrea del Sarto) di Pier Francesco Foschi e l'Amore che dorme con amorini di Girolamo Mazzola Bedoli.

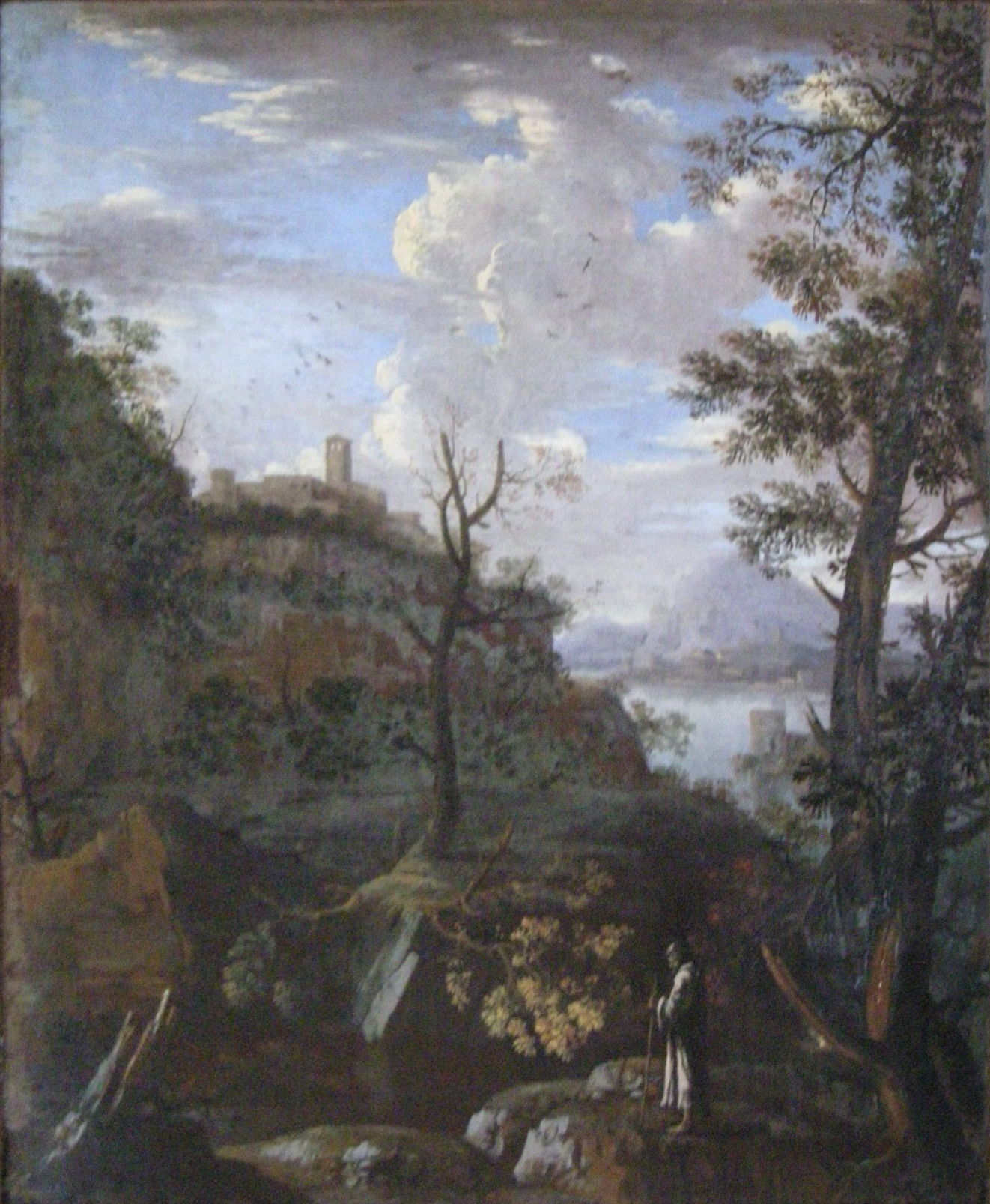
Salvator Rosa (attribuito), Paesaggio con eremita

La collezione visse nelle fasi iniziali dentro medesimi edifici di quella reale e si componeva di un numero considerevole di opere, che la rese di fatto una delle più importanti della città nel corso del XIX secolo, nota anche agli scrittori e viaggiatori del Grand Tour: Erano registrati nel 1815 presso la gli appartamenti del principe di palazzo Reale anche opere comperate successivamente da Domenico Venuti, contemplando dipinti di van Dyck (di cui il Ritratto di Guglielmo di Neubourg), la serie di quattordici tele di Salvator Rosa, una Madonna col Bambino in trono tra san Francesco, sant'Antonio e due donatori del Perugino, tre ritratti di Michiel van Mierevelt (di Hugo Grotius, Janus Rutgerius e di Gissot), la Maddalena di Francesco Albani, la Cena in Emmaus di Gerard van Honthorst (riassegnata oggi a Trophime Bigot, presumibilmente acquistato da Domenico Venuti nel 1802), una Pietà del Guercino, le Tre età dell'uomo di François Gérard, la Deposizione di Jacopino del Conte, la Madonna col Bambino di Carlo Cignani, la Madonna col Bambino e sant'Elisabetta e il Cristo in pietà con angelo e San Francesco d'Assisi di Alessandro Allori, la Sacra Famiglia del Sassoferrato, la Natività della bottega di Bernardino Luini, la Sacra Famiglia di Perin del Vaga, la Sara porta Agar ad Abramo di Matthias Stomer, la Madonna del velo di Raffaello, la Madonna col Bambino e angeli di Guido Reni, la copia della Madonna dell'eucaristia del Botticelli, l'Ecce Homo di Mattia Preti, il Cristo coronato di spine di Lionello Spada, la Sacra Famiglia e l'Addio di Cristo alla madre di Federico Barocci, il noto Ritratto di Asdrubale Mattei di ignoto, il Ritratto di Bonifacio Agliardi e quello di sua moglie Angelica Agliardi de' Nicolinis, entrambi di Giovan Battista Moroni, il Ritratto di uomo di anonimo, un altro di Scipione Pulzone e altre svariate opere.
Tutta la collezione del principe, ricca anche di dipinti coevi che commissionò egli stesso, come una cospicua serie di vedute e paesaggi napoletani reperiti dalla precedente raccolta murattiana (di Gioacchino Murat o di sua moglie la regina Carolina Bonaparte), venne trasferita dieci anni dopo, nel 1825, nell'adiacente palazzo di Leopoldo, l'ex dimora del segretario di Stato di Ferdinando di Borbone, John Francis Edward Acton.

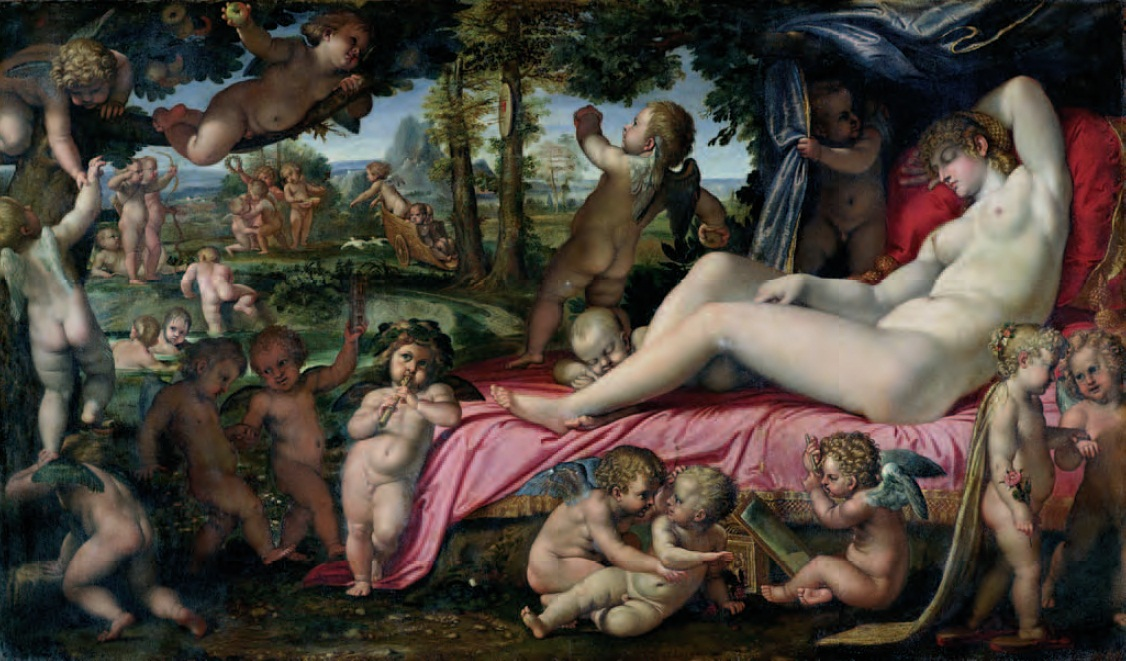
Annibale Carracci, Venere dormiente con amorini

Tuttavia la raccolta non durò molto: a causa degli ingenti debiti contratti nel tempo questa fu infatti messa sotto sequestro già dal 1830 e trasportata nei depositi del Real Museo Borbonico, in attesa di essere venduta. Antonio Niccolini e Giuseppe Campo sono incaricati di relazionare lo stato dei quadri, composto da complessivi centodue dipinti valutati nel verbale di sequestro 8.930 ducati, di cui il prezzo più valutato della raccolta era la Venere di Carracci, pari a 36.000 ducati.

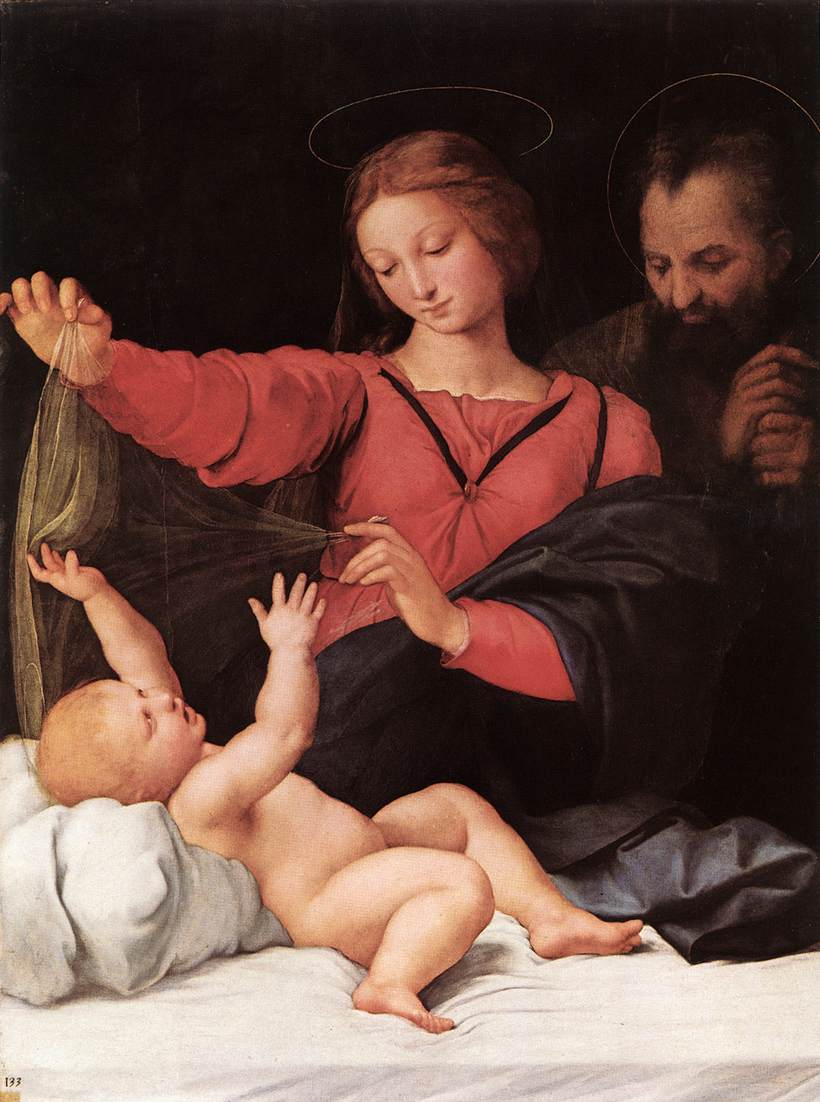
Raffaello, Madonna del velo

Al 1840 i quadri rimasero ancora chiusi nelle casse dei depositi del Museo borbonico, senza collocazione negli ambienti espositivi, cosa che invece avvenne nell'ottobre dell'anno seguente e che durò più di dieci anni, ottenendo così il ricongiungimento della collezione reale.
Il complesso stato dell'arte vedeva da un lato la sussisteva espressa dalla casa reale circa l'impossibilità di sanare i debiti (oramai andati fuori controllo) contratti da Leopoldo e quindi di poter acquistare per il Regno la collezione, dall'altro la Commissione di antichità e Belle Arti che premeva per non far partire una raccolta di così pregiato valore a tutela del «decoro del paese», adducendo come tesi a supporto il fatto che il principe di Salerno disponesse di una collezione concessa in donazione solo a mo' di "usufrutto" da parte di Ferdinando di Borbone, senza averne la proprietà reale, ancorché composta da quadri farnesiani che in virtù del vincolo di maggiorasco non sarebbero mai dovuti essere stati separati dalla collezione madre, mentre per quelli borbonici acquistati da Domenico Venuti si sarebbe dovuto dare prova consistente dell'ufficialità della donazione da parte di Ferdinando.

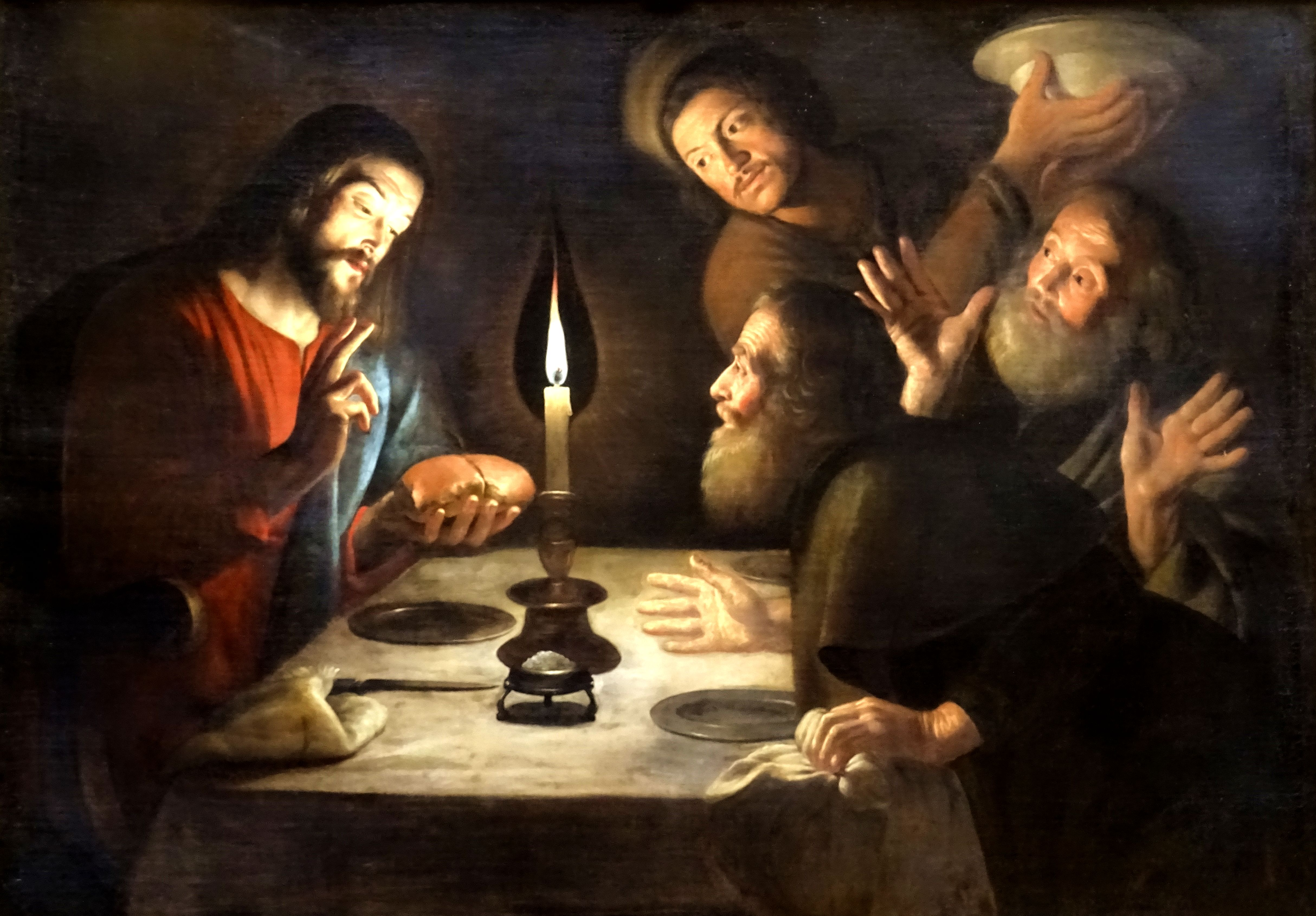
Trophime Bigot, Cena in Emmaus

Ad ogni modo dopo un lungo periodo di incertezza, alla morte del principe di Salerno avvenuta il 10 marzo 1851 venne ufficializzata la messa in vendita della sua collezione. La persona più interessata all'acquisto fu il genero Enrico d'Orléans, duca di Aumale, che aveva sposato nel 1844 la principessa Maria Carolina Augusta di Borbone-Due Sicilie (figlia di Leopoldo), su cui si premeva affinché si trovasse un accordo anche la casa Borbone, per via dei legami familiari che intercorrevano tra loro.
Dopo molte trattative, il duca accettò la proposta di tutelare l'integrità della collezione, ancorché più vantaggiosa economicamente, e quindi di comperare in toto la raccolta, nonostante il fatto volesse in origine solo diciassette dei quadri messi in vendita (su tutti la Venere del Carracci, poi anche la Madonna del Velo, la serie di Salvator Rosa, i ritratti di van Dyck e di Scipione Pulzone, la Cena in Emmaus di Bigot, il Sassoferrato, alcuni paesaggi del Lorrain e la Deposizione del Foschi). Il 9 settembre del 1854 si trovò quindi l'accordo definitivo di vendita, pari a circa 100.000 ducati. Disposto dal re già in precedenza il permesso di esportazione anche all'estero della collezione, il 24 novembre del 1854 la collezione di Leopoldo fu spedita presso il duca di Aumale a Londra, dove intanto si era rifugiato a causa della Rivoluzione francese, seguendo da quel momento un destino autonomo rispetto al resto della collezione reale borbonica rimasta a Napoli.
Il duca di Aumale non visse tuttavia anch'egli una situazione finanziaria ottimale, pertanto, l'acquisto della collezione assunse una sorta di investimento per le proprie casse. Avendo infatti fatto immediatamente stimare al mercante Dominic Colnaghi tutti i quadri appena giunti all'Orleans House nel 1856 per una eventuale vendita, l'anno dopo una parte di questi (tutti di provenienza murattiana o comunque contemporanea al principe) fu messa all'asta e venduta.

#### La collezione sotto il re Ferdinando II di Borbone (1830-1859)

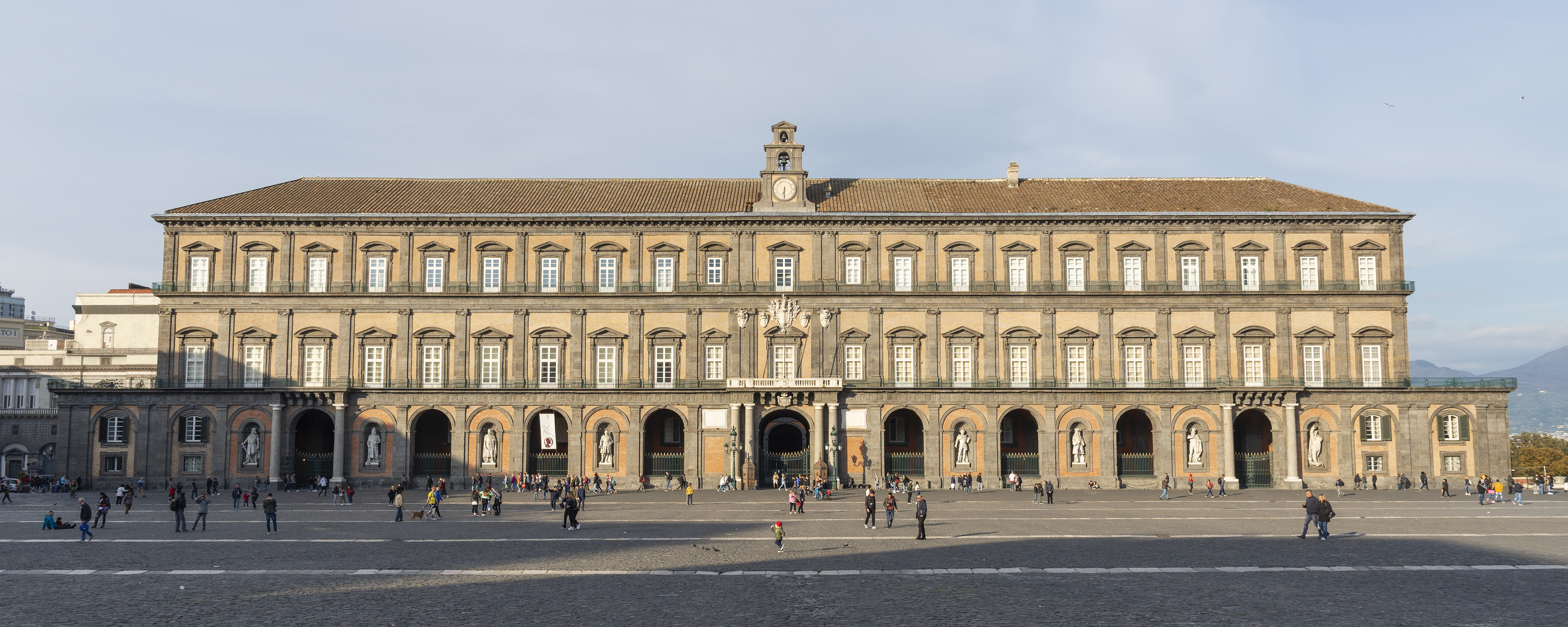
Palazzo Reale di Napoli

Sotto il regno di Ferdinando II fu scoperta tra il 1830 e il 1832 la casa del Fauno di Pompei, con il mosaico della Battaglia di Isso e la statuetta bronzea del Fauno danzante (entrambi oggi al MAN di Napoli).

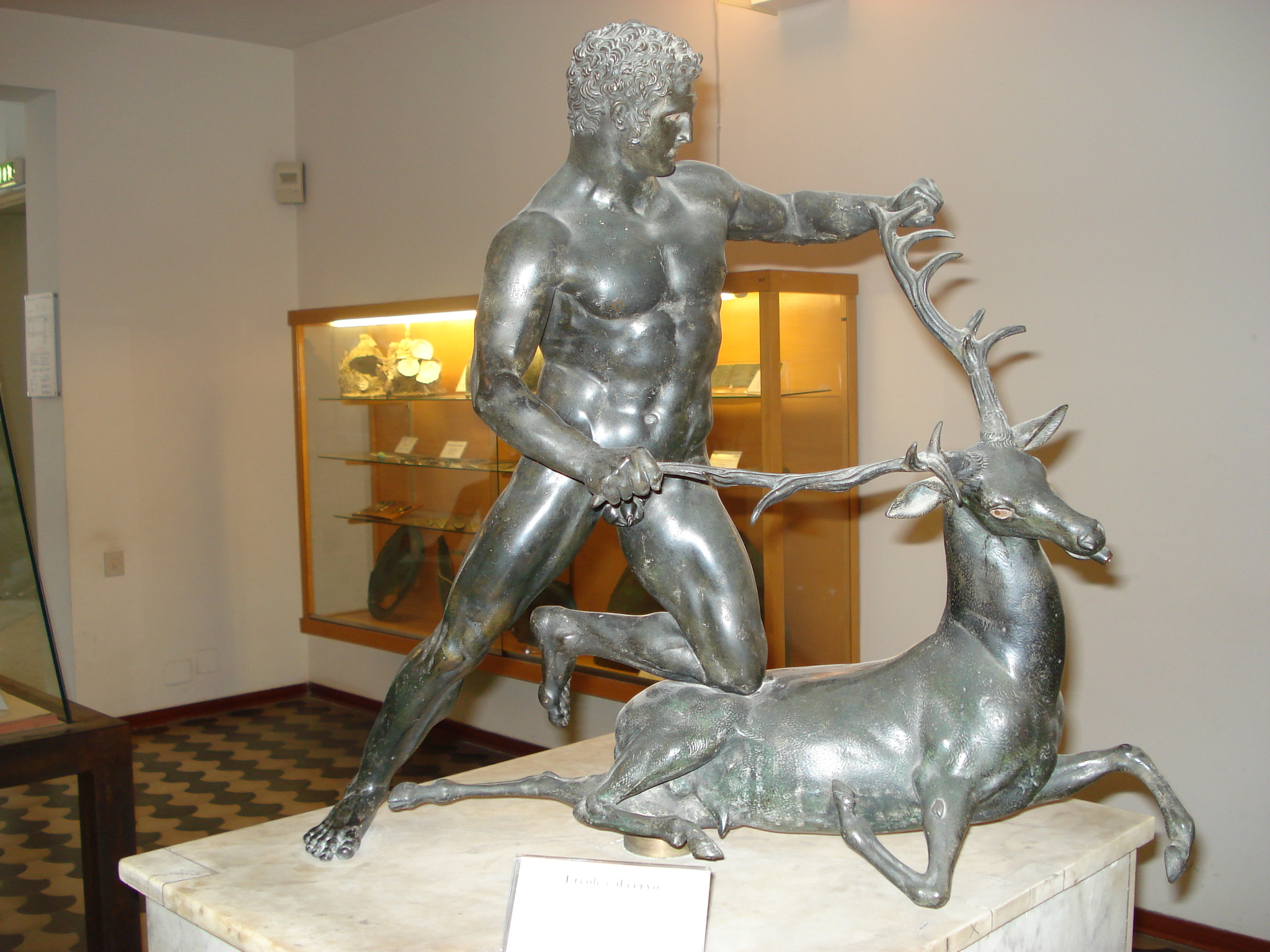
Ercole abbatte la cerva di Cerinea, Museo archeologico regionale di Palermo

Nel 1838 si registrarono, in continuità con quanto fece il sovrano predecessore (Francesco), ulteriori donazioni di opere (circa trentotto) del Seicento napoletano da parte di Ferdinando II all'Università di Palermo. Le elargizioni riguardavano sia pitture che antichità provenienti dagli scavi vesuviani realizzati nel 1831, tra cui molti arredi della domus di Sallustio a Pompei e alcune opere provenienti dalla villa di Contrada Sora a Torre del Greco, come il Satiro versante.
Altri pezzi archeologici vennero invece scambiati con la sorella Teresa Cristina di Borbone-Due Sicilie, moglie dell'imperatore del Brasile dal 1831, Pietro II, e pertanto restano oggi al Museo di Belle Arti di Rio de Janeiro assieme ad un gruppo di pitture napoletane verosimilmente di provenienza borbonica anch'esse, dove figura tra tutte una delle repliche autografe della Maddalena penitente di Andrea Vaccaro che lo stesso Ferdinando II donò a Palermo (un'altra versione finì invece anni prima, tra il 1802 e il 1808, nella collezione dell'ambasciatore russo a Napoli Dmitrij Pavlovič Tatiščev ed è infatti oggi all'Ermitage di San Pietroburgo).

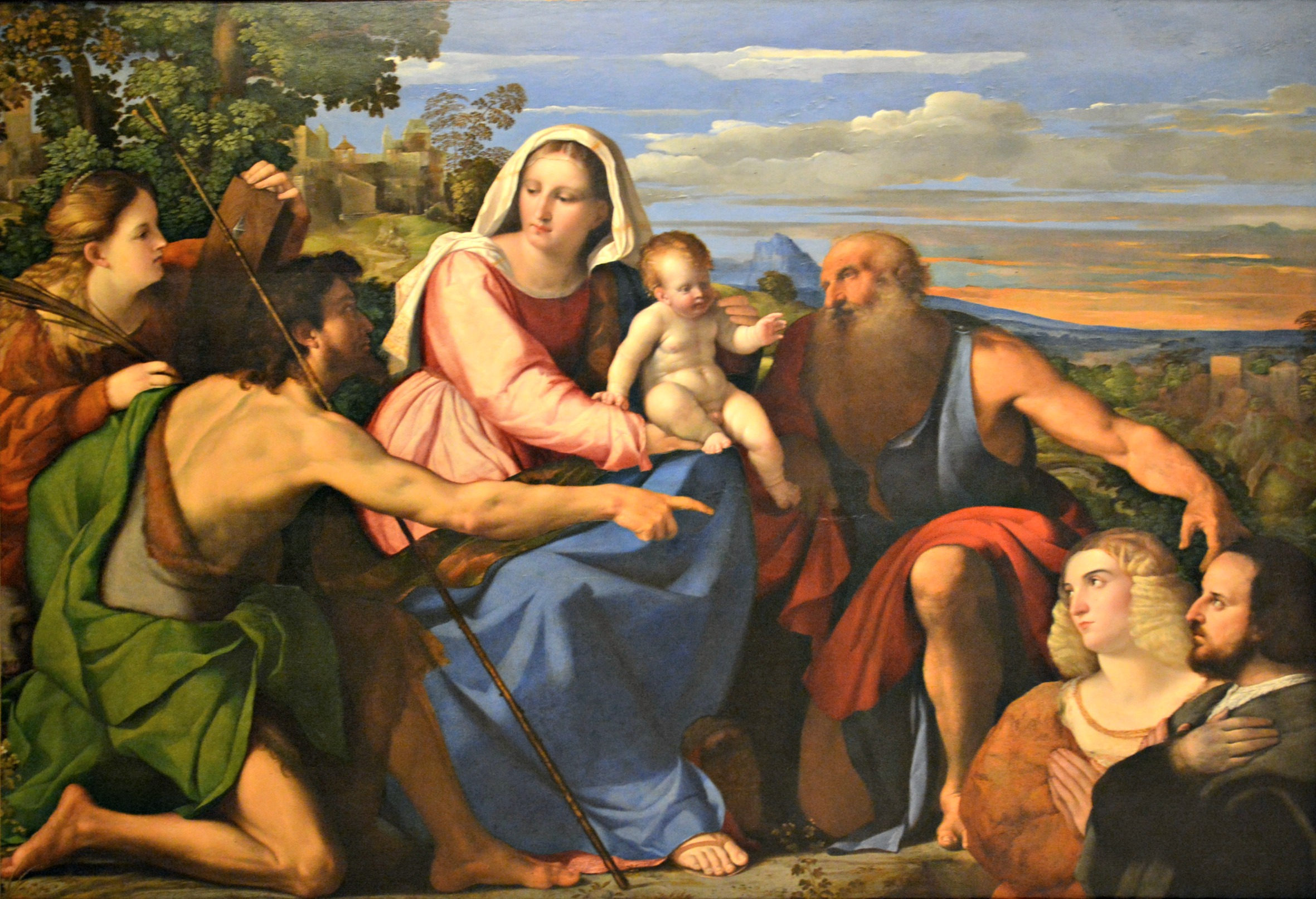
Jacopo Palma il Vecchio, Sacra Conversazione con donatori

Nel frattempo il re si occupò di finanziare i rifacimenti del palazzo Reale di Napoli in quanto a seguito di un incendio sviluppatosi nel 1837 all'interno, si rese necessario un nuovo restauro dell'intero complesso che, progettato da Gaetano Genovese, si concluse nel 1858 dando al palazzo il suo aspetto definitivo.
Nel frattempo la collezione andò arricchendosi di opere di raccolte private cittadine appositamente acquistate dal sovrano, come quelle dell'impresario teatrale Domenico Barbaja, da cui verranno selezionati nel 1841 diciassette quadri complessivi per la somma di 5.500 ducati, tra cui la Sacra Conversazione con donatori di Jacopo Palma il Vecchio, la Rachele e Giacobbe al pozzo di Pacecco de Rosa, una Battaglia fra gli ebrei e gli amaleciti di Aniello Falcone e il bozzetto della nota Santa Cecilia di Bernardo Cavallino, una Deposizione di Luca da Leida, sei quadri fiamminghi «compagni fra loro» (oggi assegnati a Johann Basil Grundmann), due bambocciate, un paesaggio di Hendrick Ambrosius Packs e due bozzetti di soggetto sacro rispettivamente del Lanfranco e del Guercino.

Ferdinando II morì nel 1659, lasciando il trono e i suoi beni al figlio Francesco II.

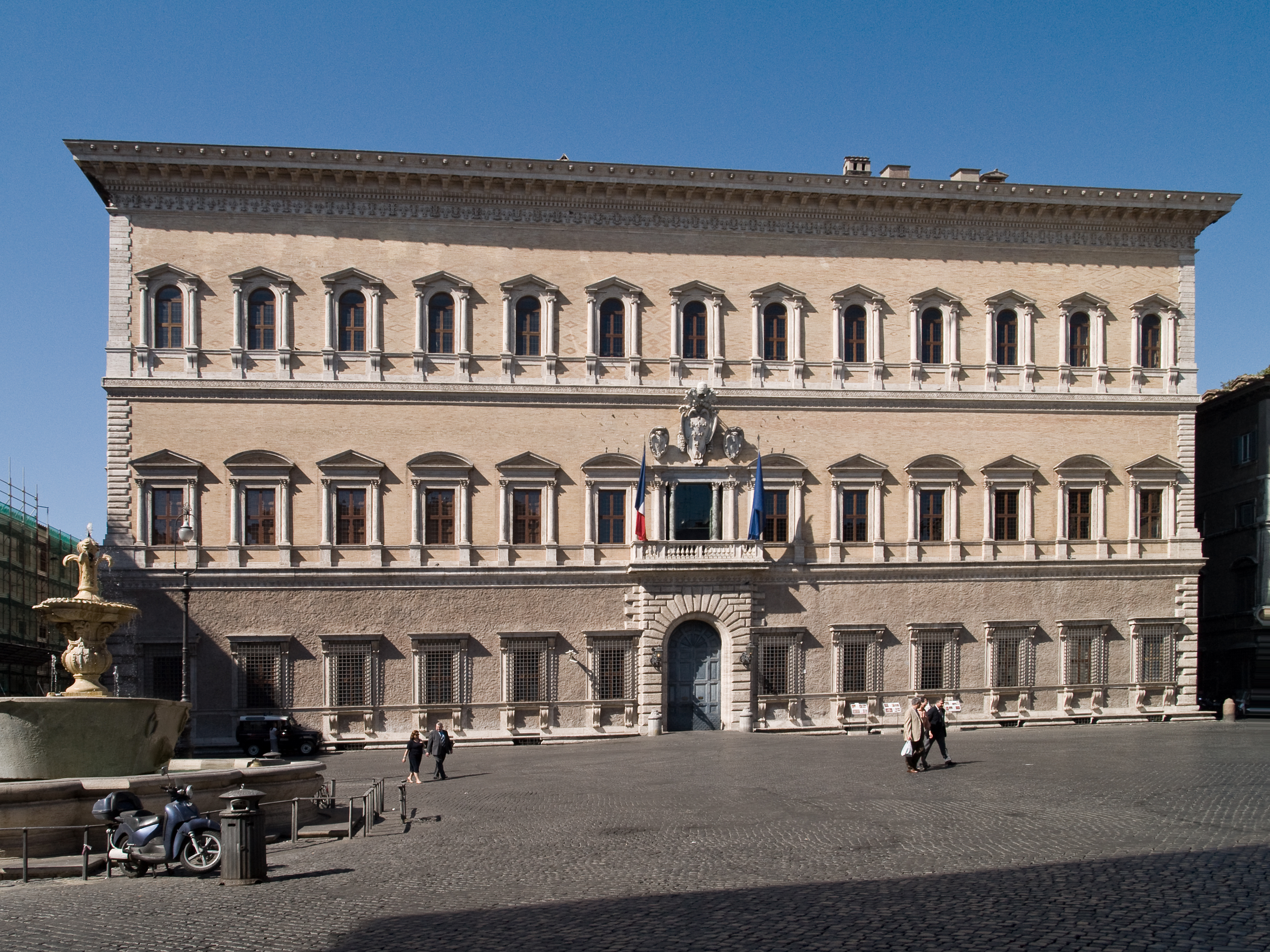
Palazzo Farnese (Roma), di proprietà dei Borbone sin dal 1766, fu la residenza di Francesco II dopo la perdita del trono di Napoli nel 1861.

#### La collezione dopo la fine del Regno dei Borbone a Napoli (1861)
Dal 1860 al 1863 a palazzo Farnese di Roma, rimasto di proprietà dei Borbone per eredità dell'ava Elisabetta, risiedette Francesco II di Napoli, che vi si trasferì dopo la perdita del Regno. La collezione reale rimase fortunatamente integra, conservata nel Real Museo Borbonico (che con l'Unità d'Italia verrà chiamato Museo nazionale) senza subire particolari razzie.
La disposizione attuale delle opere borboniche nel territorio napoletano fu frutto della riorganizzazione della metà del XX secolo, che vide il trasferimento della quadreria farnesiana e di gran parte delle opere pittoriche alla reggia di Capodimonte (svuotando completamente il palazzo Francavilla), a fronte di una parte residuale collocata nel palazzo Reale di Napoli, mentre il palazzo degli Studi venne destinato a sede del Museo archeologico nazionale con opere sia farnesiane che vesuviane che di altra provenienza. Negli appartamenti reali di alcune delle residenze borboniche in Campania (reggia di Caserta, reggia di Capodimonte, palazzo Reale di Napoli) trovarono collocazione i dipinti per lo più di rappresentanza e istituzionali, come ritratti familiari, paesaggi e nature morte..

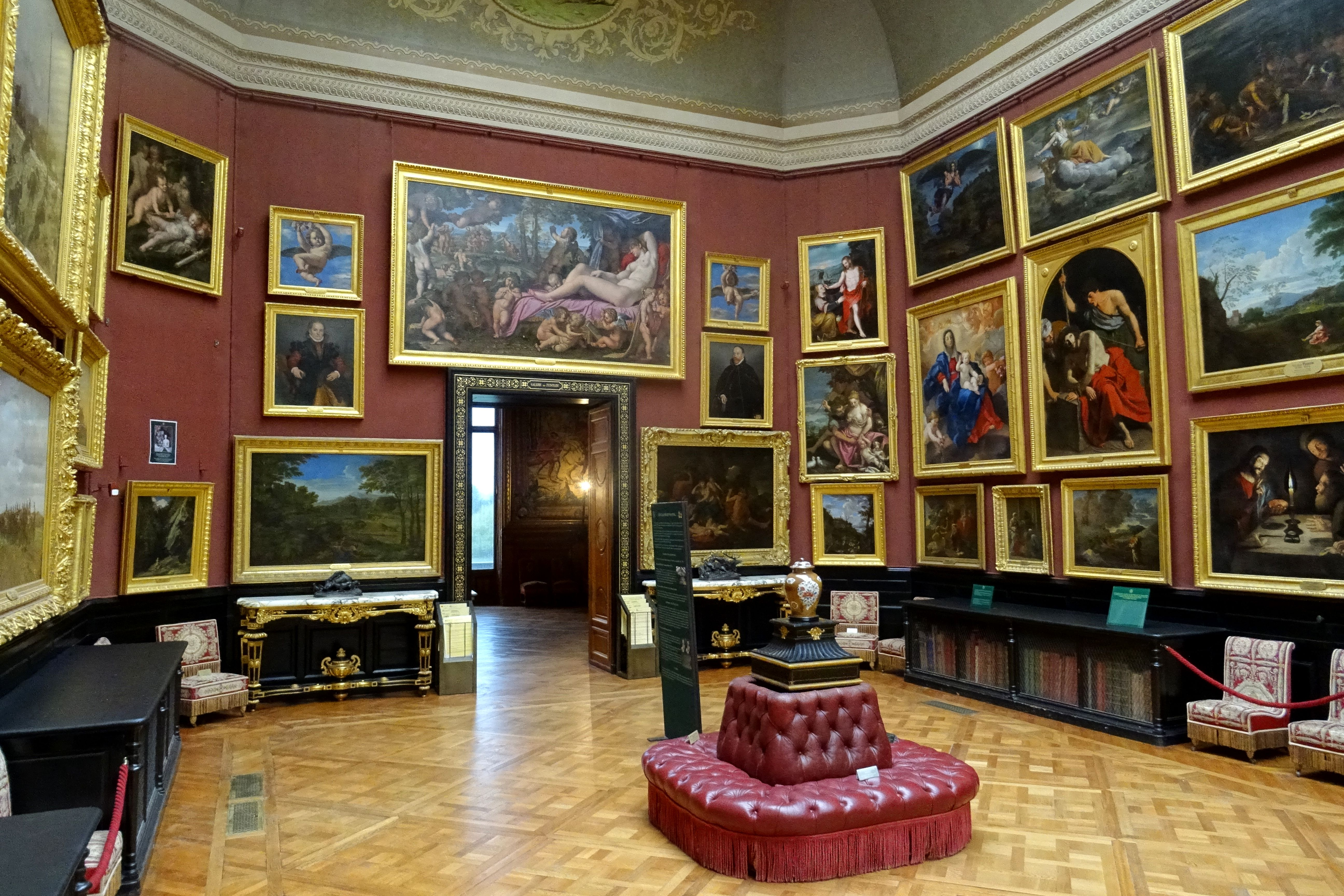
Scorcio della Grande Galerie del Museo Condé di Chantilly con i quadri della collezione Borbone del principe di Salerno

I quadri che furono invece del principe di Salerno Leopoldo di Borbone e che vennero acquistati dal duca di Aumale Enrico d'Orléans, ebbero infine un destino diverso: dopo la vendita londinese di un gruppo di opere murattiane, la restante parte composta da settantacinque dipinti (sia già Farnese, che acquisti di Domenico Venuti di inizio XIX secolo, che murattiane o commissionate dello stesso principe) l'Orléans li tenne per sé e, una volta tornato in Francia nel 1871, li collocò nel ricostruendo castello di Chantilly, poi donato nel 1896 all'Institut de France con l'obbligo di fondare al suo interno il Museo Condé, di cui oggi le opere che furono di Leopoldo formano la Grande Galerie.

## Elenco delle opere (non completo)
Di seguito un elenco parziale delle opere che hanno fatto parte delle raccolte borboniche distinti per nuclei di provenienza: uno rappresentato dalla collezione Farnese ereditata dal re Carlo (consultabili più esaustivamente nella voce specifica), uno dai reperti rinvenuti durante gli scavi archeologici vesuviani promossi dal Regno, un altro da quello dei quadri acquistati a Roma da Domenico Venuti tra il 1799 e il 1803 dopo le spoliazioni francesi, un altro proveniente da altre acquisizioni di opere già in collezioni napoletane post restaurazione borbonica del 1815 e un ultimo costituito dalle opere commissionate direttamente dalla famiglia Borbone o frutto delle reali fabbriche (porcellana e arazzi).

### Antichità

#### Provenienza farnesiana

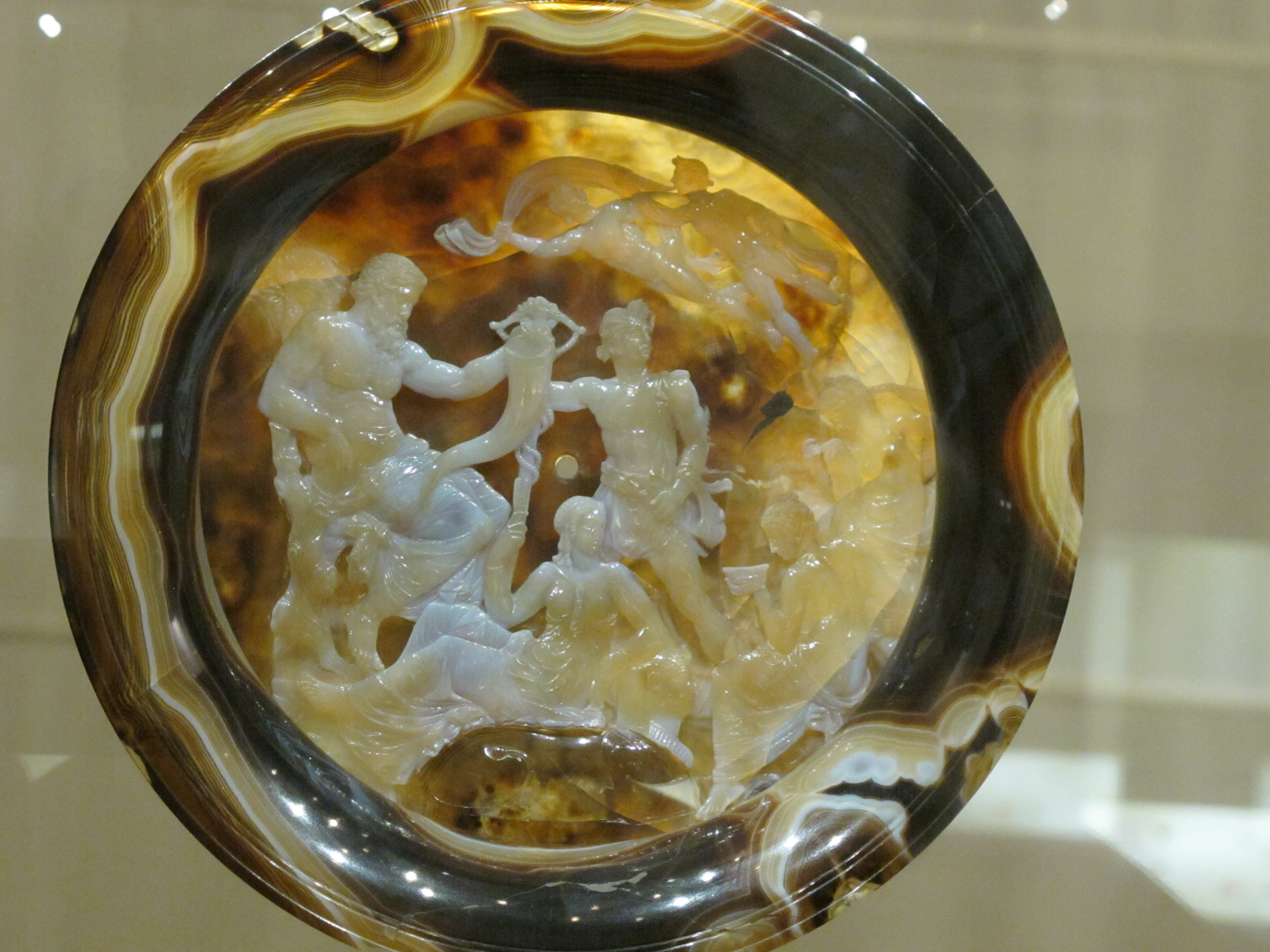
Tazza Farnese

- Antinoo Farnese, II secolo d.C., marmo, h. 200 cm, Museo archeologico nazionale, Napoli
- Atlante Farnese, II secolo d.C., marmo, h. 185 cm, Museo archeologico nazionale, Napoli
- Ercole Farnese, III secolo d.C., marmo, h. 317 cm, Museo archeologico nazionale, Napoli
- Ercole Latino, III secolo d.C., marmo, h. 200 cm, Reggia di Caserta
- Eros Farnese, II secolo d.C., marmo, Museo archeologico nazionale, Napoli
- Lare Farnese (Genius populi romani), II secolo d.C., marmo bianco, h. 396 cm, Museo archeologico nazionale, Napoli
- Tazza Farnese, II-I secolo a.C., agata sardonica, 20 cm diametro, Museo archeologico nazionale, Napoli
- Toro Farnese, II secolo a.C.-III secolo d.C., marmo, 370×295×300 cm, Museo archeologico nazionale, Napoli
- Venere Callipigia, II secolo d.C., marmo, h. 160 cm, Museo archeologico nazionale, Napoli

#### Provenienza borbonica dagli scavi vesuviani e flegrei

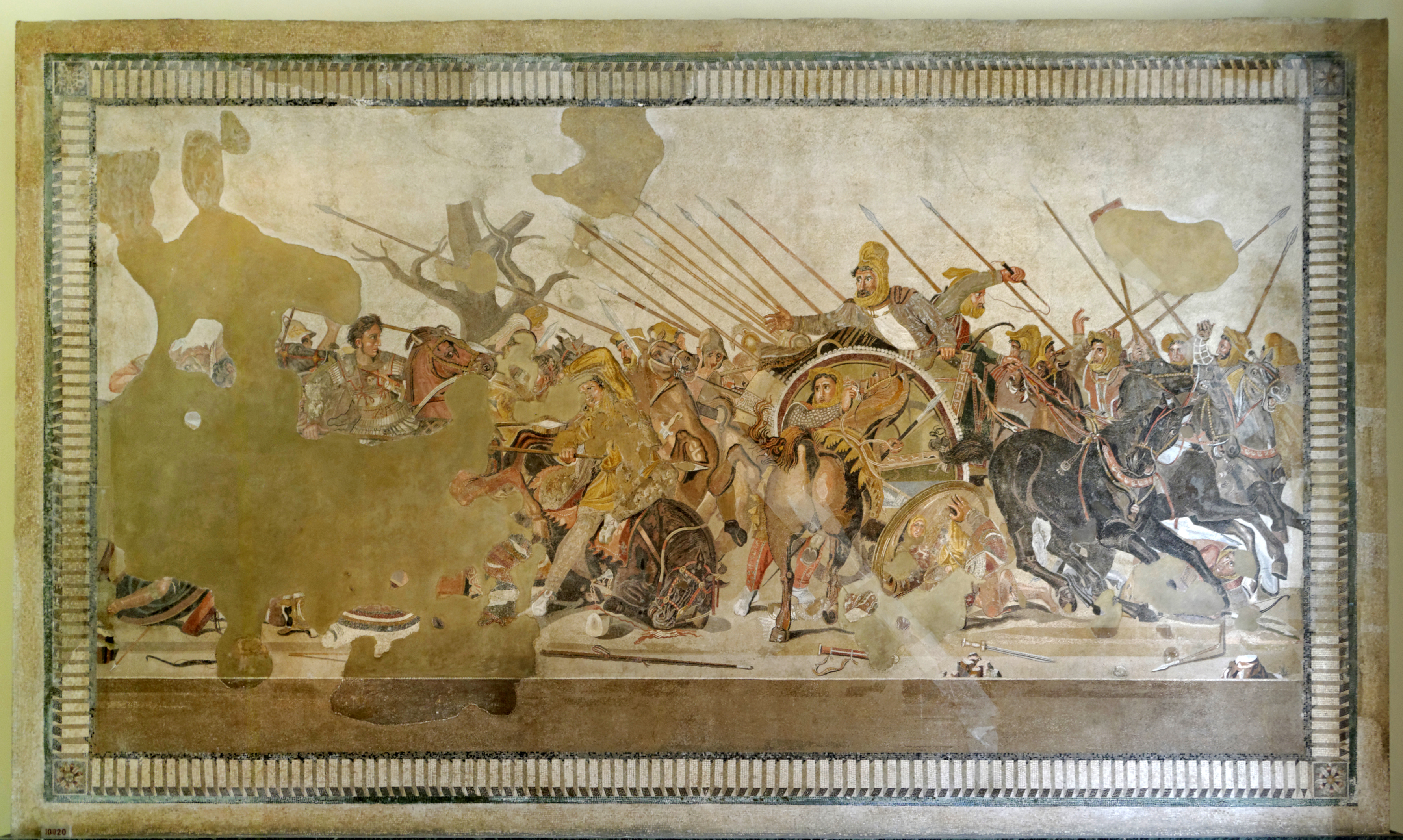
Battaglia di Isso (mosaico)

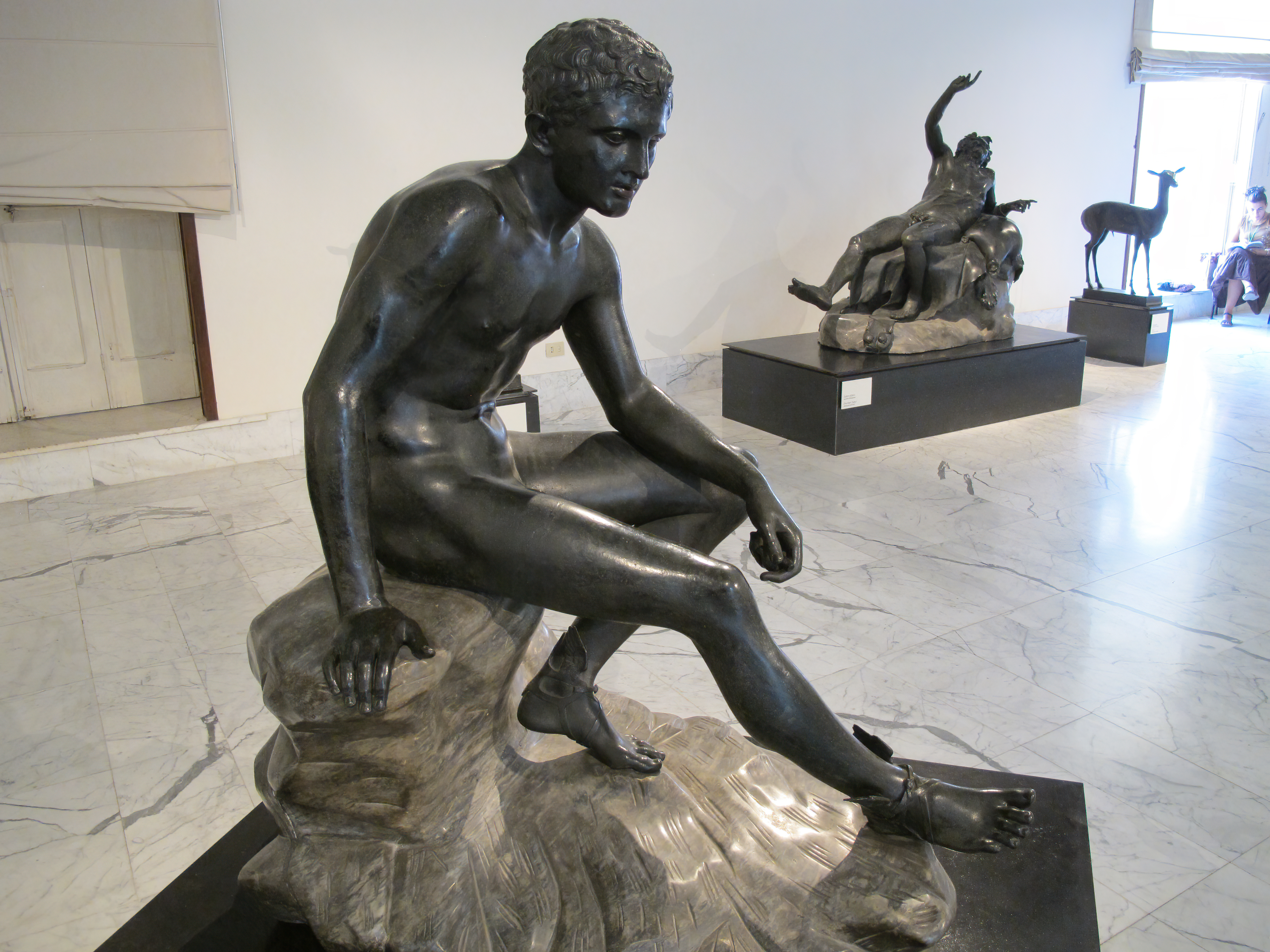
Hermes in riposo (sullo sfondo il Satiro dormiente)

- Atena Promachos, marmo, Museo archeologico nazionale, Napoli
- Battaglia di Isso, mosaico, Museo archeologico nazionale, Napoli
- Corridori (×2), bronzi, Museo archeologico nazionale, Napoli
- Danzatrici (×5), bronzi, Museo archeologico nazionale, Napoli
- Doriforo, marmo, Museo archeologico nazionale, Napoli
- Ercole abbatte la cerva di Cerinea, bronzetto, Museo archeologico regionale, Palermo
- Eschine, Museo archeologico nazionale, Napoli
- Fauno danzante, bronzetto, Museo archeologico nazionale, Napoli
- Hermes in riposo, bronzo, Museo archeologico nazionale, Napoli
- Pan con la capra, marmo, Museo archeologico nazionale, Napoli
- Papiri di Ercolano, Biblioteca nazionale, Napoli
- Satiro dormiente, bronzo, Museo archeologico nazionale, Napoli
- Satiro versante, marmo, Museo archeologico regionale, Palermo (fu donato da re Ferdinando II)
- Testa di Omero, marmo, Museo archeologico nazionale, Napoli
- Testa di Pseudo-Seneca, bronzo, Museo archeologico nazionale, Napoli
- Vari affreschi e sculture del Gabinetto Segreto, Museo archeologico nazionale, Napoli

#### Provenienza borbonica da altri scavi
- Pallade di Velletri, Museo del Louvre, Parigi[54]

### Dipinti e sculture

#### Provenienza farnesiana

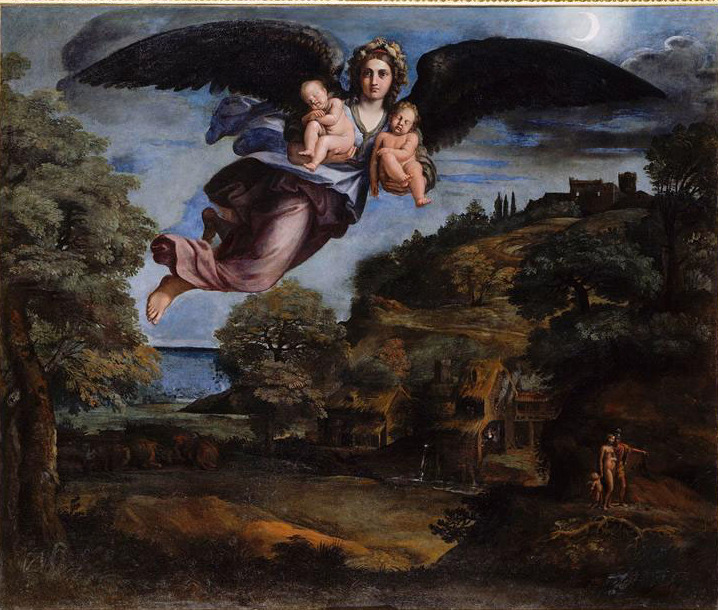
Annibale Carracci, La Notte

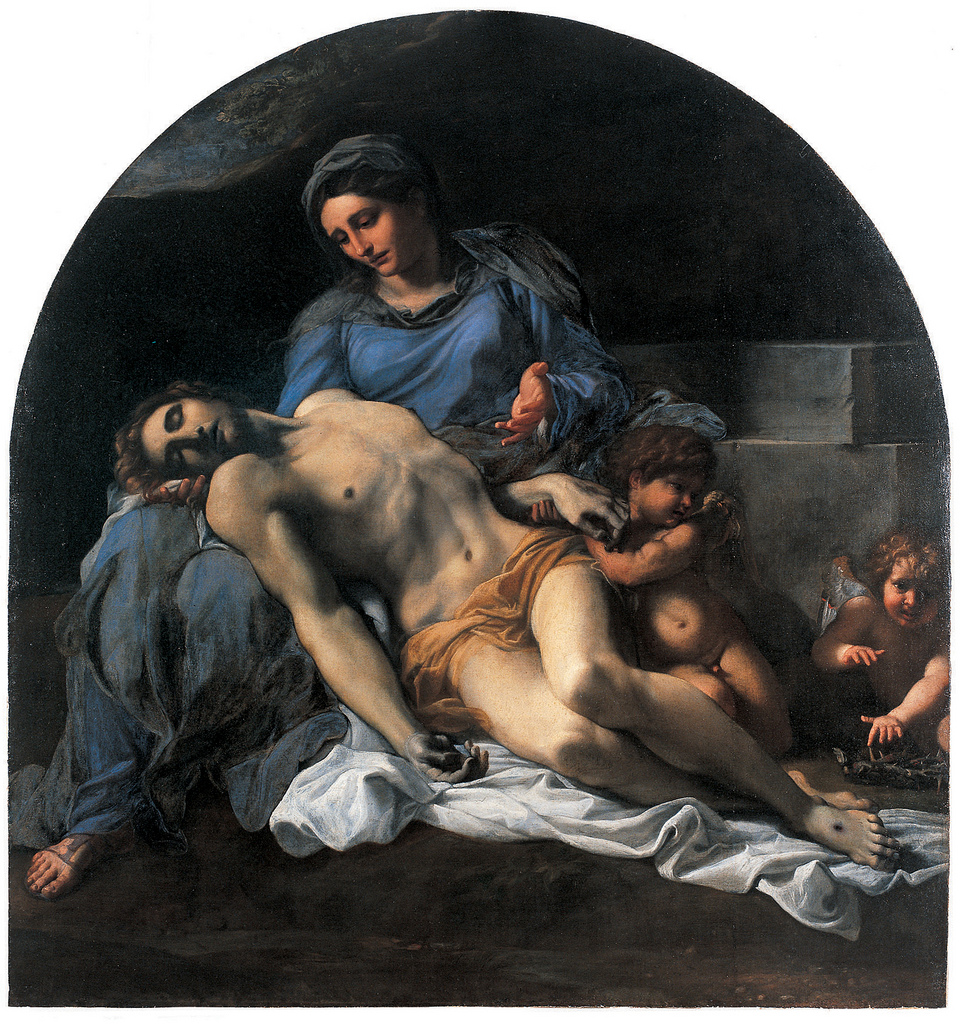
Annibale Carracci, Pietà

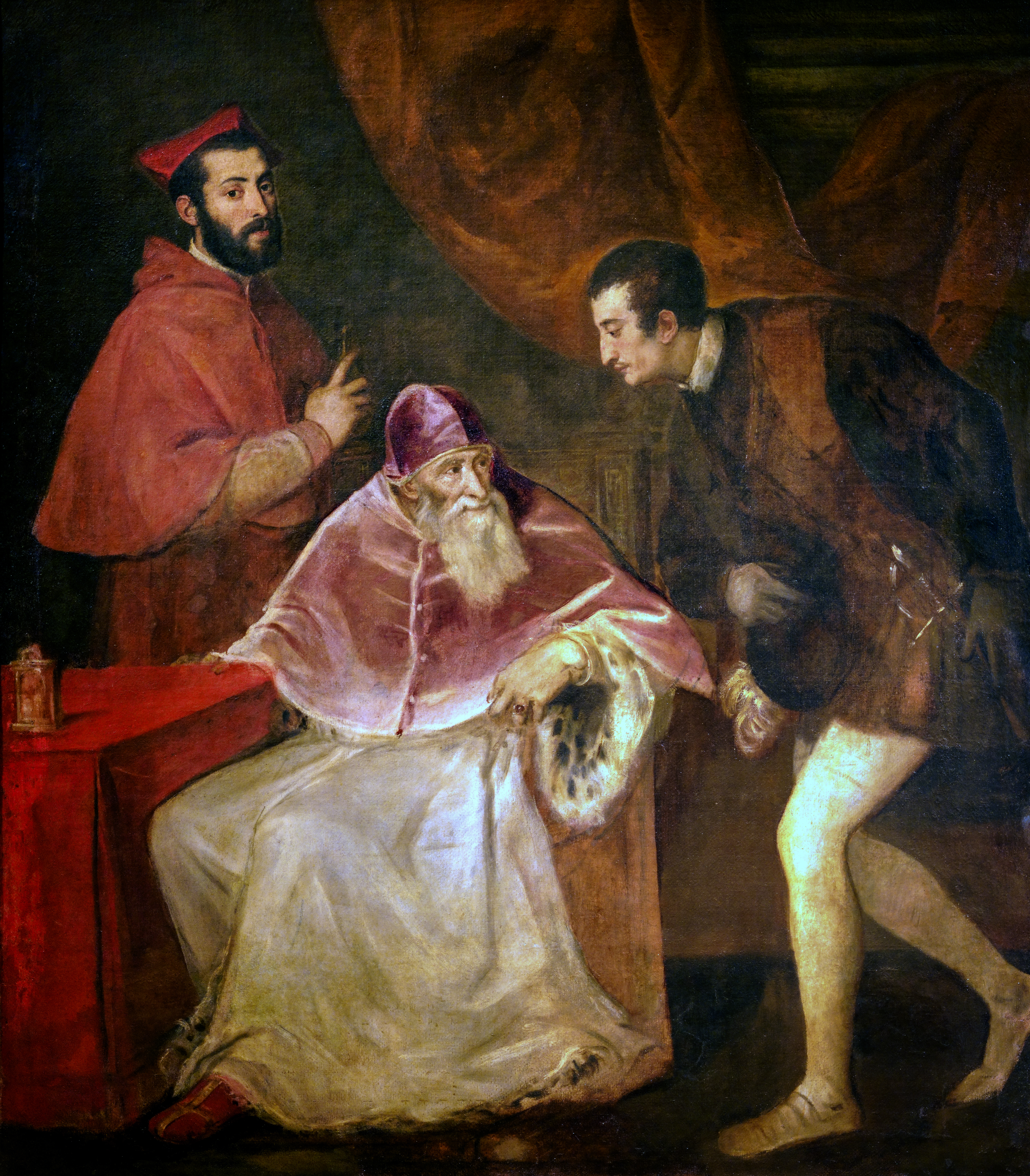
Tiziano, Ritratto di Paolo III con i nipoti Alessandro e Ottavio Farnese

- Giovanni Bellini, Trasfigurazione di Cristo, olio su tavola, 116×154 cm, 1478-1479, Museo nazionale di Capodimonte, Napoli
- Pieter Bruegel il Vecchio, Misantropo, tempera su tela, 86×85 cm, 1568, Museo nazionale di Capodimonte, Napoli
- Pieter Bruegel il Vecchio, Parabola dei ciechi, tempera su tela, 86×154 cm, 1568, Museo nazionale di Capodimonte, Napoli
- Annibale Carracci, Arcangelo Gabriele tra angeli musicanti e cherubini, olio su tela, 249×212 cm, 1597-1599, Musée Condé, Chantilly
- Annibale Carracci, Aurora, olio su tela, 119×159 cm, 1602-1605, Musée Condé, Chantilly
- Annibale Carracci, Ercole al bivio, olio su tela, 167×237 cm, 1595-1596, Museo nazionale di Capodimonte, Napoli
- Annibale Carracci, La Notte, olio su tela, 128×155 cm, 1602-1605, Musée Condé, Chantilly
- Annibale Carracci, Pietà, olio su tela, 156×149 cm, 1599-1600 circa, Museo nazionale di Capodimonte, Napoli
- Annibale Carracci, Rinaldo e Armida, olio su tela, 154×233 cm, 1601 circa, Museo nazionale di Capodimonte, Napoli
- Annibale Carracci, Sposalizio mistico di santa Caterina, olio su tela, 160×128 cm, 1585 circa, Museo nazionale di Capodimonte, Napoli
- Annibale Carracci, Venere dormiente con amorini, olio su tela, 190×328 cm, 1602, Musée Condé, Chantilly
- Correggio, La Zingarella, olio su tela, 49×37 cm, 1516-1517 circa, Museo nazionale di Capodimonte, Napoli
- Correggio, Matrimonio mistico di santa Caterina d'Alessandria, olio su tavola, 28×24 cm, 1520 circa, Museo nazionale di Capodimonte, Napoli
- Dosso Dossi, Ritratto di dama, olio su tela, 82×67 cm, 1525-1530, Musée Condé, Chantilly
- Pier Francesco Foschi, Ritratto di uomo (presunto Andrea del Sarto), olio su tavola, 61×44 cm, 1525 circa, Musée Condé, Chantilly
- El Greco, Ragazzo che soffia su un tizzone acceso, olio su tela, 60,5×50,5 cm, 1571-1572, Museo di Capodimonte, Napoli
- El Greco, Ritratto di Giulio Clovio, olio su tavola, 58×86 cm, 1571-1572, Museo di Capodimonte, Napoli
- Girolamo Mazzola Bedoli, Amore che dorme con amorini, olio su tela, 129×114 cm, 1555 circa, Musée Condé, Chantilly
- Raffaello, Madonna del Divino amore,, olio su tavola, 140×109 cm, 1516-1518 circa Museo di Capodimonte, Napoli
- Lorenzo Lotto, Madonna e Bambino con San Pietro Martire, 1503, olio su tavola, 55×88 cm, Museo di Capodimonte, Napoli
- Lorenzo Lotto, Ritratto del vescovo Bernardo de' Rossi, 1505, olio su tavola, 54,7×41,3 cm, Museo di Capodimonte, Napoli
- Andrea Mantegna, Ritratto del cardinale Francesco Gonzaga, 1461 circa, tempera su tavola, 25×18 cm, Museo di Capodimonte, Napoli
- Parmigianino, Antea, Museo nazionale di Capodimonte, Napoli
- Parmigianino, Lucrezia romana, Museo nazionale di Capodimonte, Napoli
- Parmigianino, Ritratto di Gian Galeazzo Sanvitale, Museo nazionale di Capodimonte, Napoli
- Raffaello e Giovan Francesco Penni, Madonna del Passeggio, primo quarto del XVI secolo, olio su tavola, 87×62 cm, Museo di Capodimonte, Napoli
- Raffaello, Ritratto del cardinale Alessandro Farnese, Museo nazionale di Capodimonte, Napoli
- Marinus Van Roymerswaele, Esattori delle imposte, olio su tavola, 1538 circa, Palazzo Reale, Napoli
- Tiziano, Danae, olio su tela, 120×172 cm, 1545, Museo nazionale di Capodimonte, Napoli
- Tiziano, Maddalena penitente, olio su tela, 128×103 cm, 1550-1560 circa, Museo nazionale di Capodimonte, Napoli
- Tiziano, Ritratto di Paolo III con i nipoti Alessandro e Ottavio Farnese, olio su tela, 210×176 cm, 1546, Museo nazionale di Capodimonte, Napoli
- Tiziano, Ritratto di Paolo III con il camauro, olio su tela, 126×103 cm, 1545-1546, Museo nazionale di Capodimonte, Napoli
- Tiziano, Ritratto di Paolo III, olio su tela, 113,7×88,8 cm, 1543, Museo nazionale di Capodimonte, Napoli
- Tiziano, Ritratto di Ranuccio Farnese, olio su tela, 90×74 cm, 1542, National Gallery of Art, Washington

#### Provenienza borbonica dagli acquisti romani di Domenico Venuti tra il 1799 e il 1803

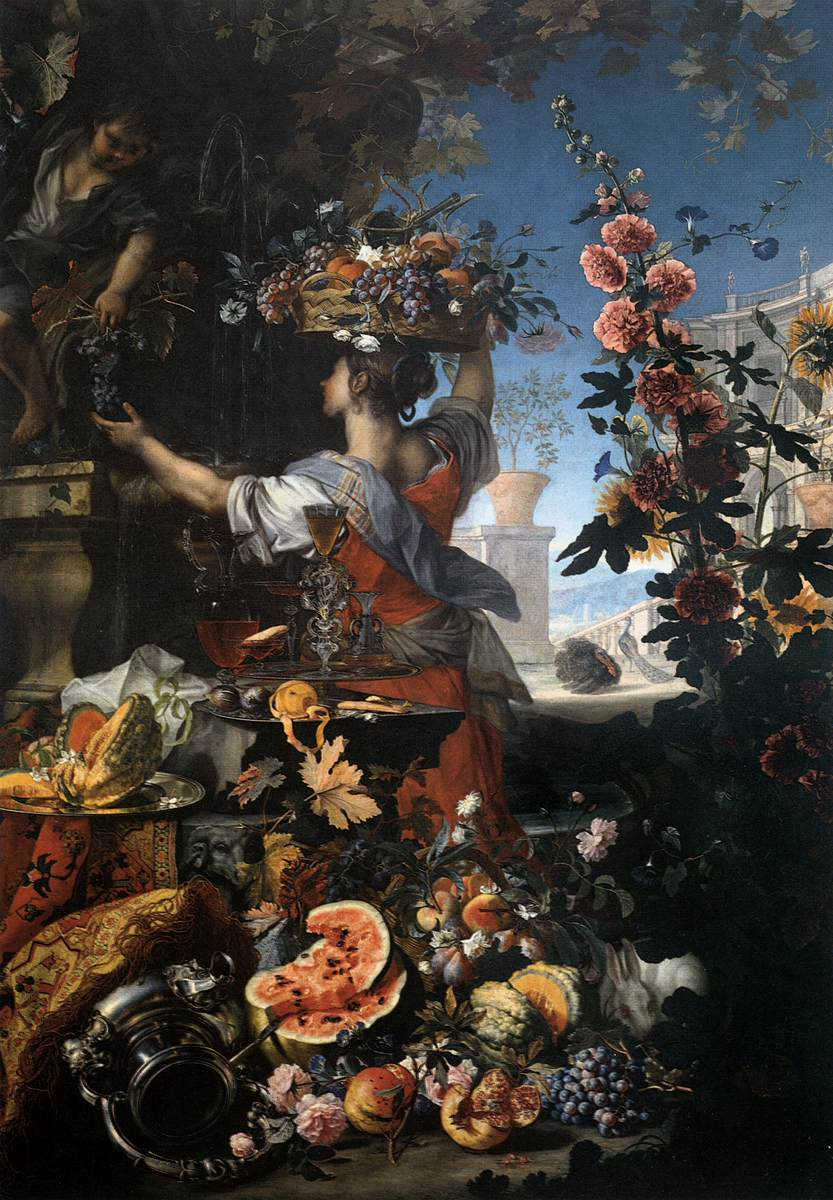
Christian Berentz e Carlo Maratta, Loggia con giardino

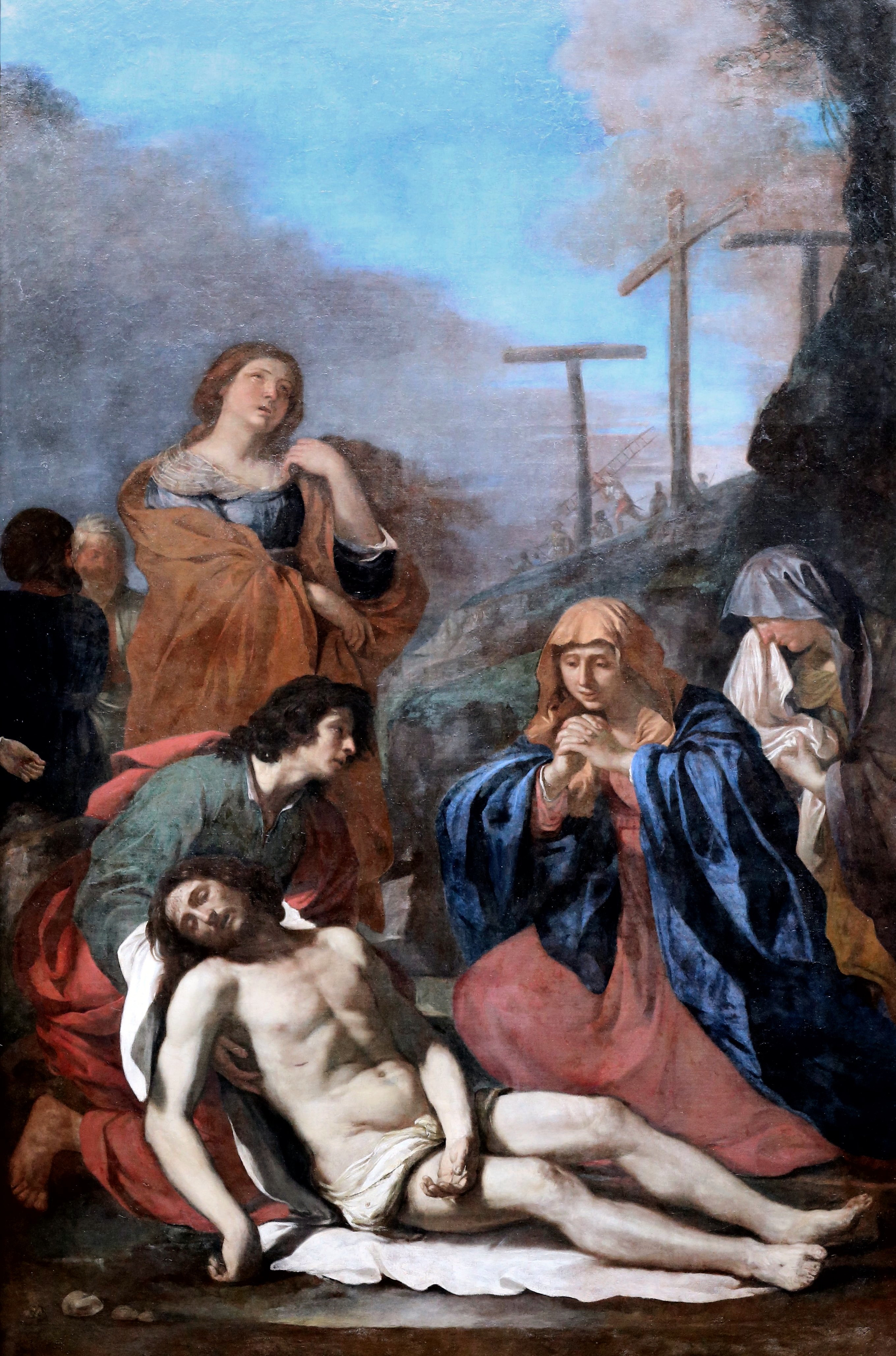
Guercino, Pietà

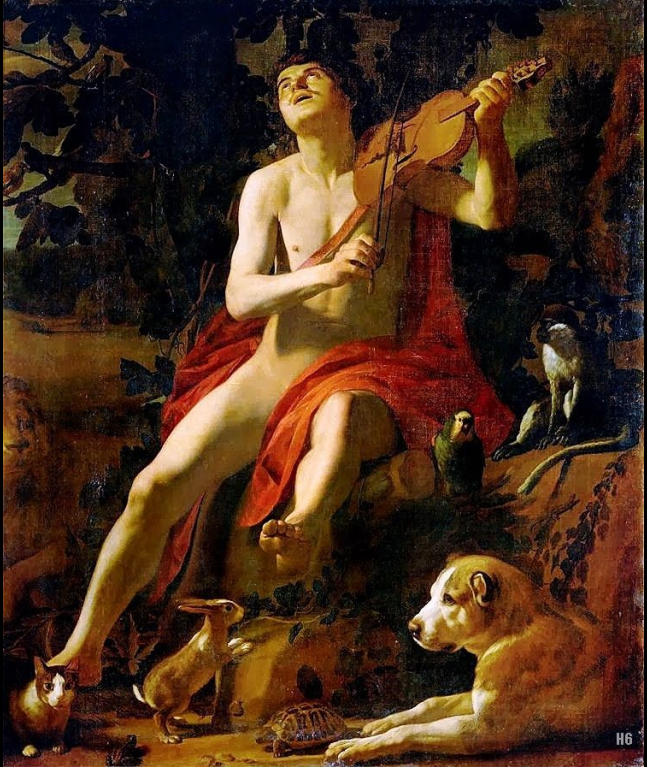
Gerrit van Honthorst, Orfeo incanta gli animali con la musica

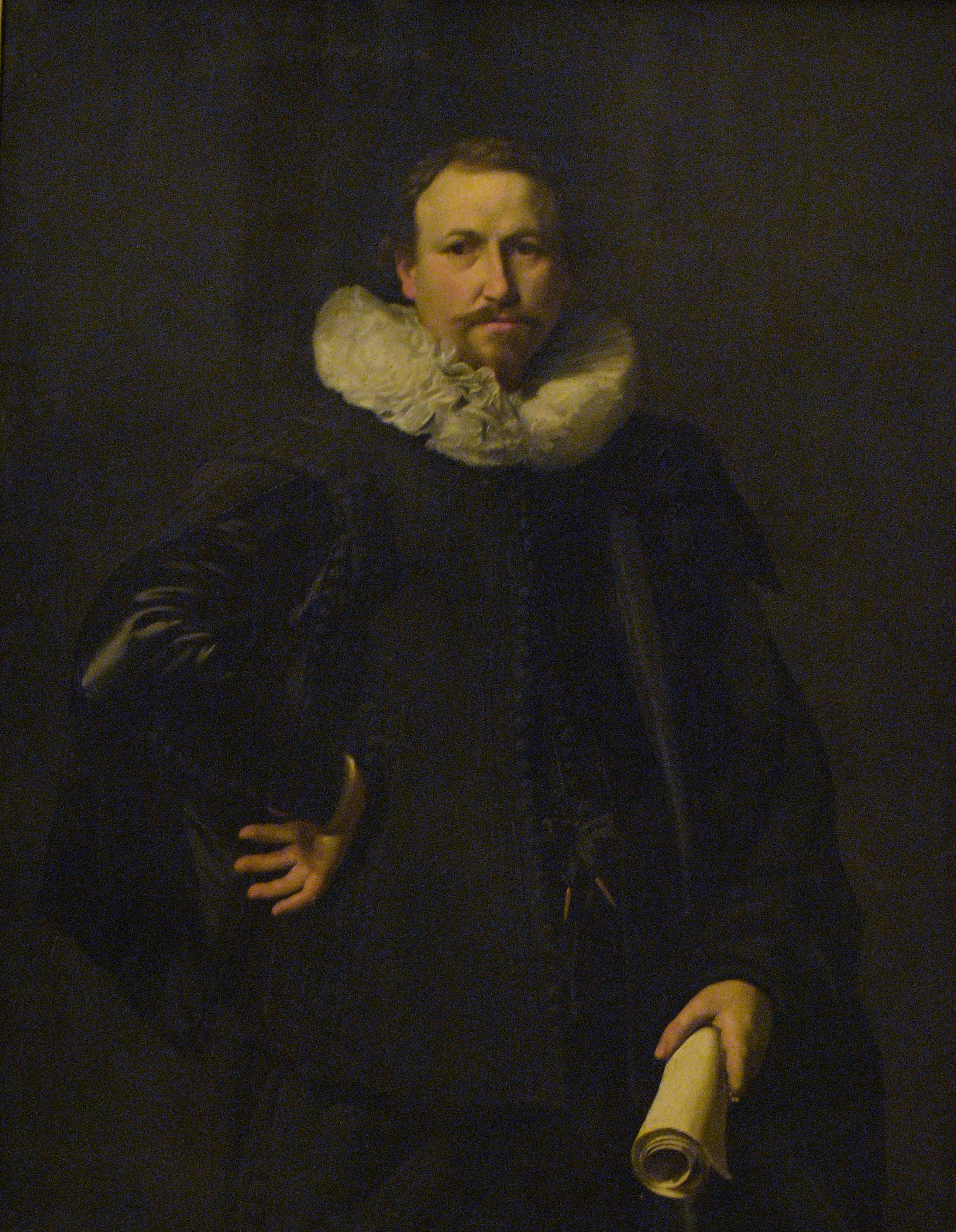
Thomas de Keyser, Ritratto di magistrato

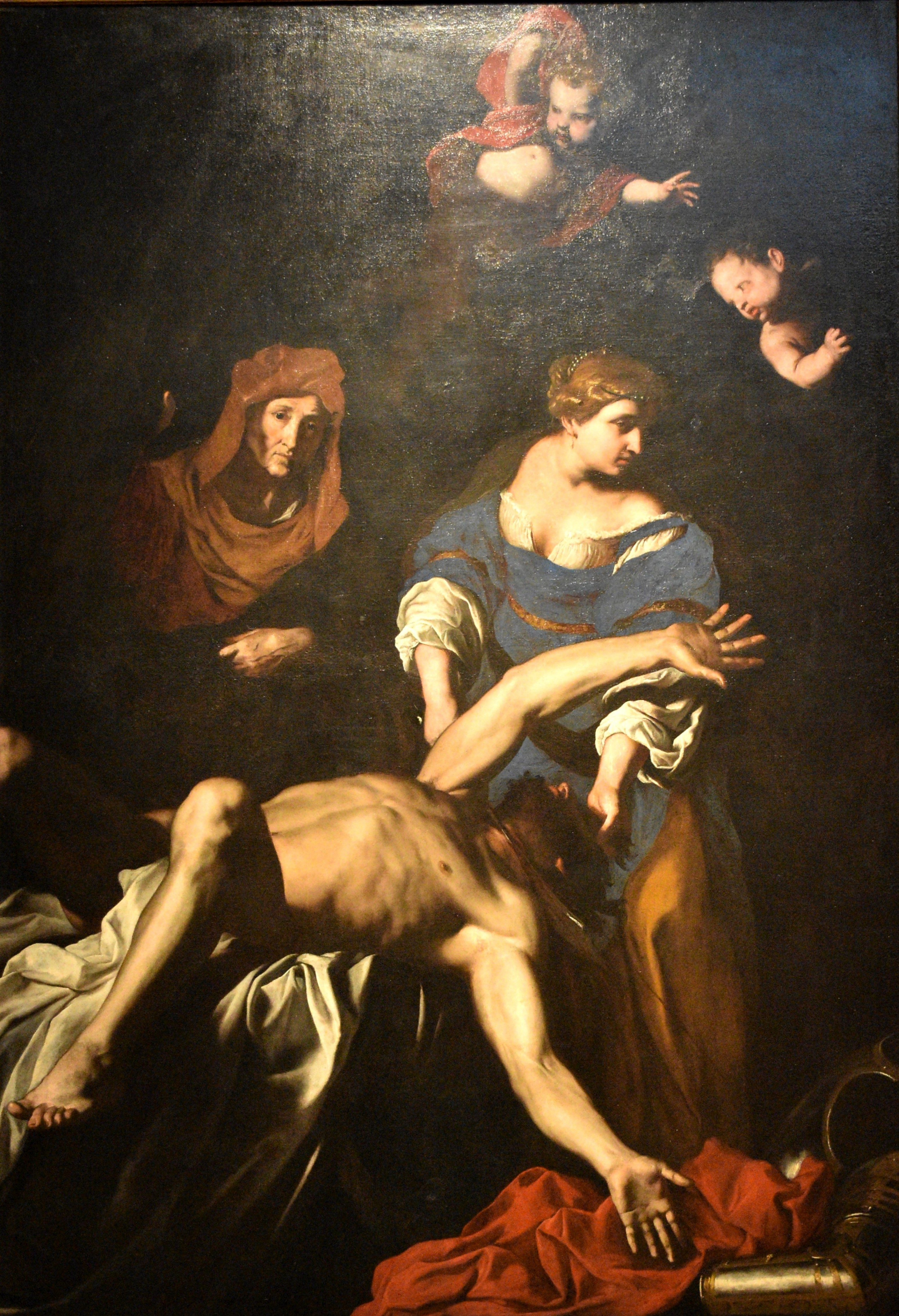
Pietro Novelli, Giuditta che decapita Oloferne

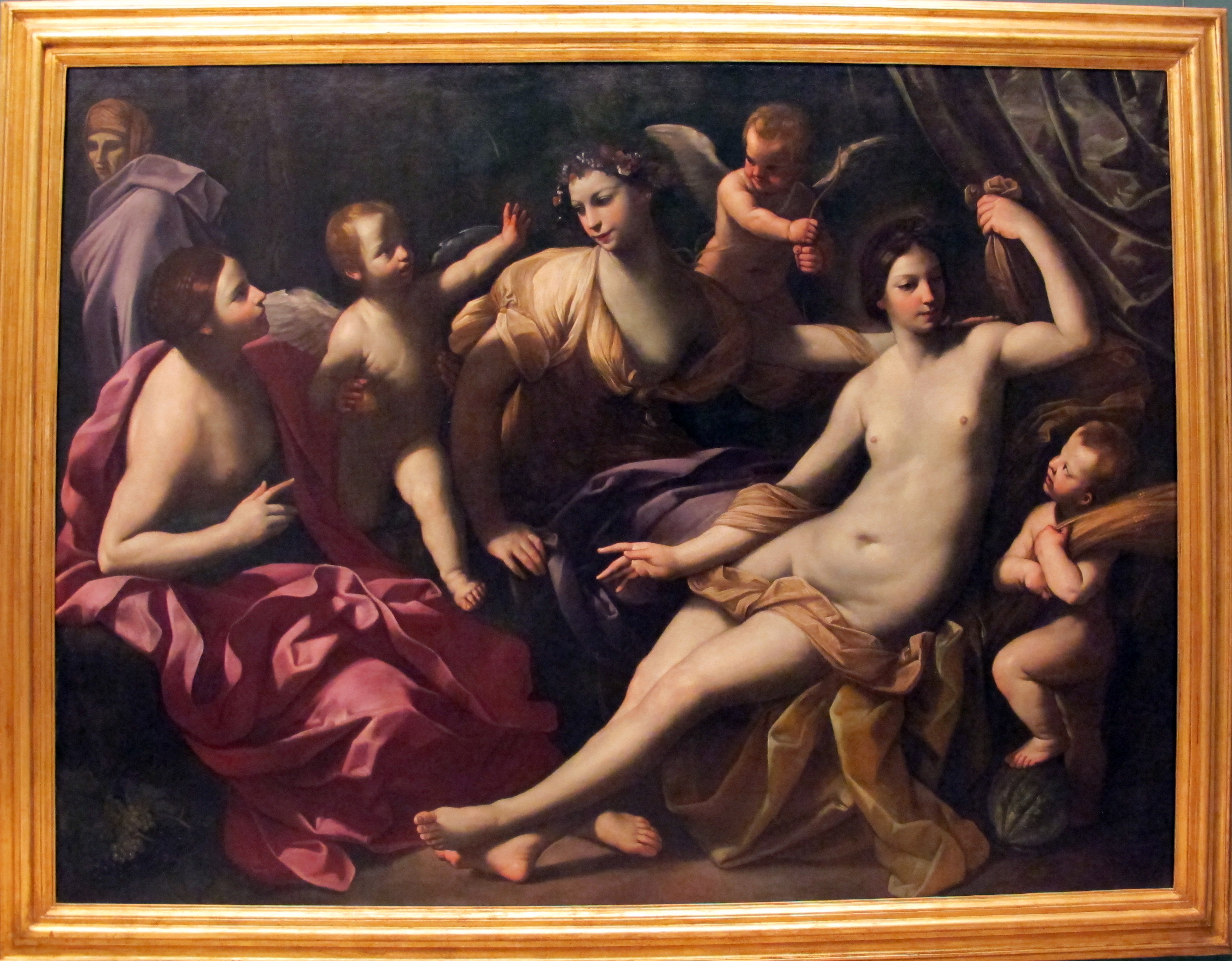
Guido Reni, Quattro stagioni

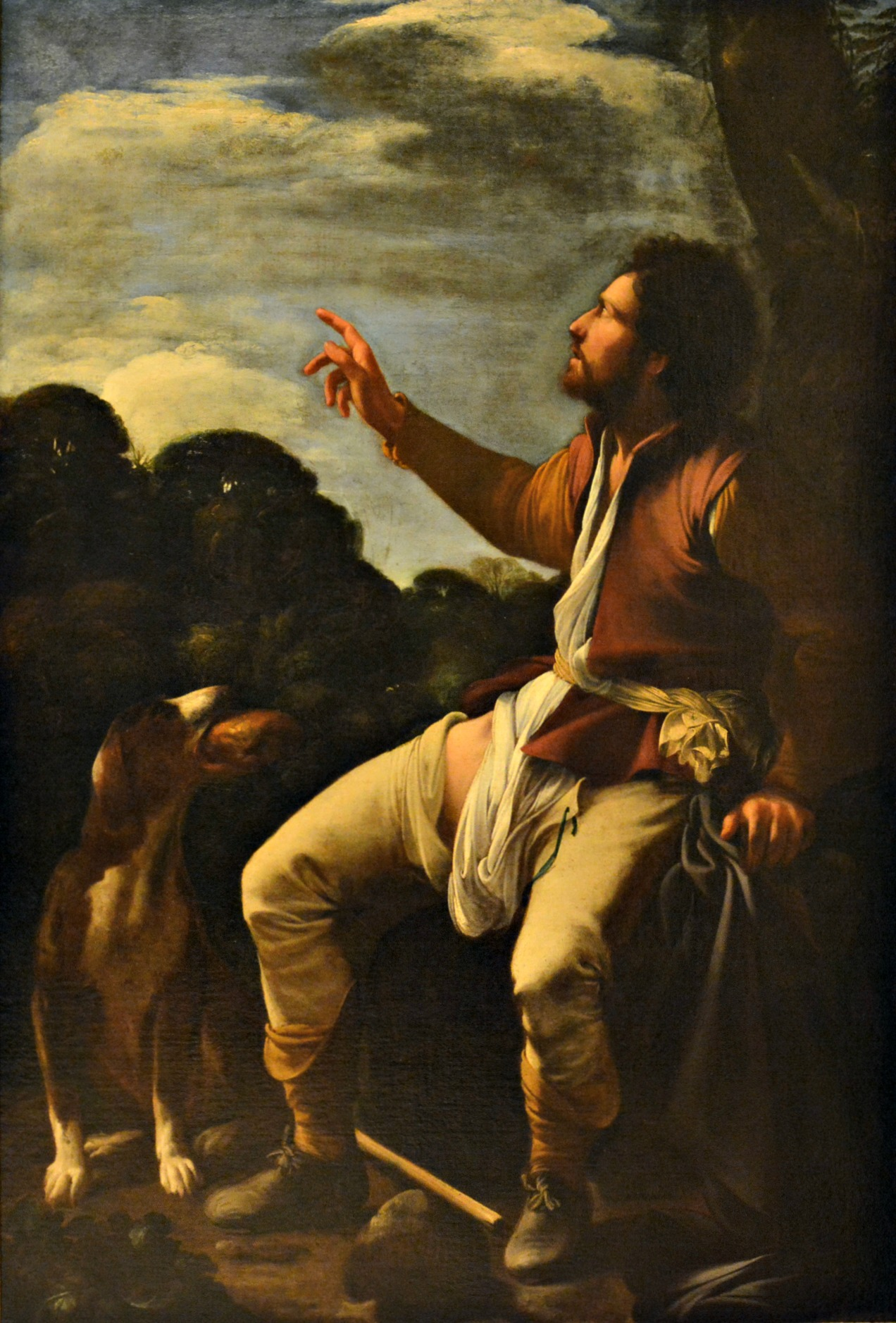
Carlo Saraceni, San Rocco

- Francesco Albani, Maddalena, olio su tela, 84,2× 71,5 cm, prima metà del XVII secolo, Musée Condé, Chantilly
- Alessandro Allori, Cristo in pietà con angelo e San Francesco d'Assisi, olio su tela, 162,5×132 cm, 1593, Musée Condé, Chantilly
- Alessandro Allori, Madonna col Bambino e Santa Elisabetta, olio su tavola , 144×120 cm, 1603, Musée Condé, Chantilly
- Federico Barocci, Addio di Cristo alla madre, olio su tela, 219×191 cm, 1593, Musée Condé, Chantilly
- Federico Barocci (bottega di), Sacra Famiglia, olio su tela, 114×93 cm, 1574-1577, Musée Condé, Chantilly
- Giovanni Battista Benvenuti, Compianto sul Cristo morto, olio su tavola, 273×172 cm, 1520 ca., Museo nazionale di Capodimonte, Napoli
- Christian Berentz e Carlo Maratta, Loggia con giardino, olio su tela, 245×170 cm, 1696, Museo nazionale di Capodimonte, Napoli
- Boccaccio Boccaccino, Adorazione dei pastori, olio su tavola, 127×100 cm, 1500 ca., Museo nazionale di Capodimonte, Napoli
- Botticelli (copia da), Madonna dell'eucaristia, olio su tavola, Musée Condé, Chantilly
- Trophime Bigot, Cena in Emmaus, olio su tela, 121×173 cm, prima metà del XVII secolo, Musée Condé, Chantilly (presumibilmente acquisto di Domenico Venuti del 1802)
- Brescianino, Madonna col Bambino e san Giovannino, olio su tavola ovale, 1500-1520, Museo nazionale di Capodimonte, Napoli (presumibilmente acquisto di Domenico Venuti del 1802)
- Agnolo Bronzino, Madonna con Bambino, sant'Anna e san Giovannino, olio su tavola, 126×100 cm, 1560, Museo nazionale di Capodimonte, Napoli
- Carlo Cignani, Madonna col Bambino, olio su tela, 133×94 cm, 1680 circa, Musée Condé, Chantilly
- Joos van Cleve, Adorazione dei Magi, olio su tavola, 115×95 cm, 1515 ca., Museo nazionale di Capodimonte, Napoli
- Joos van Cleve, Crocifissione, olio su tavola, 90×71 cm (pannello centrale), 1512-1515, Museo nazionale di Capodimonte, Napoli
- Jacopino del Conte, Deposizione, olio su tavola, 257×192 cm, 1545-1550, Musée Condé, Chantilly
- Correggio, Ecce Homo, olio su tavola, 99×80 cm, 1526 circa, National Gallery, Londra
- Gaspard Dughet, Paesaggio, olio su tela, 105×134 cm, 1635 circa, Musée Condé, Chantilly
- Antoon van Dyck, Ritratto di Guglielmo di Neubourg, olio su tela, 130×99 cm, secondo quarto del XVII secolo, Musée Condé, Chantilly (presumibilmente acquistato da Domenico Venuti nel 1802)
- Fra Bartolomeo, Assunzione della Vergine con san Giovanni Battista e santa Caterina d'Alessandria, olio su tavola, 311×203 cm, 1516, Museo nazionale di Capodimonte, Napoli
- Antiveduto Grammatica, San Giovanni Evangelista a Patmos, olio su tela, 1619-1620, Museo nazionale di Capodimonte, Napoli (in sottoconsegna all’Avvocatura Distrettuale dello Stato)
- Guercino, Pietà, olio su tela, 273×177 cm, 1637-1640, Musée Condé, Chantilly
- Gerrit van Honthorst, Orfeo incanta gli animali con la musica, olio su tela, 320×240 cm, prima metà del XVII secolo, Palazzo Reale, Napoli
- Ignoto artista caravaggesco, Santa Prassade, olio su tela, Palazzo Reale, Napoli
- Ignoto artista romano, Ritratto di Asdrubale Mattei, olio su tela, 132×97 cm, 1545-1550, Musée Condé, Chantilly
- Ignoto artista romano, Ritratto di uomo, olio su tela, 106×84 cm, 1580 circa, Musée Condé, Chantilly
- Thomas de Keyser, Ritratto di magistrato, olio su tela, 116×86 cm, 1647, Museo nazionale di Capodimonte, Napoli
- Ottavio Leoni, Ritratto di Paolo Giordano II Orsini in abito nero, olio su tela, 1628-1630, Museo nazionale di Capodimonte, Napoli (in sottoconsegna a palazzo Montecitorio di Roma)
- Filippino Lippi, Annunciazione e santi, olio su tavola, 114×122 cm, 1485 circa, Museo nazionale di Capodimonte, Napoli
- Claude Lorrain, Paesaggio con la ninfa Egeria, olio su tela, 155×199 cm, 1669, Museo nazionale di Capodimonte, Napoli
- Bernardino Luini, Madonna col Bambino, olio su tavola, 84×65 cm, 1510-1520, Museo nazionale di Capodimonte, Napoli
- Bernardino Luini (bottega di), Natività, olio su tela, 127×99 cm, post 1525, Musée Condé, Chantilly
- Bartolomeo Manfredi, San Giovanni Battista (copia da Caravaggio, versione di Kansas City), olio su tela, 1600-1610, Palazzo Reale, Napoli
- Michiel van Mierevelt, Ritratto di Hugo Grotius, olio su tavola, 63×51 cm, XVII secolo, Musée Condé, Chantilly (presumibilmente acquistato da Domenico Venuti nel 1802)
- Michiel van Mierevelt, Ritratto di Janus Rutgerius, olio su tavola, 64×52 cm, 1625-1640, Musée Condé, Chantilly (presumibilmente acquistato da Domenico Venuti nel 1802)
- Michiel van Mierevelt, Ritratto di Gissot, non rintracciato (presumibilmente acquistato da Domenico Venuti nel 1802)
- Giovan Battista Moroni, Ritratto di Angelica Agliardi de' Nicolinis, olio su tela, 98×81 cm, 1564-1565, Musée Condé, Chantilly
- Giovan Battista Moroni, Ritratto di Bonifacio Agliardi, olio su tela, 98×81 cm, 1564-1565, Musée Condé, Chantilly
- Pietro Novelli, Giuditta e Oloferne, olio su tela, 241×167 cm, 1637 ca., Museo nazionale di Capodimonte, Napoli (registrata per la prima volta nel 1802 nel palazzo Francavilla a Napoli, probabilmente un acquisto di Domenico Venuti a Roma nei primi dell'Ottocento giacché l'opera era nella collezione romana di Noè Fagiani)
- Jacob Cornelisz van Oostsanen, Adorazione del Bambino, olio su tavola, 128×177 cm, 1512, Museo nazionale di Capodimonte, Napoli
- Perugino, Madonna col Bambino, tempera su tavola, 94×64 cm, 1496-1498, Museo nazionale di Capodimonte, Napoli
- Niccolò Pisano, Madonna col Bambino in trono tra san Francesco, sant'Antonio e due donatori, olio su tela, 200×112 cm, XVI secolo, Musée Condé, Chantilly
- Mattia Preti, Andata al Calvario, olio su tela, 210×260 cm, 1655-1656, Museo nazionale di Capodimonte, Napoli
- Mattia Preti, Ecce Homo, olio su tela, 205×259 cm, 1655-1656, Musée Condé, Chantilly
- Mattia Preti, Ritorno del figliol prodigo (vers. Palazzo Reale), olio su tela, 206×283 cm, 1658, Palazzo Reale, Napoli
- Scipione Pulzone, Ritratto di uomo, olio su tela, 107×94 cm, 1578, Musée Condé, Chantilly
- Raffaello, Eterno tra cherubini e testa di Madonna, olio su tavola, 112×115 cm, 1500-1501, Museo nazionale di Capodimonte, Napoli
- Raffaello (copia da), Madonna col Bambino (cosiddetta Madonna Bridgewater), olio su tavola, 1507 circa, Museo nazionale di Capodimonte, Napoli
- Raffaello, Madonna col Bambino in trono con i santi Giovannino, Pietro, Caterina d'Alessandria, Paolo, Cecilia, Dio Padre benedicente e due angeli e serafini, Metropolitan Museum of Art, New York
- Raffaello, Madonna del velo, olio su tavola, 120×90 cm, 1511-1512, Musée Condé, Chantilly
- Guido Reni, Atalanta e Ippomene, olio su tela, 192×264 cm, 1615-1618 o 1620-1625 circa, Museo nazionale di Capodimonte, Napoli
- Guido Reni, Madonna col Bambino e angeli, olio su tela, 183×147 cm, 1631-1632 circa, Musée Condé, Chantilly
- Guido Reni, Quattro stagioni, olio su tela, 175×230 cm, 1617-1620 ca., Museo nazionale di Capodimonte, Napoli
- Salvator Rosa, Geremia tratto fuori dalla fossa, olio su tela, 268×178 cm, post 1662, Musée Condé, Chantilly
- Salvator Rosa, Daniele nella fossa dei leoni con Abacuc, olio su tela, 268×178 cm, post 1662, Musée Condé, Chantilly
- Salvator Rosa, Tobia e l'angelo, olio su tela, 137×100 cm, post 1662, Musée Condé, Chantilly
- Salvator Rosa, Resurrezione di Lazzaro, olio su tela, 137×100 cm, 1662-1673, Musée Condé, Chantilly
- Salvator Rosa, Resurrezione di Cristo, olio su tela, 109×96 cm, post 1662, Musée Condé, Chantilly
- Salvator Rosa, Cristo al Calvario, olio su tela, 126×176 cm, 1662-1673, Musée Condé, Chantilly
- Salvator Rosa, Pan e Siringa, non rintracciato
- Salvator Rosa, Paesaggio marino con pescatori, olio su tela, 50×68 cm, 1660-1665, Musée Condé, Chantilly
- Salvator Rosa, Paesaggio marino con figure e torre, olio su tela, 50×68 cm, 1660-1665, Musée Condé, Chantilly
- Salvator Rosa, Paesaggio con san Girolamo, olio su tela, 79×67 cm, 1670-1673, Musée Condé, Chantilly
- Salvator Rosa, Paesaggio montuoso con san Girolamo sotto una roccia scoscesa,[55] 121×167 cm, 1657-1659, collezione privata
- Salvator Rosa (attribuito), Paesaggio con eremita, olio su tela, 70×67 cm, 1675-1700, Musée Condé, Chantilly
- Salvator Rosa, Paesaggio con la tentazione di Gesù Cristo, olio su tela, 98,5×98,5 cm, 1680, Musée Condé, Chantilly
- Salvator Rosa, Paesaggio con cascata e pastore a guardia del gregge, olio su tela, 250×170 cm, 1650-1675, Musée Condé, Chantilly
- Salvator Rosa, Paesaggio con una roccia che forma un porticato e tre figure, olio su tela, 250×170 cm, 1650-1675, Musée Condé, Chantilly
- Carlo Saraceni, San Rocco, olio su tela, 174×119 cm, 1611-1612, Museo nazionale di Capodimonte, Napoli
- Sassoferrato, Sacra Famiglia, olio su tela, 72×93 cm, 1640-1650, Musée Condé, Chantilly
- Andrea Schiavone, Cristo dinanzi a Pilato, olio su tela, 133×264 cm, 1560 ca., Museo nazionale di Capodimonte, Napoli
- Luca Signorelli, Adorazione del Bambino, olio su tavola, 142×179 cm, 1493-1496 circa, Museo nazionale di Capodimonte, Napoli
- Lionello Spada, Cristo coronato di spine, olio su tela, 98,5×98,5 cm, 1608, Musée Condé, Chantilly
- Spadarino, Gesù tra i dottori, olio su tela, 150×118 cm, 1620-1630, Palazzo Reale, Napoli
- Matthias Stomer, Sara porta Agar ad Abramo, olio su tela, 150×204 cm, Musée Condé, Chantilly
- Pietro Testa, Profezia di Basilide, olio su tela, 205×134 cm, 1614-1616 circa, Museo nazionale di Capodimonte, Napoli
- Perin del Vaga, Sacra Famiglia, olio su tela, 10×9,1 cm, 1539-1540, Musée Condé, Chantilly
- Benedetto Zalone (attribuito a), Gesù Zaccaria san Giovannino, olio su tela,  94×131 cm, 1630-1640, Musée Condé, Chantilly

#### Provenienza borbonica dagli acquisti di collezioni napoletane

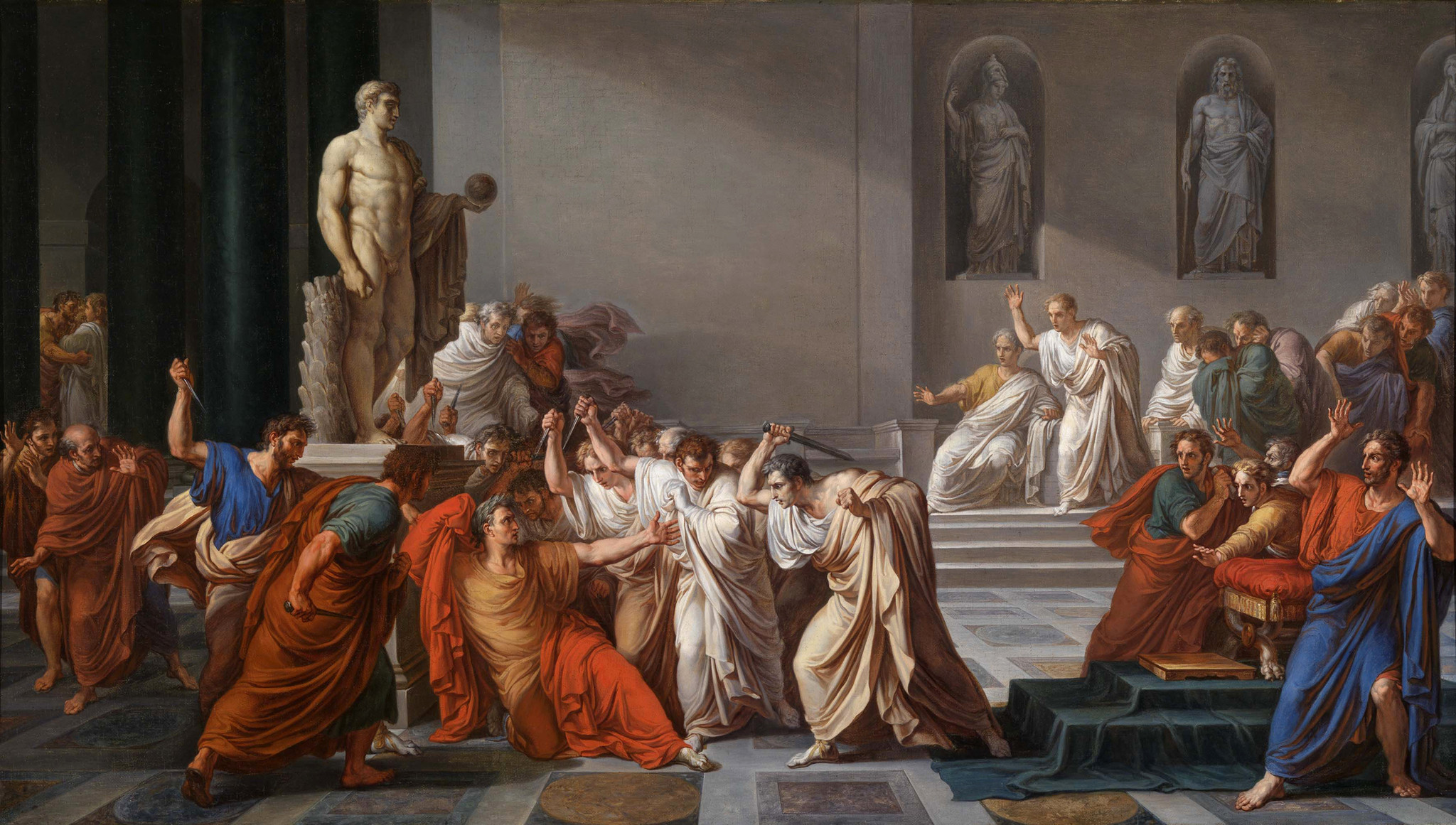
Vincenzo Camuccini, Morte di Giulio Cesare

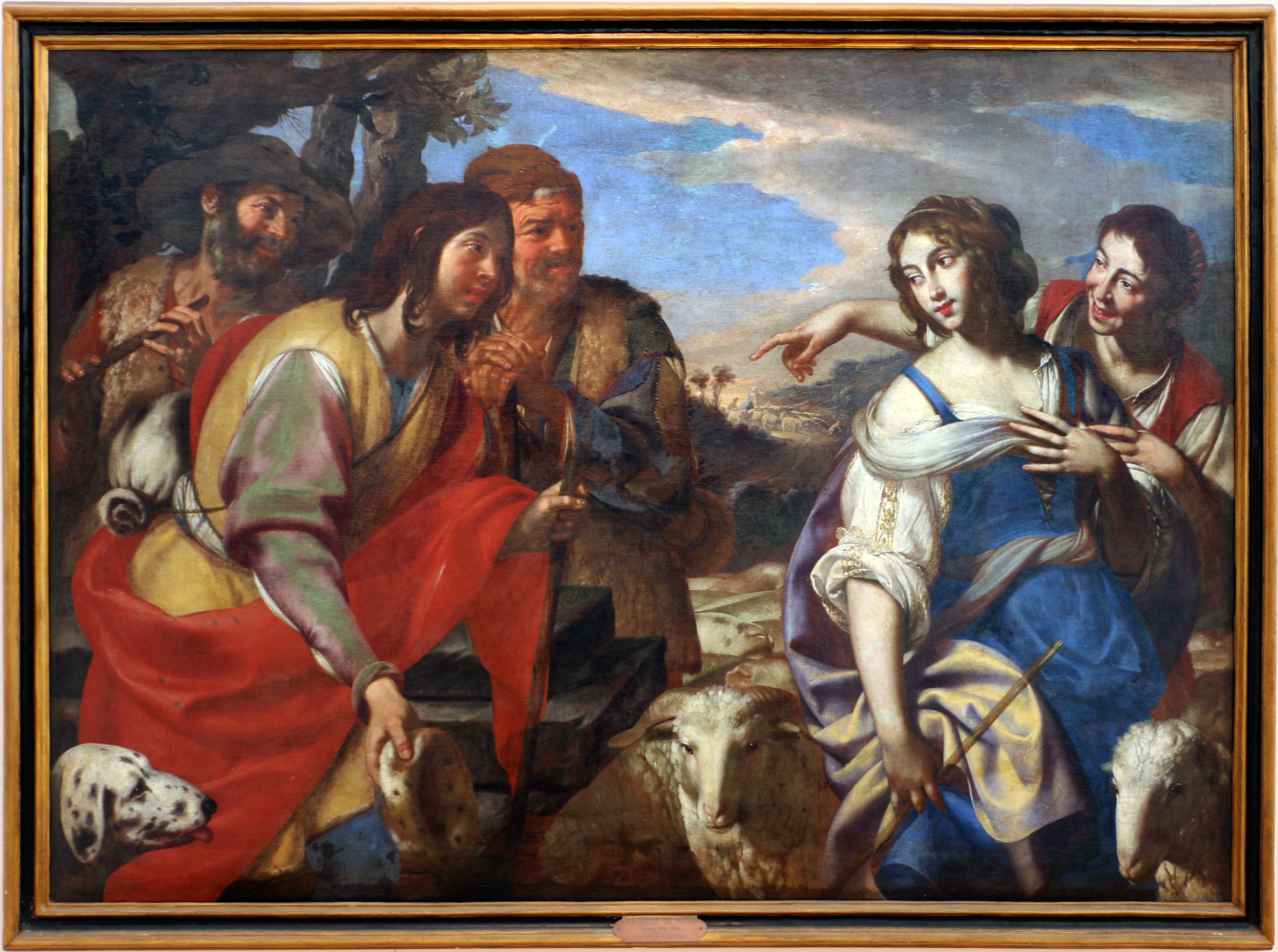
Pacecco De Rosa, Incontro di Rachele e Giacobbe

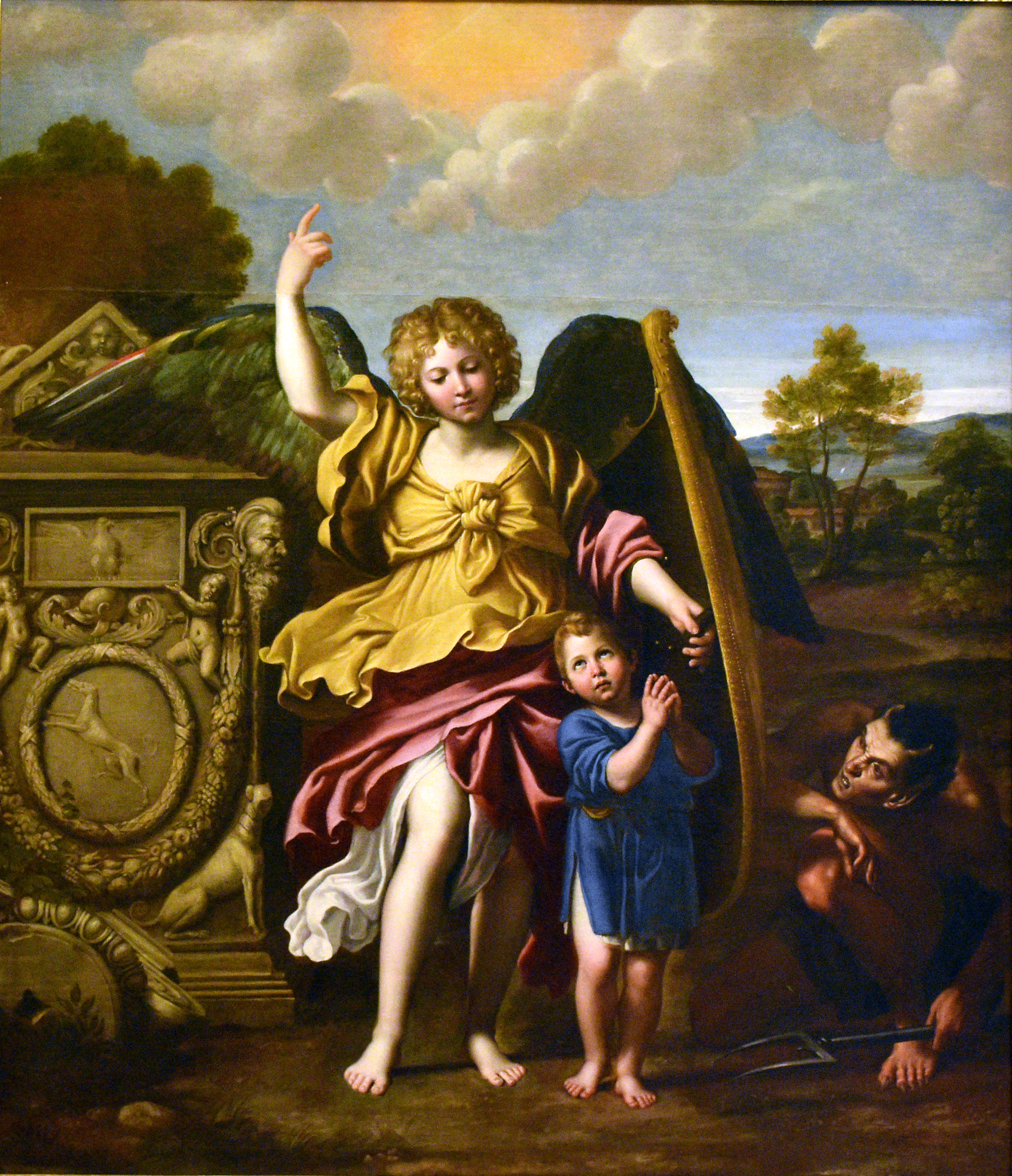
Domenichino, Angelo custode

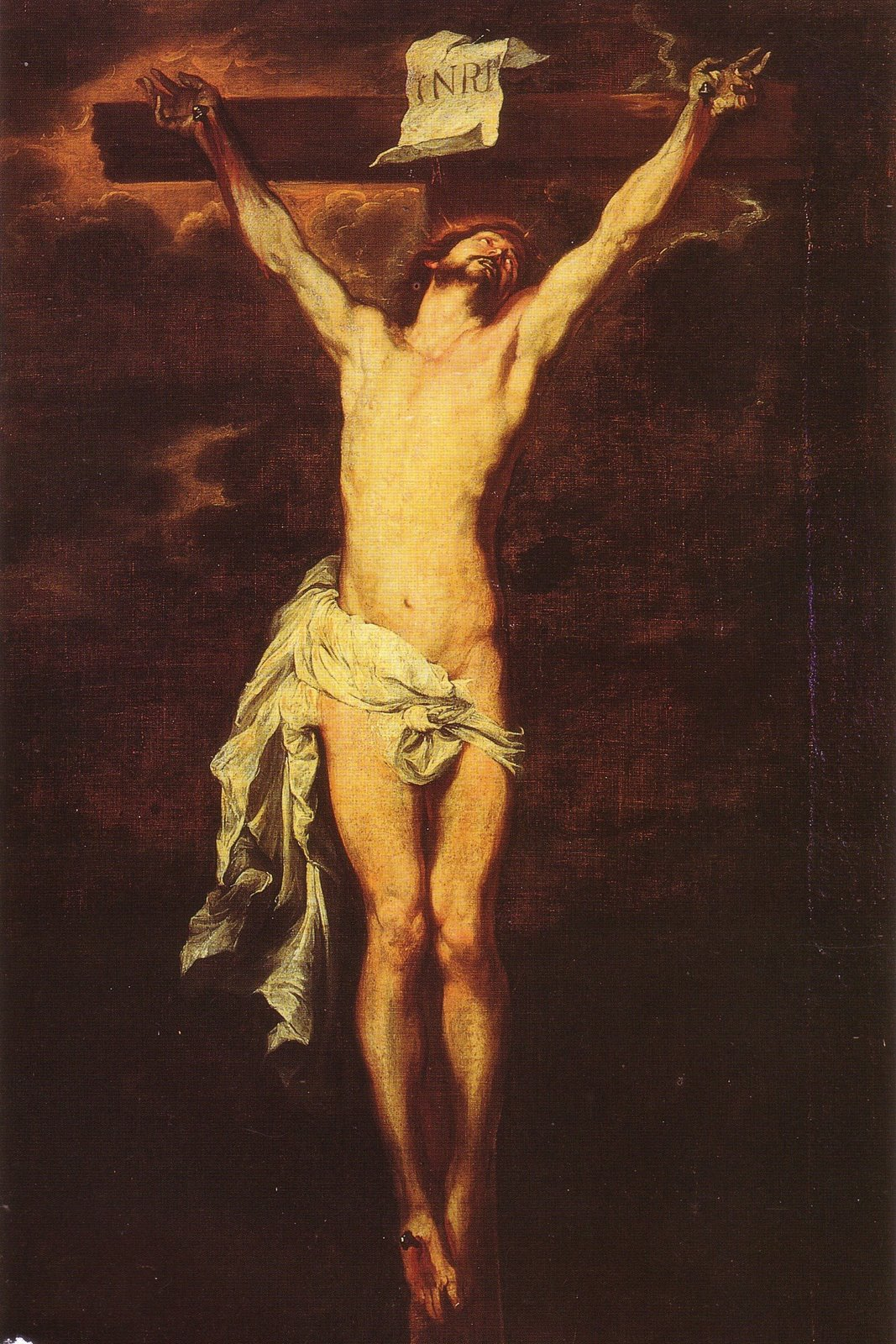
Antoon van Dyck, Cristo crocifisso

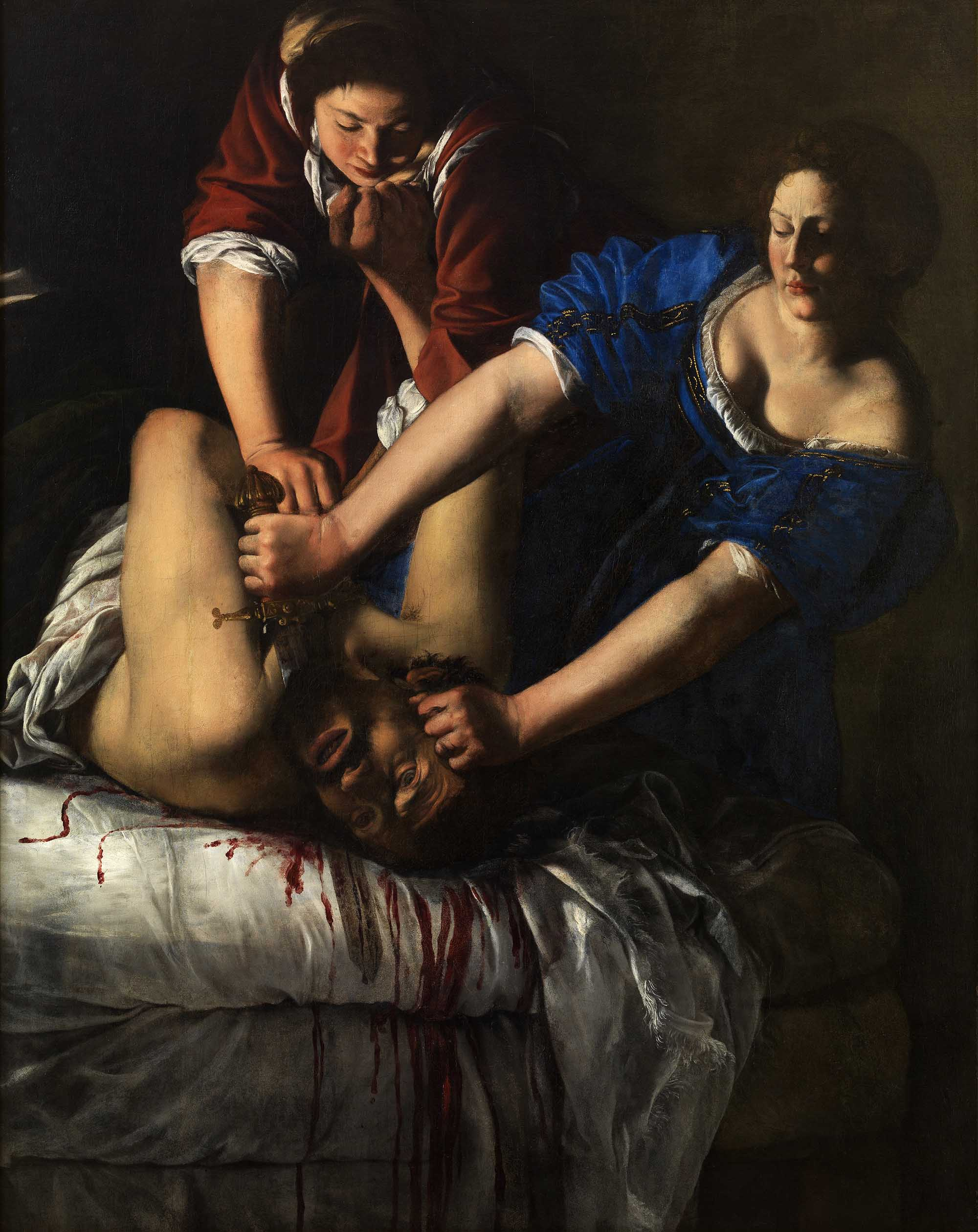
Artemisia Gentileschi, Giuditta che decapita Oloferne

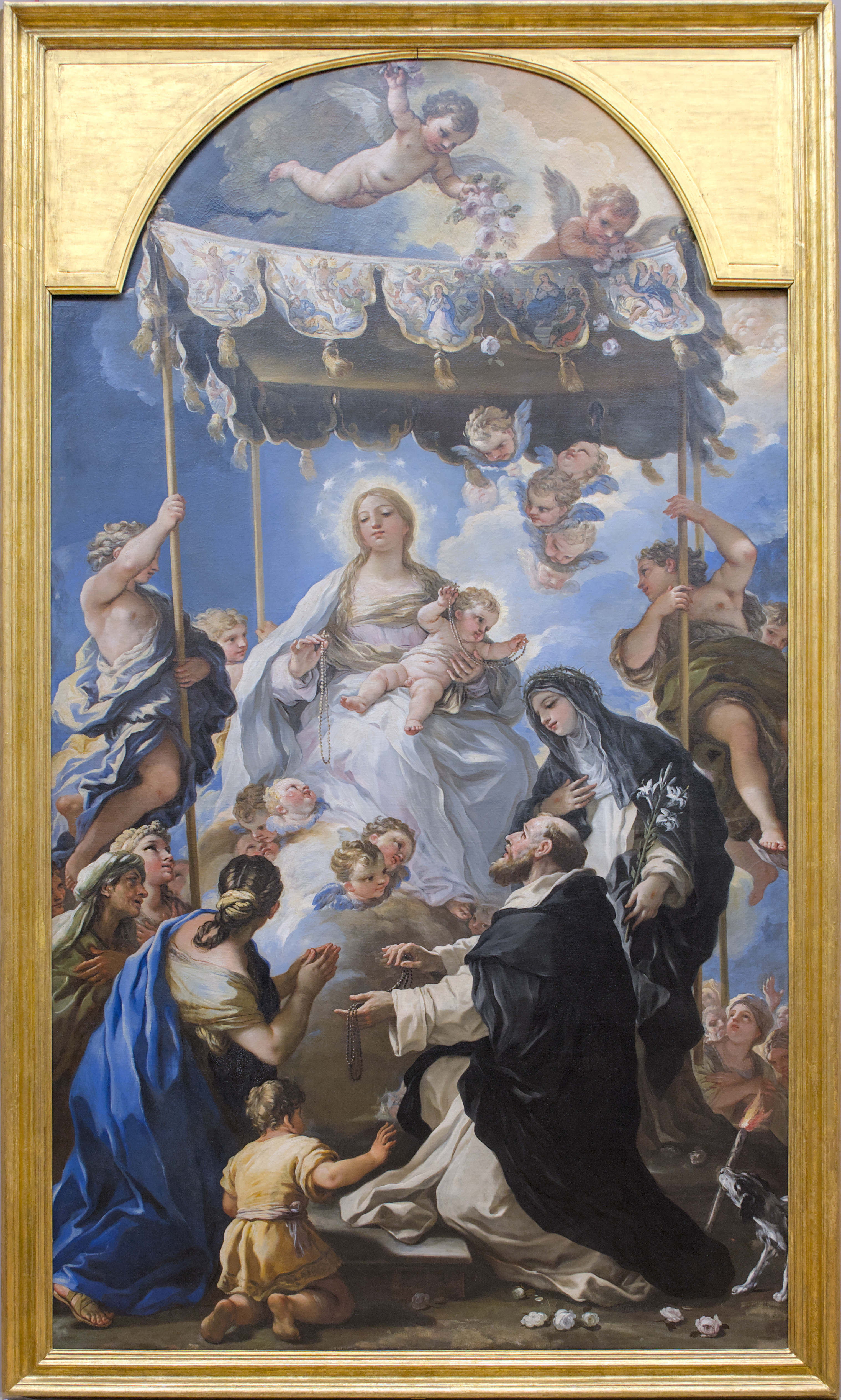
Luca Giordano, Madonna del Baldacchino

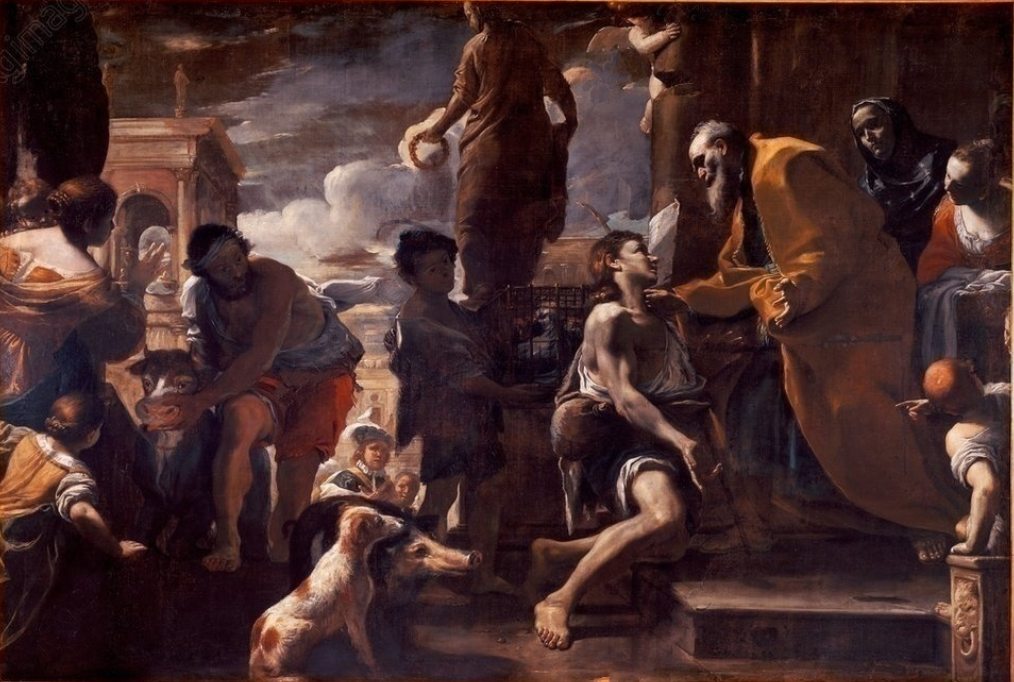
Mattia Preti, Ritorno del figliol prodigo (vers. Capodimonte)

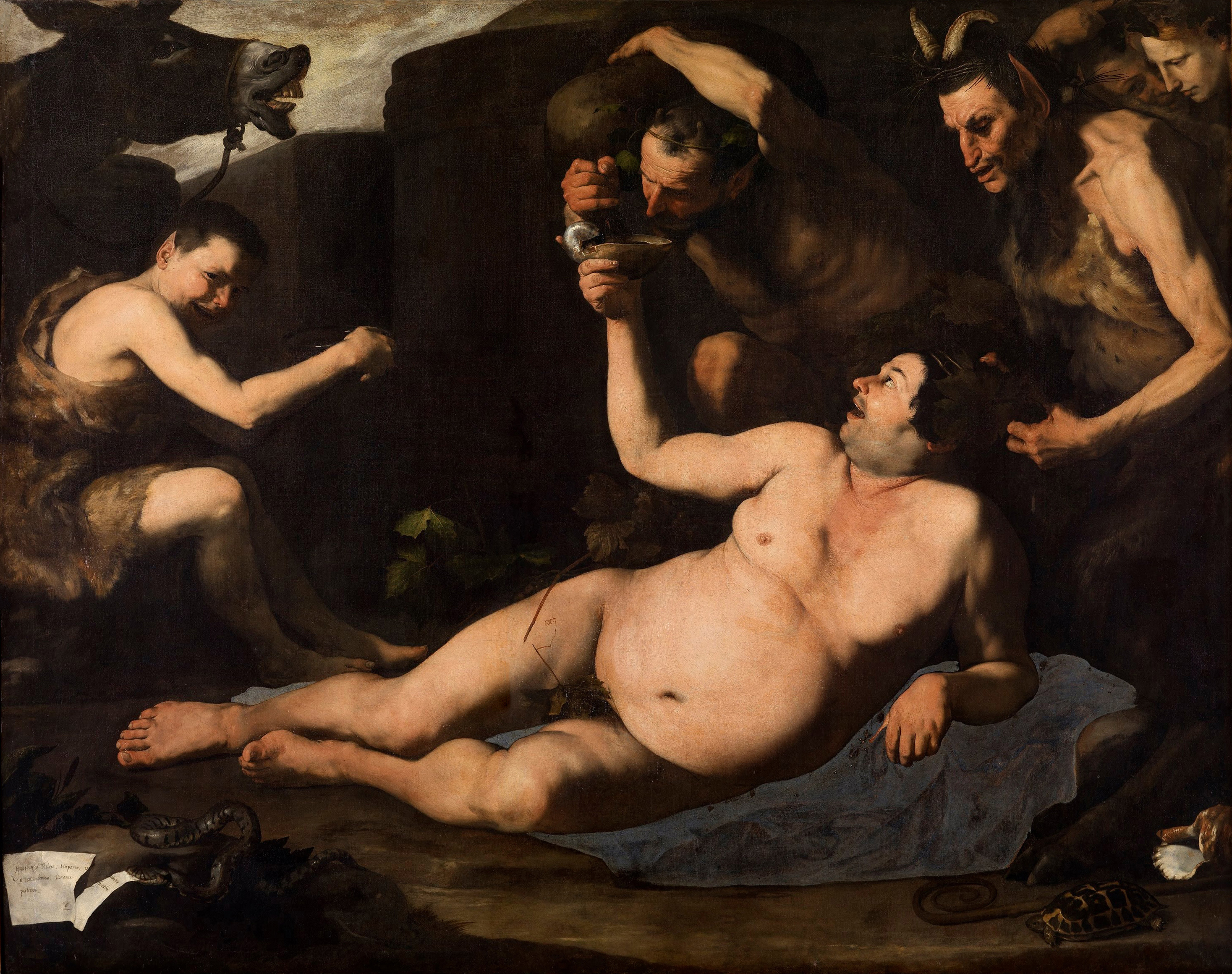
Jusepe de Ribera, Sileno ebbro

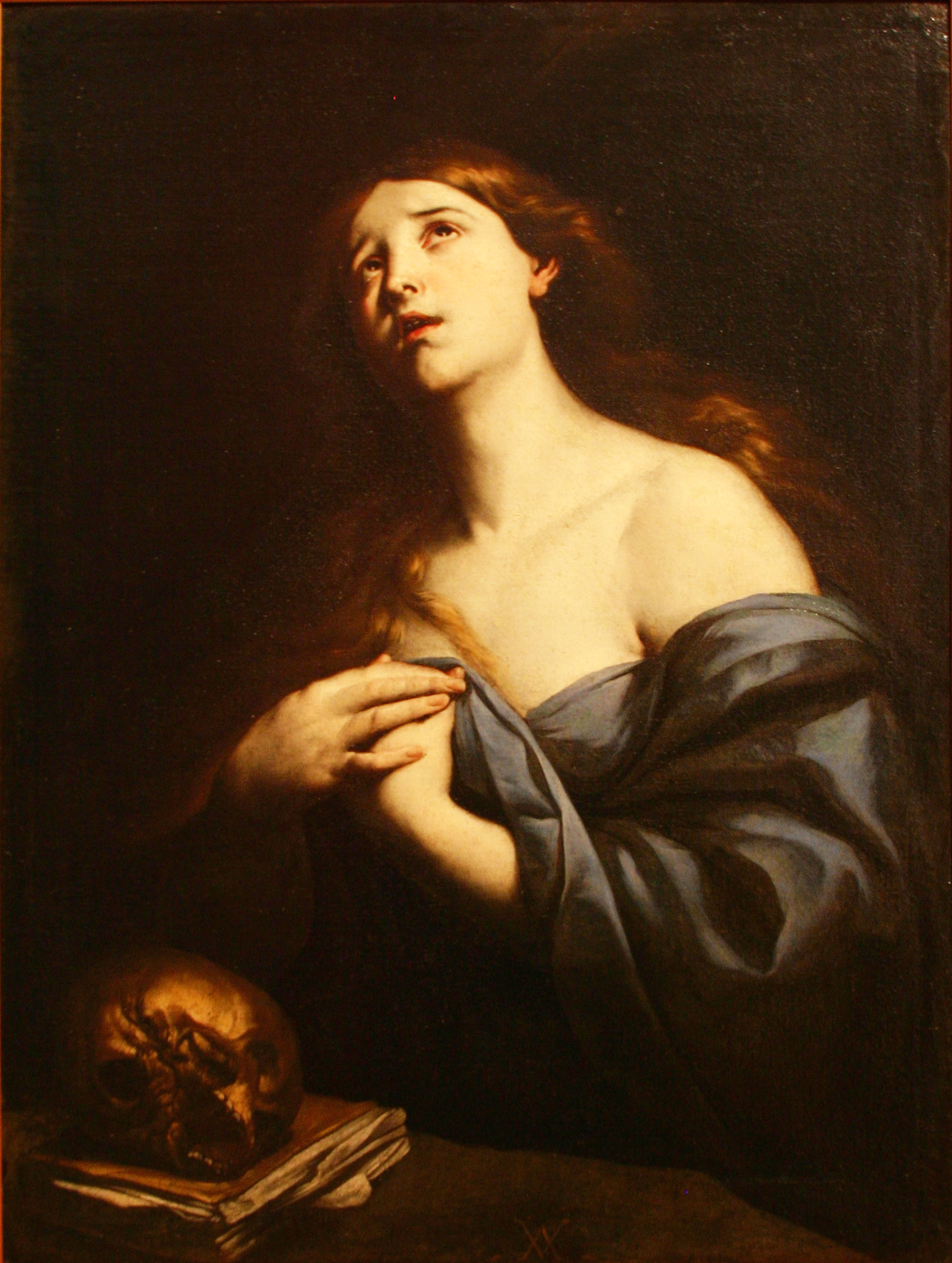
Andrea Vaccaro, Maddalena penitente (vers. Palermo)

- Nicolas Didier Boguet, Passaggio del Po da parte dell'esercito francese di Plaisance il 7 maggio 1796, olio su tela, 161×251, 1813, Musée Condé, Chantilly (fu nella collezione di Gioacchino Murat e poi acquisita da Ferdinando di Borbone dopo il suo rientro in città nel 1815)
- Ippolito Borghese, Deposizione, olio su tela, 109×84 cm, 1602, Museo nazionale di Capodimonte, Napoli (acquistato nel 1817 dalla collezione del conte Giuseppe Lucchesi Palli)
- Ippolito Borghese, Pietà, olio su tela, 111×88 cm, 1602-1603, Museo nazionale di Capodimonte, Napoli (acquistato nel 1817 dalla collezione del conte Giuseppe Lucchesi Palli)
- Vincenzo Camuccini, Morte di Giulio Cesare, olio su tela, 400×707 cm, 1806 ca., Museo nazionale di Capodimonte, Napoli (commissionata nel 1793 da Lord Bristol, fu nella collezione di Gioacchino Murat dal 1807 e poi acquisita da Ferdinando di Borbone dopo il suo rientro in città nel 1815)
- Bartolomeo Caporali, Madonna col Bambino, tempera su tavola, 73×43 cm, 1484, Museo nazionale di Capodimonte, Napoli (acquistato nel 1817 dalla collezione Borgia del museo di Velletri)
- Battistello Caracciolo, Amore dormiente, olio su tela, 72,5×96,5 cm, 1622 ca., Galleria Regionale della Sicilia, Palermo (fa parte dei doni di Francesco I all'Università di Palermo)
- Bernardo Cavallino, La cantatrice, olio su tela, 75×63 cm, 1645-1650, Museo nazionale di Capodimonte, Napoli (acquistato nel 1855)
- Bernardo Cavallino, Martirio di san Bartolomeo, olio su tela, 205×158 cm, 1635-1656, Museo nazionale di Capodimonte, Napoli (acquistato da quella Calì[56])
- Bernardo Cavallino, Santa Cecilia in estasi (bozzetto), 1645, Museo nazionale di Capodimonte, Napoli (acquistato nel 1841 dalla collezione napoletana di Domenico Barbaja)
- Lucas Cranach il Vecchio (bottega), Cristo e l'adultera, olio su tavola, 56×77 cm, II quarto del XVI secolo,, Museo nazionale di Capodimonte, Napoli
- Pacecco De Rosa, Incontro di Rachele e Giacobbe, olio su tela, 126×182 cm, 1630-1650, Pinacoteca metropolitana, Bari[57] (acquistato nel 1841 dalla collezione napoletana di Domenico Barbaja)
- Simon Denis, Eruzione del Vesuvio nel 1812, olio su tela, 164×230 cm, 1812, Musée Condé, Chantilly (acquisito dalla collezione di Carolina Bonaparte dopo il 1815)
- Simon Denis, Panorama di Napoli, olio su tela, 256×375 cm, 1808, Musée Condé, Chantilly (acquistato dalla collezione di Giuseppe Bonaparte dopo il 1815)
- Domenichino, Angelo custode, olio su tela, 249×210 cm, 1615, Museo nazionale di Capodimonte, Napoli (donato dalla famiglia Vanni di Palermo a Ferdinando di Borbone nel 1792)
- Antoon van Dyck, Cristo crocifisso, olio su tela, 155×111 cm, 1621-1625, Museo nazionale di Capodimonte, Napoli (acquistato del 1844 dalla collezione Sartorio)
- Aniello Falcone, Battaglia fra gli Ebrei e gli Amaleciti, olio su tela, 116×127 cm, 1634-1635, Museo nazionale di Capodimonte, Napoli (acquistato nel 1841 dalla collezione napoletana di Domenico Barbaja)
- Francesco Fracanzano, Trionfo di Bacco, olio su tela, 234×315 cm, 1635-1640, Museo nazionale di Capodimonte, Napoli (acquisto dalla collezione di Giacomo Monti)
- Taddeo Gaddi, Madonna con Bambino e i santi Pietro, Paolo, Antonio Abate e Agostino, tempera e oro su tavola, 66×57 cm, 1336, Museo nazionale di Capodimonte, Napoli (acquistato nel 1817 dalla collezione Borgia del museo di Velletri)
- Raffaellino del Garbo, Madonna col Bambino e san Giovannino, tempera su tavola, diam. 85,5 cm, 1504-1505 circa, Museo nazionale di Capodimonte, Napoli (acquistato nel 1834 dalla collezione Carafa d'Andria)
- Artemisia Gentileschi, Giuditta che decapita Oloferne, olio su tela, 162×126 cm, 1625-1630, Museo nazionale di Capodimonte, Napoli (acquistata nel 1827 da quella De Simone)
- François Gérard, Tre età dell'uomo, olio su tela, 255×322 cm, 1808 circa, Musée Condé, Chantilly (fu nella collezione di Carolina Bonaparte dal 1806 e poi acquisito da Leopoldo di Borbone dopo il 1815)
- Luca Giordano, Dedicazione della chiesa di Montecassino nel 1071 (bozzetto dell'affresco un tempo all'abbazia di Montecassino), olio su tela, 100×129 cm, 1677-1678, Museo nazionale di Capodimonte, Napoli
- Luca Giordano, Madonna del Baldacchino, olio su tela, 430×240 cm, 1686, Museo nazionale di Capodimonte, Napoli (acquisito nel 1813 dopo la soppressione soppressione degli ordini monastici)
- Luca Giordano, Nozze di Cana, olio su tela, 80,5×101 cm, 1663, Museo nazionale di San Martino, Napoli (acquisito nel 1815 dopo la soppressione soppressione degli ordini monastici)
- Matteo di Giovanni, Strage degli innocenti, tempera su tavola, 231×234 cm, 1480-1490 circa, Museo nazionale di Capodimonte, Napoli (già nella chiesa di Santa Caterina a Formiello a Napoli, poi confluita nelle collezioni borboniche seguito della soppressione del monastero nel 1806)
- Grechetto, Predoni e armenti (annuncio ai pastori), olio su tela, 1663, Museo nazionale di Capodimonte, Napoli
- Francesco Guarini, Santa Cecilia al cembalo e angeli, olio su tela, 124×152 cm, 1640 ca., Museo nazionale di Capodimonte, Napoli (acquistato dalla collezione Alfieri di Napoli nel 1845)
- Ignoto pittore valacco, San Giorgio e il drago, tempera su tavola, 23×18 cm, XVIII secolo, Museo nazionale di Capodimonte, Napoli (acquistato nel 1817 dalla collezione Borgia del museo di Velletri)
- Henriette Lorimier, La capra nutrice, 1804, (acquisito dalla collezione di Carolina Bonaparte dopo il 1815), non rintracciato
- Andrea Mantegna, Sant'Eufemia, tempera a colla su tela, 171×78 cm, 1454, Museo nazionale di Capodimonte, Napoli (acquistato nel 1817 dalla collezione Borgia del museo di Velletri)
- Antonello da Messina, Ritratto di giovane uomo, olio su tavola, 32×27 cm, 1470-74 circa, Museum of Art, Philadelphia (donato dal marchese e soprintendente borbonico Giacomo Giuseppe Haus al re Francesco di Borbone)
- Pietro Novelli, Santissima Trinità invia l'arcangelo Gabriele alla Vergine, olio su tela, 308×198 cm, 1635-1636, Museo nazionale di Capodimonte, Napoli (registrata per la prima volta nel 1802 nel palazzo Francavilla a Napoli, non si ha certezza se si tratti di un acquisto di Domenico Venuti a Roma nei primi dell'Ottocento o se la tela provenga da qualche chiesa siciliana)
- Jacopo Palma il Vecchio, Sacra Conversazione con donatori, olio su tavola, 134×210 cm, 1525 ca., Museo nazionale di Capodimonte, Napoli (acquistato nel 1841 dalla collezione napoletana di Domenico Barbaja)
- Marco dal Pino, Immacolata e storie della Vergine, olio su tavola, 1570-1575, Museo nazionale di Capodimonte, Napoli
- Anton Sminck van Pitloo, Templi di Paestum, olio su tela, 60×86 cm, 1824, Museo nazionale di Capodimonte, Napoli
- Paolo Porpora, Sottobosco con fiori, frutta, uccelli e pappagallo, olio su tela, 1660 ca., Museo nazionale di Capodimonte, Napoli
- Mattia Preti, Bozzetti per gli affreschi votivi per la peste del 1656 (×2), olio su tela, 127×76 cm, 1656, Museo nazionale di Capodimonte, Napoli (acquistato agli inizi del XIX secolo)
- Mattia Preti, Cristo guarisce la figlia della Cananea, olio su tela, 85×117 cm, 1656 circa, Galleria Regionale della Sicilia, Palermo (già nella certosa di San Martino, poi spostato nel monastero di Sant'Eframo Nuovo dopo le soppressioni degli enti ecclesiastici durante il decennio francese e infine donato da Francesco I all'Università di Palermo nel 1828)
- Mattia Preti, Cristo e il centurione, olio su tela, 230×170 cm, 1656 circa, Galleria Regionale della Sicilia, Palermo (già in collezione Carafa duca di Maddaloni, fu donato da Francesco I all'Università di Palermo nel 1828)
- Mattia Preti, Cristo e l'adultera, olio su tela, 85×117 cm, 1656 circa, Galleria Regionale della Sicilia, Palermo (già nella certosa di San Martino, fu acquisito nel decennio francese a seguito della soppressione degli ordini monastici e poi donato da Francesco I all'Università di Palermo nel 1828)
- Mattia Preti, Cristo scaccia Satana, olio su tela, 234×182 cm, 1656 circa, Museo nazionale di Capodimonte, Napoli (già in collezione Carafa duca di Maddaloni, fu acquistato dalla collezione del giudice Francesco Antonio Roberti nel 1819)
- Mattia Preti, Giuditta e Oloferne, olio su tela, 186×143 cm, 1653-1656, Museo nazionale di Capodimonte, Napoli (acquisito nel 1806 dopo la soppressione soppressione degli ordini monastici)
- Mattia Preti, Quattro evangelisti, olio su tela, 153×207 cm, 1656-1660, Galleria Regionale della Sicilia, Palermo (fu acquistato dalla collezione del giudice Antonio Caputo e donato da Francesco I all'Università di Palermo nel 1828)
- Mattia Preti, Ritorno del figliol prodigo (vers. Capodimonte), olio su tela, 255×367 cm, 1655-1660 circa, Museo nazionale di Capodimonte, Napoli (acquistato dalla collezione del giudice Francesco Antonio Roberti nel 1819)
- Mattia Preti, San Giovanni Battista, olio su tela, 183×144 cm, 1653-1656, Museo nazionale di Capodimonte, Napoli (acquisito nel 1806 dopo la soppressione soppressione degli ordini monastici)
- Mattia Preti, San Nicola di Bari, olio su tela, 217×156 cm, 1653, Museo nazionale di Capodimonte, Napoli (acquisito nel 1806 dopo la soppressione soppressione degli ordini monastici)
- Joseph Rebell, Golfo di Napoli visto da Chiaia, olio su tela, 65×98 cm, primo quarto del XIX secolo, Musée Condé, Chantilly (acquisito dalla collezione di Carolina Bonaparte dopo il 1815)
- Joseph Rebell, Palazzo reale di Napoli visto dal largo Reale, olio su tela, 61×98 cm, 1814, Musée Condé, Chantilly (acquisito dalla collezione di Carolina Bonaparte dopo il 1815)
- Joseph Rebell, Palazzo reale di Napoli visto dall'Arsenale, olio su tela, 61×98 cm, 1814, Musée Condé, Chantilly (acquisito dalla collezione di Carolina Bonaparte dopo il 1815)
- Joseph Rebell, Veduta della reggia di Portici, olio su tela, 61×98 cm, 1814, Musée Condé, Chantilly (acquistato dalla collezione di Carolina Bonaparte dopo il 1815)
- Joseph Rebell, Veduta di Vetri, olio su tela, 61×98 cm, primo quarto del XIX secolo, Musée Condé, Chantilly (acquisito dalla collezione di Carolina Bonaparte dopo il 1815)
- Joseph Rebell, Veduta di Portici, olio su tela, 61×98 cm, 1814, Musée Condé, Chantilly (acquisito dalla collezione di Carolina Bonaparte dopo il 1815)
- Joseph Rebell, Veduta di Napoli da Posillipo, olio su tela, 61×98 cm, 1815, Musée Condé, Chantilly (acquisito dalla collezione di Carolina Bonaparte dopo il 1815)
- Joseph Rebell, Veduta di Napoli sul golfo, olio su tela, 61×98 cm, 1815, Musée Condé, Chantilly (acquisito dalla collezione di Carolina Bonaparte dopo il 1815)
- Joseph Rebell, Veduta di Baia, olio su tela, 65×98 cm, primo quarto del XIX secolo, Musée Condé, Chantilly (acquisito dalla collezione di Carolina Bonaparte dopo il 1815)
- Jusepe de Ribera (bottega di), Adorazione dei pastori, olio su tela, 239×181 cm, 1650, Museo del Louvre, Parigi (acquistato nel 1802 dalla collezione del duca Giuseppe Capece Galeota per farne immediato dono al Governo francese a seguito del recupero di nove dipinti trafugati durante i precedenti moti del 1799)
- Jusepe de Ribera, San Bruno riceve la Regola, olio su tela, 38×27 cm, 1643, Museo nazionale di San Martino, Napoli (acquisito nel 1815 dopo la soppressione soppressione degli ordini monastici)
- Jusepe de Ribera, San Girolamo, olio su tela, 125×100 cm, 1651, Museo nazionale di San Martino, Napoli (acquisito nel 1815 dopo la soppressione soppressione degli ordini monastici)
- Jusepe de Ribera, San Girolamo e l'angelo del Giudizio, olio su tela, 262×164 cm, 1626, Museo nazionale di Capodimonte, Napoli (acquisito nel 1813 dopo la soppressione del complesso della Santissima Trinità delle Monache)
- Jusepe de Ribera, San Paolo Eremita, olio su tela, 130×103 cm, 1622 ca., Galleria Regionale della Sicilia, Palermo (fu donato da re Ferdinando II)
- Jusepe de Ribera, San Sebastiano, olio su tela, 121×100 cm, 1651, Museo nazionale di San Martino, Napoli (acquisito nel 1815 dopo la soppressione soppressione degli ordini monastici)
- Jusepe de Ribera, Sileno ebbro, olio su tela, 185×229 cm, 1626, Museo nazionale di Capodimonte, Napoli (già in collezione Roomer e poi Vandeneynden)
- Jusepe de Ribera, Trinitas terrestris con santi e l'Eterno Padre, olio su tela, 393×262 cm, 1626-1635, Museo nazionale di Capodimonte, Napoli (acquisito nel 1813 dopo la soppressione del complesso della Santissima Trinità delle Monache)
- Sebastiano Ricci, Assunzione della Maddalena, olio su tela, 282×194 cm, 1700-1710, Museo nazionale di Capodimonte, Napoli (acquisto borbonico del 1851)
- Sassoferrato, Adorazione dei pastori, olio su tela, 136×100 cm, Museo nazionale di Capodimonte, Napoli (acquistato dal sig. Nicola Merlo nel 1848)
- Cesare da Sesto, Adorazione dei Magi, olio su tela, 326×270 cm, 1516-1519, Museo nazionale di Capodimonte, Napoli (già nella chiesa di San Niccolò dei Gentiluomini a Messina, poi confluita nelle collezioni borboniche seguito della soppressione del monastero alla fine del Settecento)
- Lionello Spada, Flagellazione di Cristo, olio su tela, 53×46 cm, 1607-1610, Museo nazionale di Capodimonte, Napoli
- Micco Spadaro e Viviano Codazzi, Villa con portico e baldacchino, olio su tela,1641, Museo nazionale di Capodimonte, Napoli (acquisto dal Cavalier Antonio Lamberti del 1828)
- Matthias Stomer, Adorazione dei pastori, olio su tela, 129×181 cm, 1632-1639, Museo nazionale di Capodimonte, Napoli (già nel monastero di Sant'Eframo Nuovo, poi confluita nel museo dopo le soppressioni dei monasteri del 1807)
- Matthias Stomer, Sacra Famiglia, olio su tela, 152×206 cm, 1632-1635, Museo nazionale di Capodimonte, Napoli (già nel monastero di Sant'Eframo Nuovo, poi confluita nel museo dopo le soppressioni dei monasteri del 1807)
- Andrea Vaccaro, Maddalena penitente, olio su tela, 102×76,5 cm, XVII secolo, Galleria Regionale della Sicilia, Palermo (fu donato da re Ferdinando II)
- Alvise Vivarini, Madonna col Bambino tra i santi Francesco e Bernardino, tempera su tavola, 236×50 cm, 1485, Museo nazionale di Capodimonte, Napoli (acquistato nel 1831 dalla collezione Filioli)
- Alvise Vivarini, Madonna col Bambino tra i santi Francesco e Bernardino, tempera su tavola, 118×120 cm, 1405, Museo nazionale di Capodimonte, Napoli (già nel convento degli Osservanti di Bari, poi confluita nel museo a seguito della soppressione del monastero nel 1813)

#### Provenienza borbonica da commissioni dirette o dalle fabbriche reali

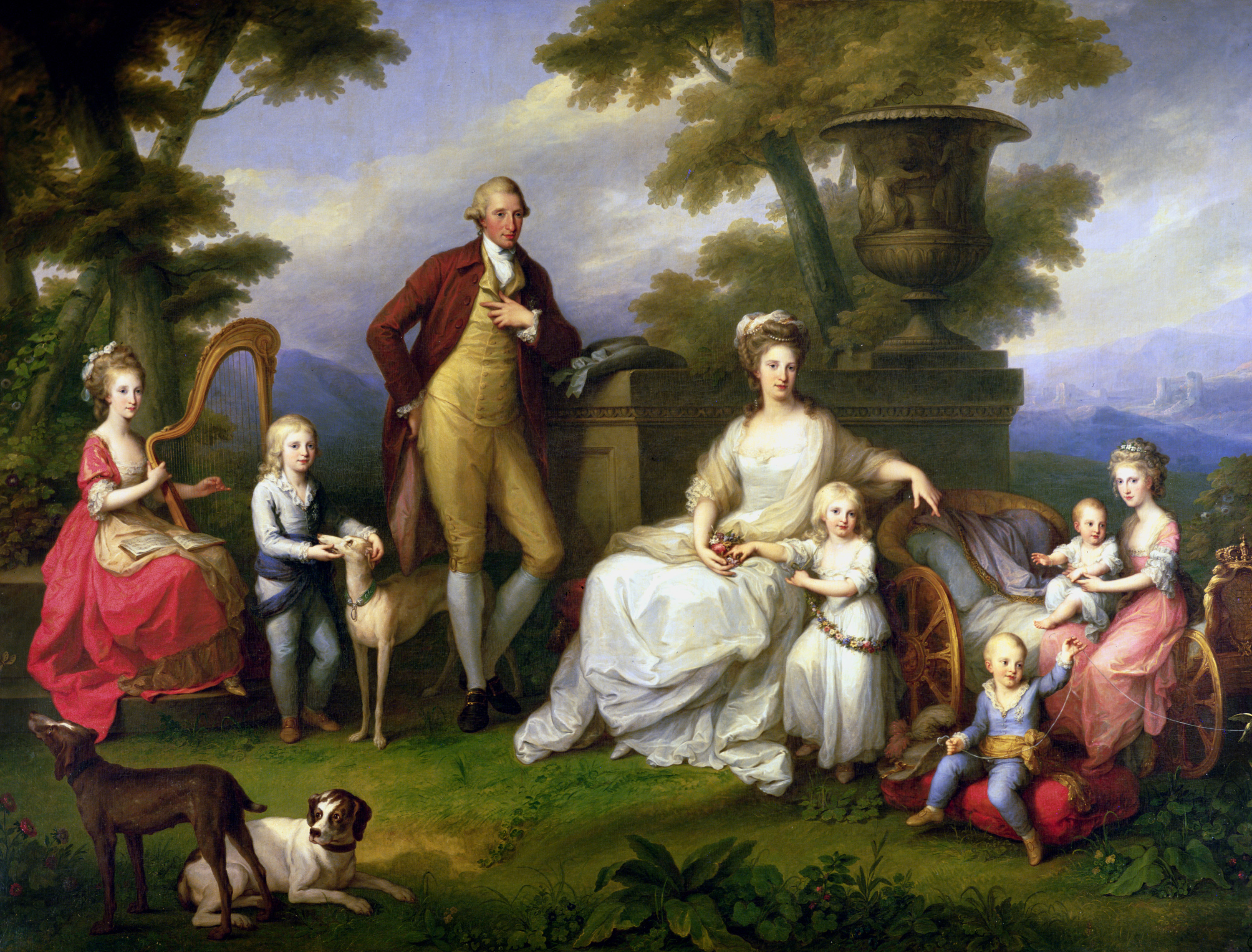
Angelika Kauffmann, Ritratto della famiglia di Ferdinando IV

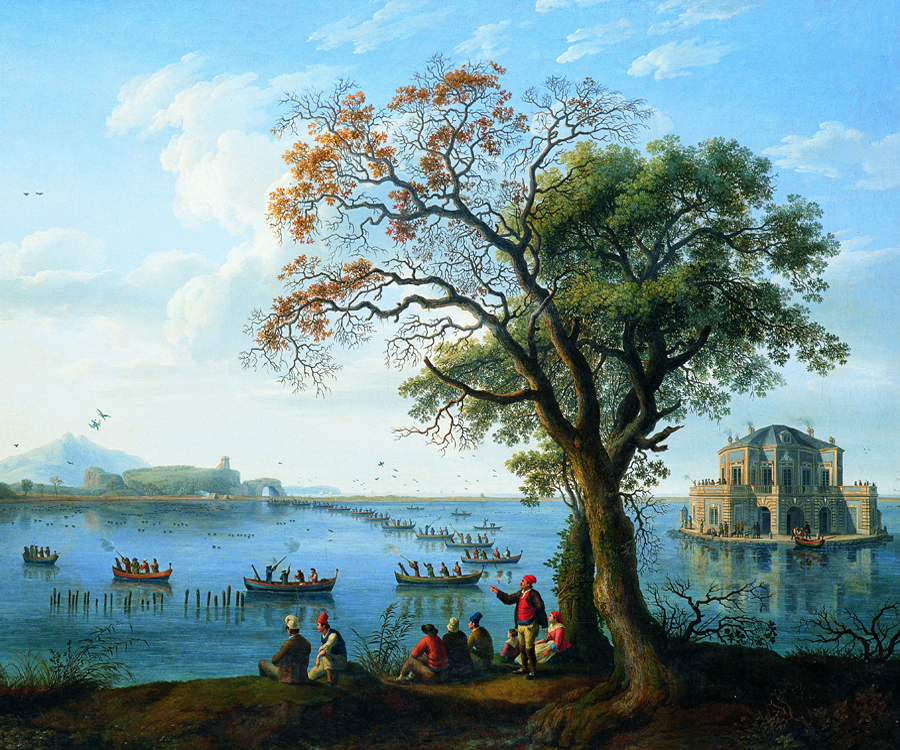
Jakob Philipp Hackert, Ferdinando IV a caccia di folaghe sul lago di Fusaro

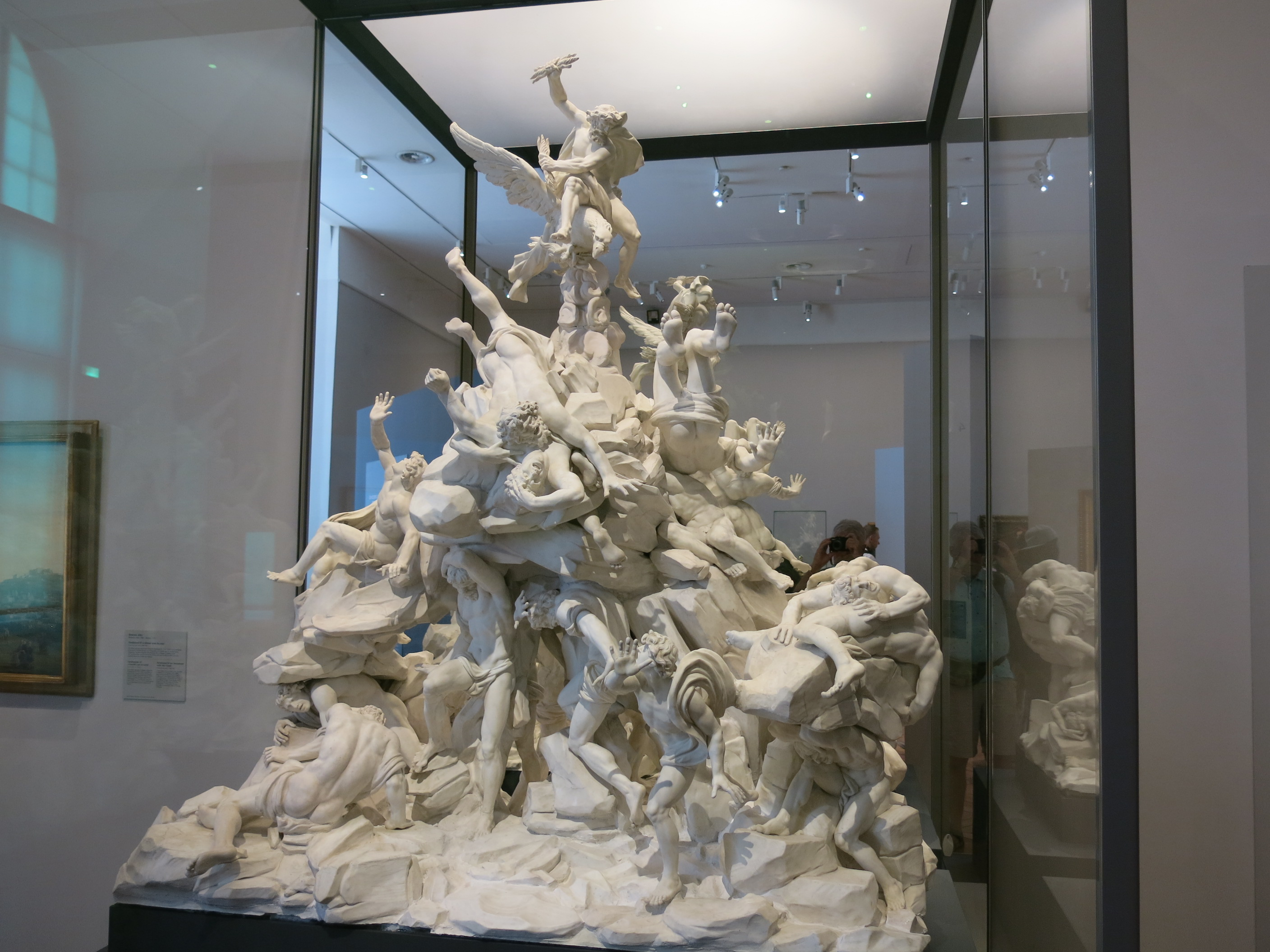
Filippo Tagliolini, Caduta dei Giganti

- Francesco Albotto, Veduta di Venezia su campo Santi Giovanni e Paolo, olio su tela, 61×97 cm, XVIII secolo, Museo nazionale di Capodimonte, Napoli
- Francesco Albotto, Veduta di Venezia su palazzo Ducale, olio su tela, 60×98 cm, XVIII secolo, Museo nazionale di Capodimonte, Napoli
- Francesco Albotto, Veduta di Venezia sulla chiesa della Salute a Venezia, olio su tela, 60×98 cm, XVIII secolo, Museo nazionale di Capodimonte, Napoli
- Élisabeth Vigée Le Brun, Ritratto dell'infante Francesco di Borbone, olio su tela, 123×92 cm, 1790, Museo nazionale di Capodimonte, Napoli
- Giuseppe Cammarano, Ritratto della famiglia di Francesco I in contemplazione del busto di Ferdinando di Borbone, olio su tela, 313×397 cm, 1820, Museo nazionale di Capodimonte, Napoli
- Vincenzo Camuccini, Ferdinando I delle Due Sicilie in costume di Cavaliere dell'Ordine di San Gennaro, olio su tela, 300×200 cm, 1818-1819, Palazzo Reale, Napoli
- Antonio Canova (e collaboratori), Busto di Ferdinando IV, marmo, 1822 ca., Reggia di Caserta
- Antonio Canova, Statua colossale di Ferdinando di Borbone come Atena, marmo di Carrara, h. 360 cm, 1821, Museo archeologico nazionale, Napoli
- Antonio Dominici, Scalone di palazzo Reale con il corteo nuziale delle principesse di Borbone, olio su tela, 63×96 cm, 1790, Palazzo Reale, Napoli
- Alexandre-Hyacinthe Dunouy, Vista del ponte di Neuilly, olio su tela, 24×31 cm, 1820-1848, Musée Condé, Chantilly
- Francisco Goya, Ritratto di Carlo IV, re di Spagna, olio su tela, 209×126 cm, fine XVIII secolo, Museo nazionale di Capodimonte, Napoli
- Francisco Goya, Ritratto di Maria Luisa di Parma, olio su tela, 202×124 cm, fine XVIII secolo, Museo nazionale di Capodimonte, Napoli
- Jakob Philipp Hackert, Ferdinando IV a caccia di folaghe sul lago di Fusaro, olio su tela, 141×219 cm, 1783, Museo nazionale di Capodimonte, Napoli
- Jakob Philipp Hackert, Ferdinando IV a caccia di cinghiali a Carditello, olio su tela, 119×173 cm, 1783, Musée Condé, Chantilly
- Jakob Philipp Hackert, Mietitura a Carditello, olio su tela, 141×219 cm, 1791, Museo nazionale di Capodimonte, Napoli
- Antonio Joli, Ferdinando IV a cavallo con la corte, olio su tela, 72×126 cm, 1760, Museo nazionale di Capodimonte, Napoli
- Antonio Joli, Partenza di Carlo per la Spagna vista dal mare, olio su tela, 72×126 cm, 1760 ca., Museo nazionale di Capodimonte, Napoli
- Antonio Joli, Partenza di Carlo per la Spagna vista da terra, olio su tela, 72×126 cm, 1760 ca., Museo nazionale di Capodimonte, Napoli
- Angelika Kauffmann, Ritratto della famiglia di Ferdinando IV, olio su tela, 310×426 cm, 1783, Museo nazionale di Capodimonte, Napoli
- Francesco Liani, Ritratto equestre di Carlo di Borbone, olio su tela, 315×258 cm, 1760 ca., Museo nazionale di Capodimonte, Napoli
- Francesco Liani, Ritratto equestre di Maria Amalia di Sassonia, olio su tela, 315×258 cm, 1760 ca., Museo nazionale di Capodimonte, Napoli
- Anton Raphael Mengs, Ritratto di Ferdinando IV, olio su tela, 180×126 cm, 1759, Museo nazionale di Capodimonte, Napoli
- Filippo Tagliolini, Caduta dei Giganti, porcellana, Museo nazionale di Capodimonte, Napoli
- Filippo Tagliolini, Carro dell'Aurora, porcellana, Museo nazionale di Capodimonte, Napoli
- Filippo Tagliolini, Giudizio di Paride, porcellana, Museo nazionale di Capodimonte, Napoli
- Varie maestranze, Salottino di porcellana di Maria Amalia di Sassonia, Museo nazionale di Capodimonte, Napoli
- Varie maestranze, Serie di arazzi con Allegorie delle Virtù, 1763-1767, Palazzo Reale, Napoli
- Varie maestranze, Serie di arazzi con Amore e Psiche, 1783-1786, Palazzo Reale, Napoli
- Varie maestranze, Serie di quattro arazzi con i Quattro elementi, 1739-1763,[58] Palazzo Reale, Napoli
- Varie maestranze, Serie di sei arazzi con Apoteosi Regia, 1794-1799, Palazzo Reale, Napoli
- Claude Joseph Vernet, Carlo di Borbone a caccia di folaghe sul lago di Licola, olio su tela, 75×155 cm, 1746, Museo nazionale di Capodimonte, Napoli

## Albero genealogico degli eredi della collezione
Segue un sommario albero genealogico degli eredi della collezione Borbone di Napoli, dove sono evidenziati in grassetto gli esponenti della famiglia che hanno ereditato, custodito, o che comunque sono risultati influenti nelle dinamiche inerenti alla collezione d'arte. Per semplicità il cognome Borbone di Napoli viene abbreviato a "B.".
| | | |                                    | | | | | | | | | |                                 |                                 |
| | | |                                    | | | | | | | Elisabetta Farnese (1692-1766) (in quanto ultima esponente del casato, ereditò l'intera collezione Farnese; fu sposata con Filippo V di Borbone, re di Spagna) | | |                                 |                                 |
| | | |                                    | | | | | | | | | |                                 |                                 |
| | | |                                    | | | | | | | | | |                                 |                                 |
| | | |                                    | | | | | | re Carlo di B. (1716-1788) (ereditò tutti i possedimenti e i beni farnesiani, iniziando nel 1734 a trasferire la collezione pittorica Farnese di Parma e Piacenza a Napoli una volta salito al trono della città; avviò la costruzione delle più importanti regge del territorio e gli scavi archeologici vesuviani, da cui rinverranno nel tempo numerose opere antiche che confluiranno nella collezione reale) | re Carlo di B. (1716-1788) (ereditò tutti i possedimenti e i beni farnesiani, iniziando nel 1734 a trasferire la collezione pittorica Farnese di Parma e Piacenza a Napoli una volta salito al trono della città; avviò la costruzione delle più importanti regge del territorio e gli scavi archeologici vesuviani, da cui rinverranno nel tempo numerose opere antiche che confluiranno nella collezione reale) | ...e altri sei fratelli/sorelle | ...e altri sei fratelli/sorelle |                                 |                                 |
| | | |                                    | | | | | | | | | |                                 |                                 |
| | | |                                    | | | | | | | | | |                                 |                                 |
| | | |                                    | | | | | re Ferdinando di B. (1751-1825) (trasferì a Napoli la collezione di antichità Farnese di Roma e incrementò quella reale dando incarico a Domenico Venuti di reperire opere nel mercato romano tra il 1800 e il 1802; seguì i cantieri avviati dal padre e diede nascita al Foro Ferdinandeo, odierna piazza del Plebiscito) | re Ferdinando di B. (1751-1825) (trasferì a Napoli la collezione di antichità Farnese di Roma e incrementò quella reale dando incarico a Domenico Venuti di reperire opere nel mercato romano tra il 1800 e il 1802; seguì i cantieri avviati dal padre e diede nascita al Foro Ferdinandeo, odierna piazza del Plebiscito)                                                                                       | ...e altri sette fratelli/sorelle | ...e altri sette fratelli/sorelle | |                                 |                                 |
| | | |                                    | | | | | | | | | |                                 |                                 |
| | | |                                    | | | | | | | | | |                                 |                                 |
| | | |                                    | re Francesco di B. (1777-1830) (fu erede della collezione reale; donò circa 42 pezzi della collezione alla città di Palermo)) | re Francesco di B. (1777-1830) (fu erede della collezione reale; donò circa 42 pezzi della collezione alla città di Palermo)) | | | | | | Leopoldo di B. (1790-1851) (principe di Salerno, fu investito da un corposo lascito da parte di Ferdinando di B. con opere della collezione reale sia di matrice farnese che borbonica) | Leopoldo di B. (1790-1851) (principe di Salerno, fu investito da un corposo lascito da parte di Ferdinando di B. con opere della collezione reale sia di matrice farnese che borbonica) | ...e altri sei fratelli/sorelle | ...e altri sei fratelli/sorelle |
| | | |                                    | | | | | | | | | |                                 |                                 |
| | | |                                    | | | | | | | | | |                                 |                                 |
| | re Ferdinando II di B. (1810-1859) (incrementò la collezione reale con l'acquisto di svariate collezioni private napoletane; donò circa 38 pezzi della collezione alla città di Palermo)            | re Ferdinando II di B. (1810-1859) (incrementò la collezione reale con l'acquisto di svariate collezioni private napoletane; donò circa 38 pezzi della collezione alla città di Palermo) |                                    | Leopoldo di B. (1813-1860) (conte di Siracusa)                                                                                | Leopoldo di B. (1813-1860) (conte di Siracusa)                                                                                | Teresa Cristina di B. (1822-1889) (imperatrice consorte del Brasile; scambiò diversi pezzi archeologici con quelli vesuviani del fratello, portando di fatto oltreoceano alcune opere borboniche) | Teresa Cristina di B. (1822-1889) (imperatrice consorte del Brasile; scambiò diversi pezzi archeologici con quelli vesuviani del fratello, portando di fatto oltreoceano alcune opere borboniche) | ...e altri undici fratelli/sorelle | ...e altri undici fratelli/sorelle | Maria Carolina Augusta di Borbone-Due Sicilie (1822-1869) (sposata con Enrico d'Orléans, duca di Aumale, il quale nel 1851 acquistò tutta la collezione del suocero) | Maria Carolina Augusta di Borbone-Due Sicilie (1822-1869) (sposata con Enrico d'Orléans, duca di Aumale, il quale nel 1851 acquistò tutta la collezione del suocero)                    | ...e altri tre fratelli/sorelle | ...e altri tre fratelli/sorelle |                                 |
| | | |                                    | | | | | | | | | |                                 |                                 |
| | | |                                    | | | | | | | | | |                                 |                                 |
| re Francesco II delle Due Sicilie (1836-1894) (ultimo re B., perso il trono di Napoli nel 1861 si ritirò a Roma, presso il palazzo Farnese in campo de' Fiori, rimasto di proprietà della famiglia) | re Francesco II delle Due Sicilie (1836-1894) (ultimo re B., perso il trono di Napoli nel 1861 si ritirò a Roma, presso il palazzo Farnese in campo de' Fiori, rimasto di proprietà della famiglia) | ...e altri dodici fratelli/sorelle | ...e altri dodici fratelli/sorelle | ... | ... | | | | | La collezione che fu di Leopoldo venne portata dal duca di Aumale dapprima a Twickenham e poi a Chantilly, presso il castello dove sarà fondato nel 1896 il Museo Condé. | La collezione che fu di Leopoldo venne portata dal duca di Aumale dapprima a Twickenham e poi a Chantilly, presso il castello dove sarà fondato nel 1896 il Museo Condé.                | |                                 |                                 |
| | | |                                    | | | | | | | | | |                                 |                                 |
| | | |                                    | | | | | | | | | |                                 |                                 |
| Con l'Unità d'Italia le collezioni borboniche napoletane resteranno musealizzate tra Capodimonte, l'archeologico nazionale e al palazzo Reale a Napoli e alla reggia di Caserta.                    | | |                                    | | | | | | | | | |                                 |                                 |